# Styles architecturaux à Saint-Pétersbourg
Les styles architecturaux à Saint-Pétersbourg forment une polyphonie harmonieuse qui a fait de cette ville la première grande ville moderne sur le territoire de l'Empire russe.
Les principaux styles représentés sont le baroque, avec deux variantes principales : le baroque pétrovien, caractéristique du début du XVIIIe siècle et le baroque élisabéthain durant le cours du même XVIIIe siècle, le classicisme (fin du XVIIIe siècle), le style Empire (début du XIXe siècle), le style éclectique (milieu et fin du XIXe siècle), le style moderne (début du XXe siècle) et le constructivisme (XXe siècle).

## Styles

### Baroque pétrovien
Le baroque italien est un reflet de l'époque de l'absolutisme au XVIe siècle et jusqu'au XVIIIe siècle. Ce style d'architecture se distingue par ses formes curvilignes complexes, son dynamisme, sa splendeur et sa fantaisie. Avant la période de Pierre le Grand, au XVIIe siècle, l'architecture russe s'exprime principalement dans les églises et porte encore des traces de la tradition byzantine de la Rus' de Moscou. Sur base d'une synthèse de ces tendances apparaît le baroque russe: au début dans le baroque moscovite puis dans le baroque pétrovien, bien que tous ces styles soient différents les uns des autres et différents du baroque de l'Europe de l'Ouest.
Le baroque pétrovien est le résultat de la créativité de plusieurs architectes d'Europe de l'Ouest, invités par Pierre le Grand et en particulier les italiens et les français. En même temps, les premiers bâtiments de la ville (en bois principalement) ne reprenaient pas de style architectural particulier. Il y avait eu la longue et Grande guerre du Nord et ses conséquences. Ce qui était estimé nécessaire à cette époque c'est: une forteresse, un port, un chantier naval et puis autour de ces premiers édifices s'ajoutent des casernes, des maisons pour les officiers, de nombreux commerçants, des slobodas.
La période durant laquelle a dominé le baroque pétrinien peut être datée approximativement de 1703 à 1740. Les goûts rationnels des Allemands et des Hollandais ont exercé une influence sur celui-ci mais toutefois restreinte en matière de formes architecturales. C'est pourquoi le baroque pétrovien diffère du baroque français et italien de la même époque. Pendant cette période, ce sont des bâtiments simples qui sont construits dans la ville (de forme rectangulaire) dont les formes sont sans prétentions. Le relief (sculpture), les colonnades, les portiques n'apparaissent pratiquement pas. Parfois les éléments des ordres architecturaux n'apparaissent que sur la façade, qui se voit partagée par de bandes blanches sur des fonds roses intenses. Ces façades sont souvent garnies de frontons, de pilastres, de volutes, de flèches et sont soulignées par des éléments verticaux et horizontaux. Les pièces intérieures sont souvent disposés en enfilade. Les architectes européens ont apporté avec eux l'expérience en matière de conduites d'eau internes et d'installations sanitaires (comme la toilette à chasse d'eau).

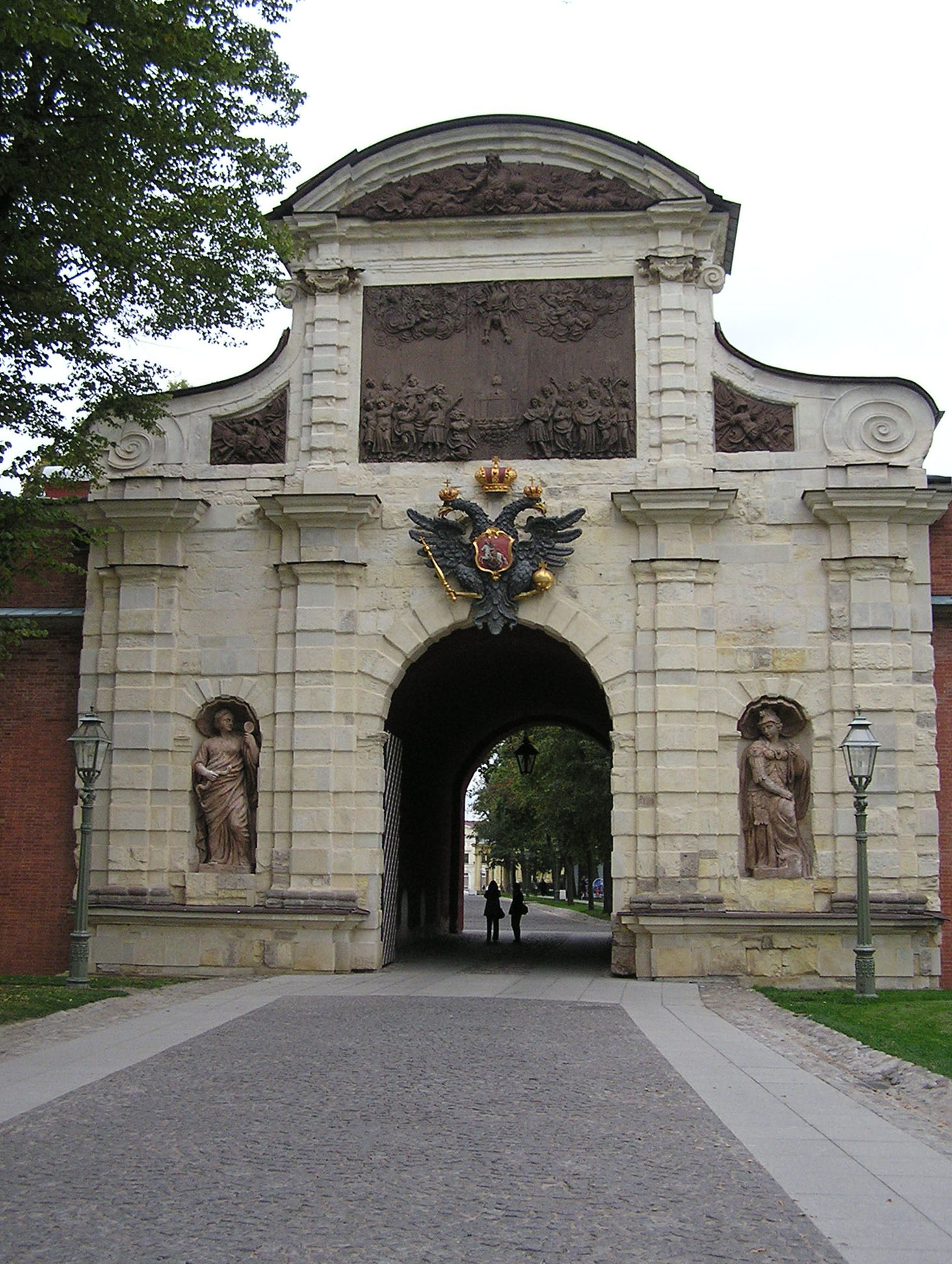
La porte de Pierre à la  forteresse Pierre-et-Paul
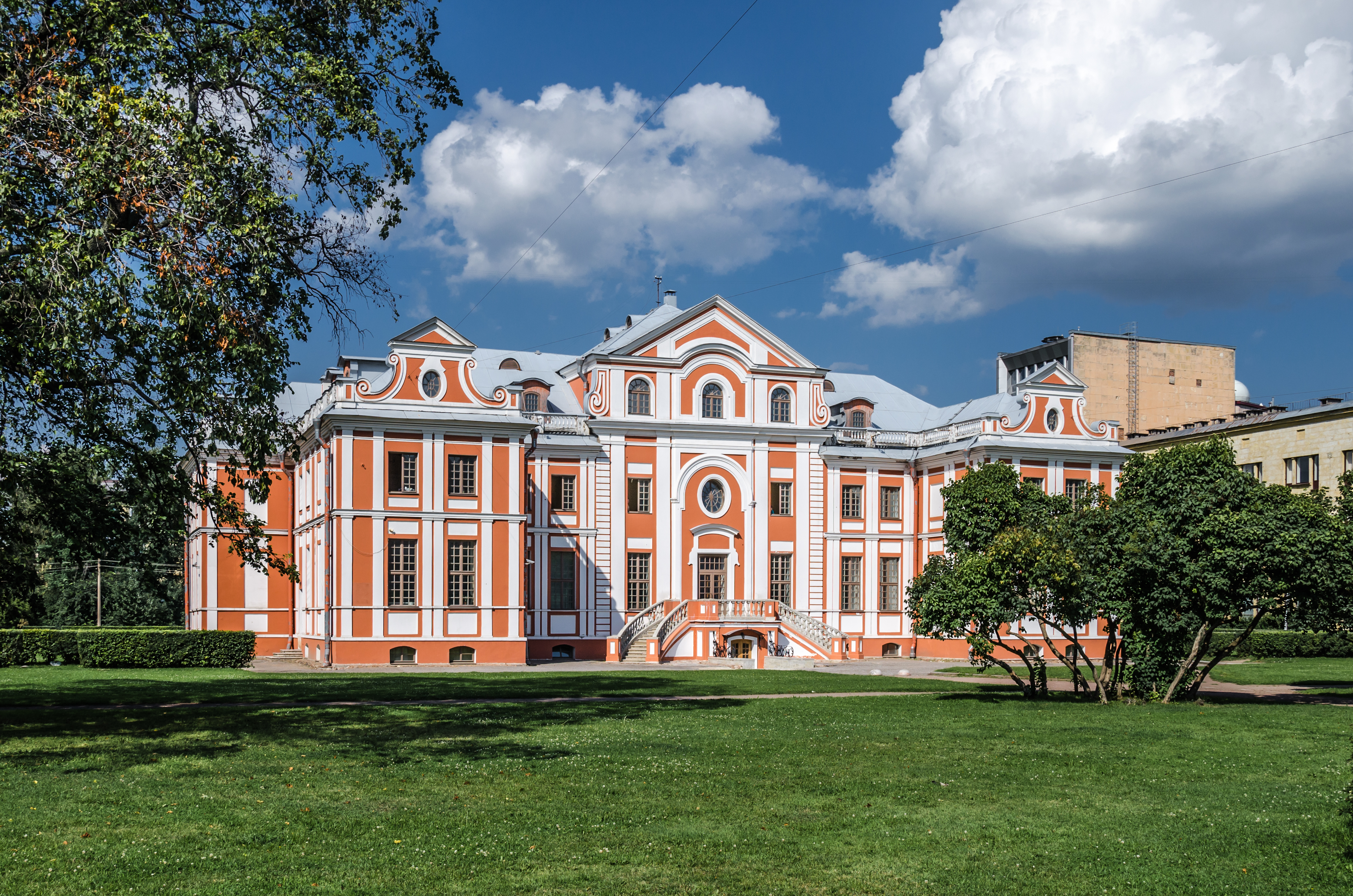
palais Kikine

L'architecture des forts et des églises se distingue par sa simplicité et son élégance naïve comme le clocher de la cathédrale Pierre-et-Paul, le porche de la forteresse Pierre-et-Paul, etc.).
Les architectes de cette époque, le plus souvent des étrangers, sont invités par Pierre le Grand. Les plus célèbres sont: Domenico Trezzini, Jean-Baptiste Alexandre Le Blond, Giovanni Maria Fontana, Georg Johann Mattarnovi, Andreas Schlüter, Mikhaïl Zemtsov.

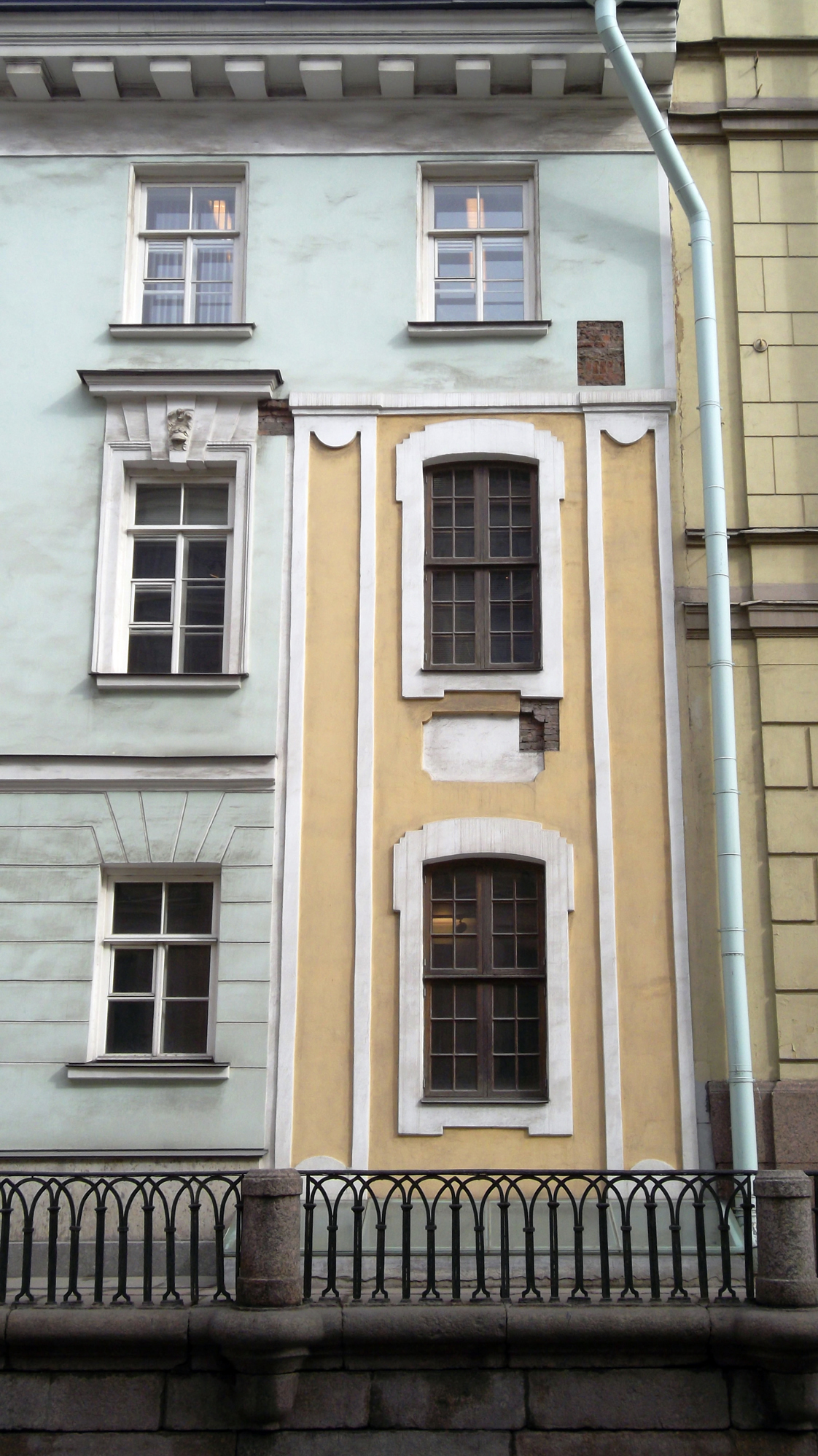
Partie de la façade du palais d'hiver de Pierre le Grand

Les principaux monuments architecturaux qui ont survécu jusqu'à nos jours sont la cathédrale Pierre-et-Paul, le palais d'été le palais Menchikov, le palais Kikine, le bâtiment des Douze Collèges, la laure Alexandre Nevski, la Kunstkamera, le palais italien de Menchikov à Kronstadt, etc.
Le palais d'hiver de Pierre le Grand a été partiellement préservé le long du canal d'Hiver, mais à la fin du XVIIIe siècle, il est caché par la construction du théâtre de l'Ermitage .
La cathédrale de la Trinité-Petrovski n'a pas été conservée. Elle est détruite à l'époque soviétique en 1933, de même l'église de la Nativité de la Vierge Marie sur la perspective Nevski, construite entre 1733 et 1737, et encore la palais de Podzorni, la palais de Pierre à Kronstadt.

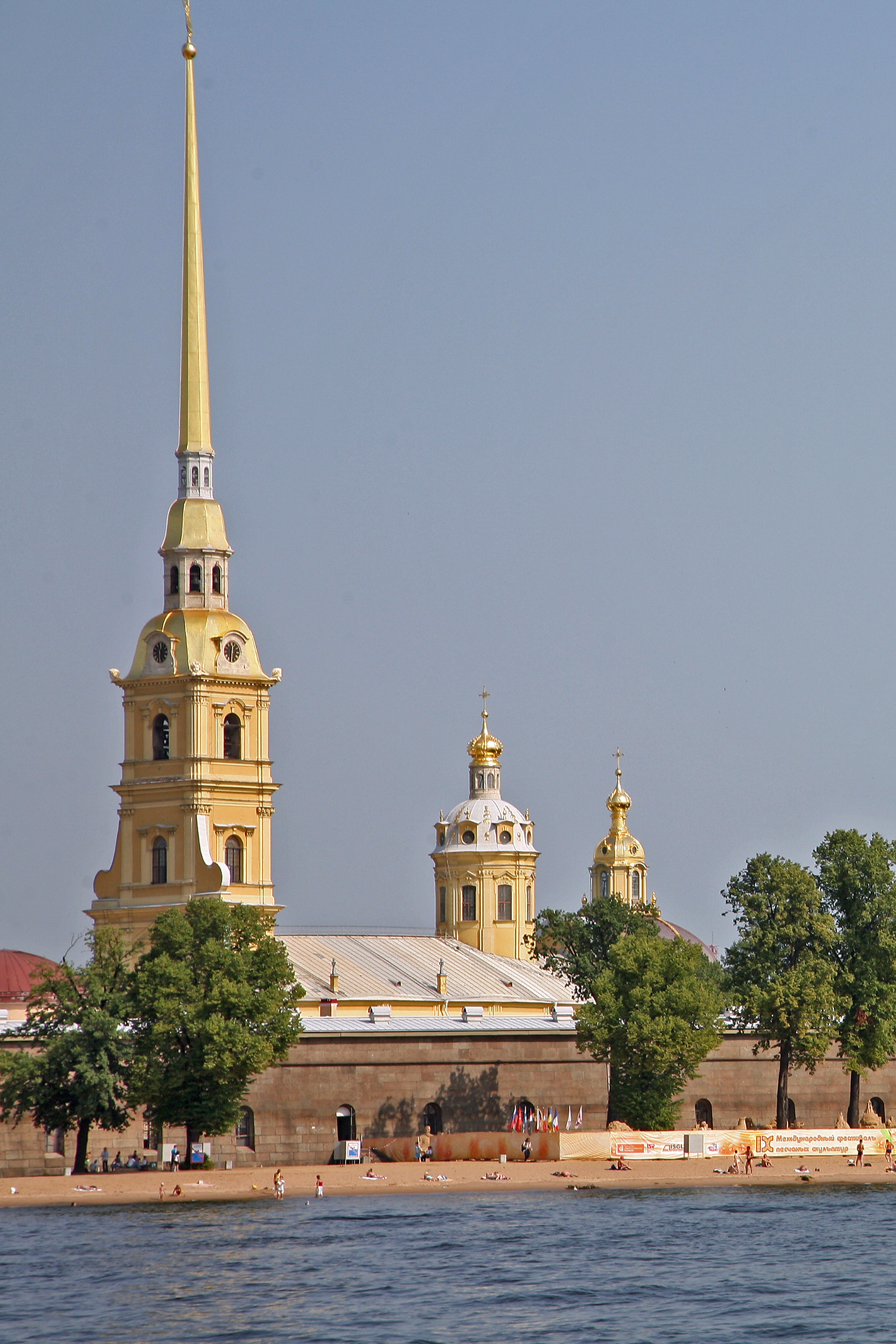
cathédrale Pierre-et-Paul Saint-Pétersbourg
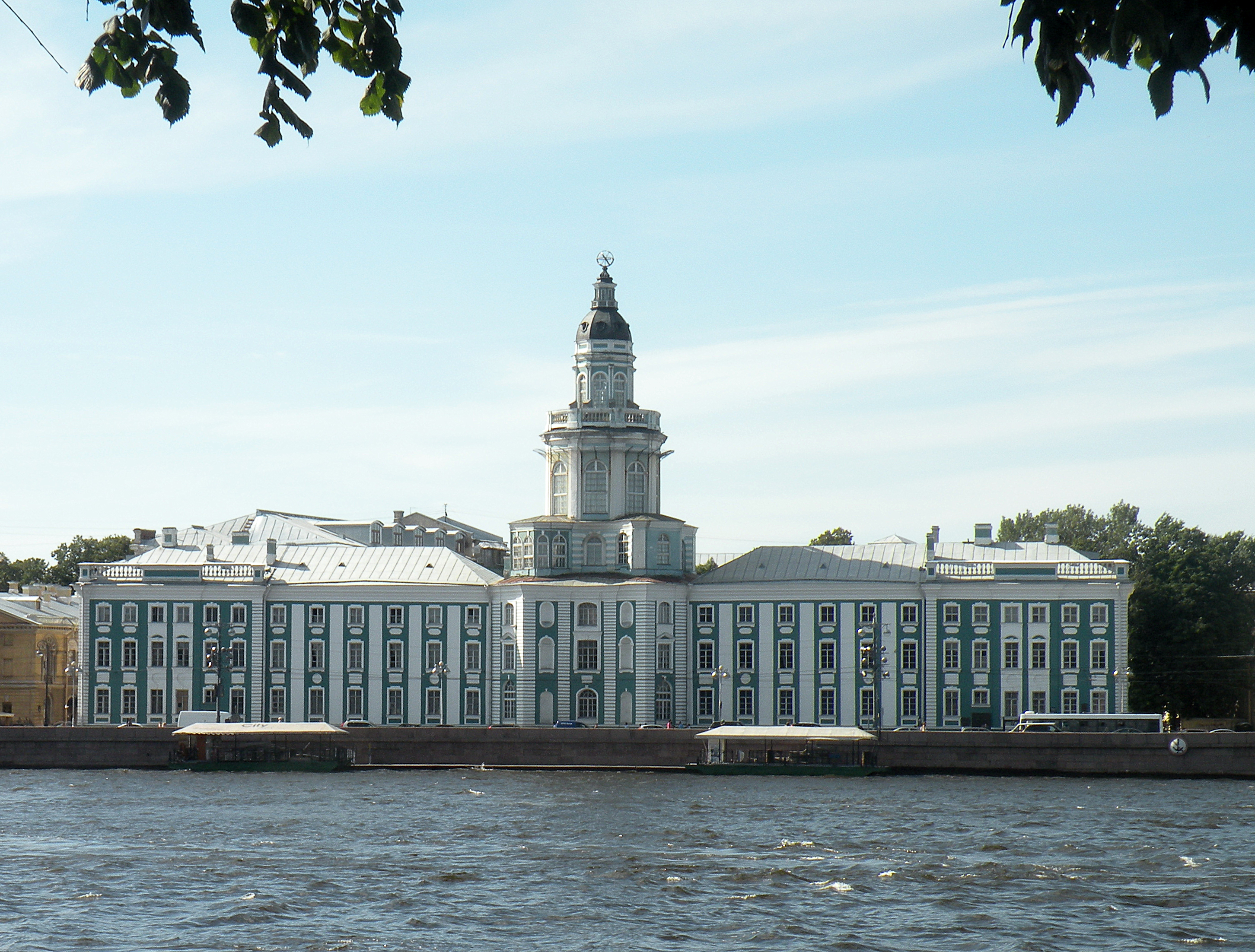
Kunstkamera par Georg Johann Mattarnovi
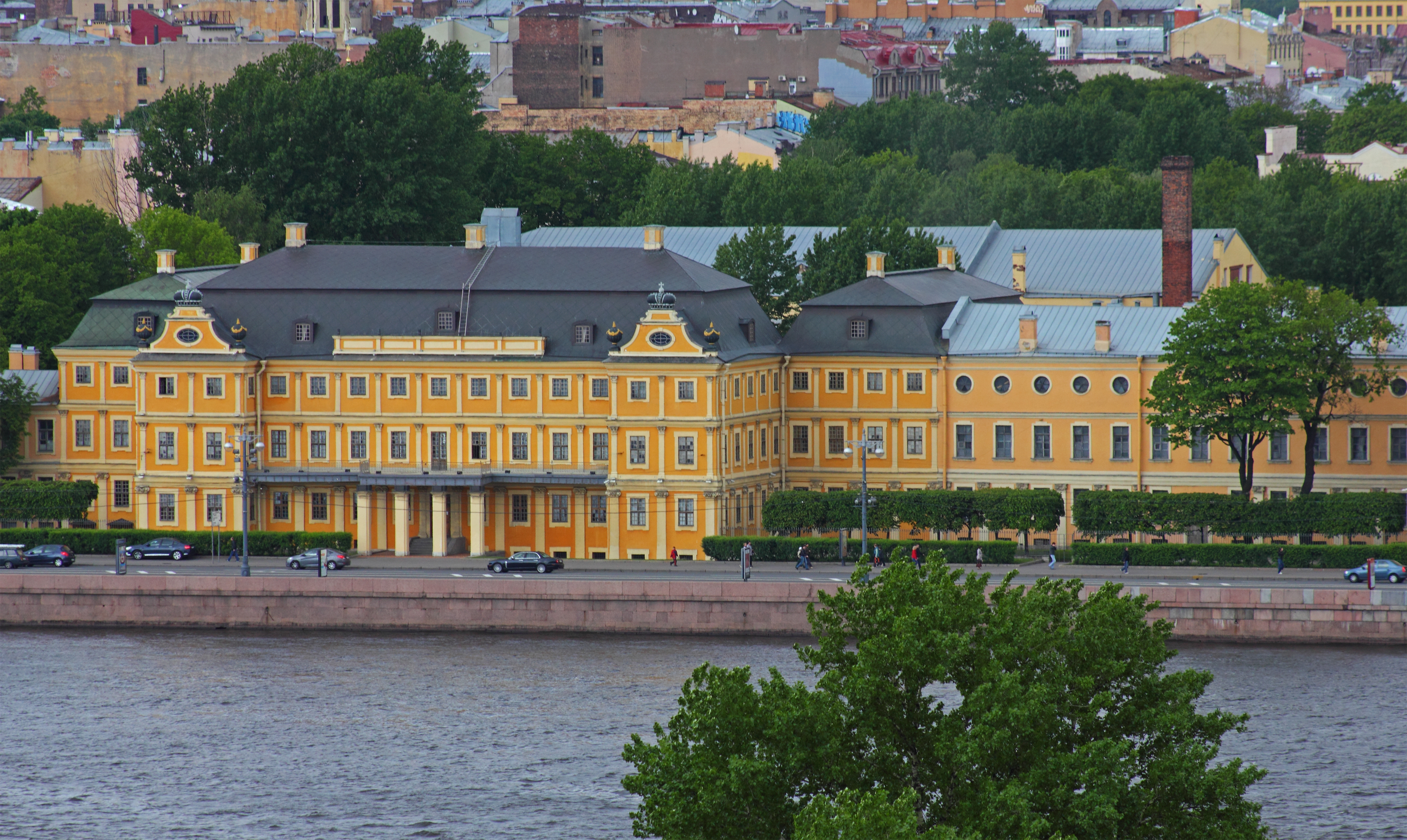
Quai de l'Université Palais Menchikov

### Baroque élisabethain
La fille de Pierre le Grand monte sur le trône en 1741 après en avoir chassé le jeune Ivan VI. L'attrait du luxe et le désir de centralisation du pouvoir s'accordent on ne peut mieux avec l'idée du baroque d'Europe de l'Ouest, dont le style est proche du baroque pétrovien. Dans la métropole (la cour retourne à Saint-Pétersbourg en 1730) les notables se rendaient compte que l'Empire avait un désir de grandeur, d'apparat, de splendeur. Cependant il faut remarquer que l'impératrice elle-même ne participe pas de manière aussi active que son père, Pierre le Grand, à la construction de la ville. Cette période a pris son nom davantage du fait de la chronologie du règne d'Élisabeth. Il est également appelé haut baroque, baroque russe ou encore baroque rastrellien (du nom de l'architecte Bartolomeo Rastrelli).  
Durant cette période sont édifiés de grandes églises, des cathédrales, des palais, des hôtels particuliers, qui rivalisent sur le plan de la décoration, de la peinture, des formes. L'agencement intérieur se distingue par ses grands escaliers d'apparat, des suites, des ouvertures de lumière dans les plafonds. Dans les intérieurs de cette époque se retrouvent des caractéristiques telles que le pittoresque et la fantaisie des motifs décoratifs, l'abondance des reliefs, des miroirs, des parquets à motifs rococos. Les éléments des ordres architecturaux ressortent avec beaucoup de relief des façades et des murs intérieurs. Aux plafonds sont réalisées des peintures murales. La palette des couleurs baroques des murs est renforcée par les encadrements, des moulures, toujours de couleur blanche. Dans l'architecture des églises, apparaissent à nouveau les couvertures à cinq dômes, mais la tradition décorative russe de la dorure et de la sculpture décorative des iconostases se maintient. 

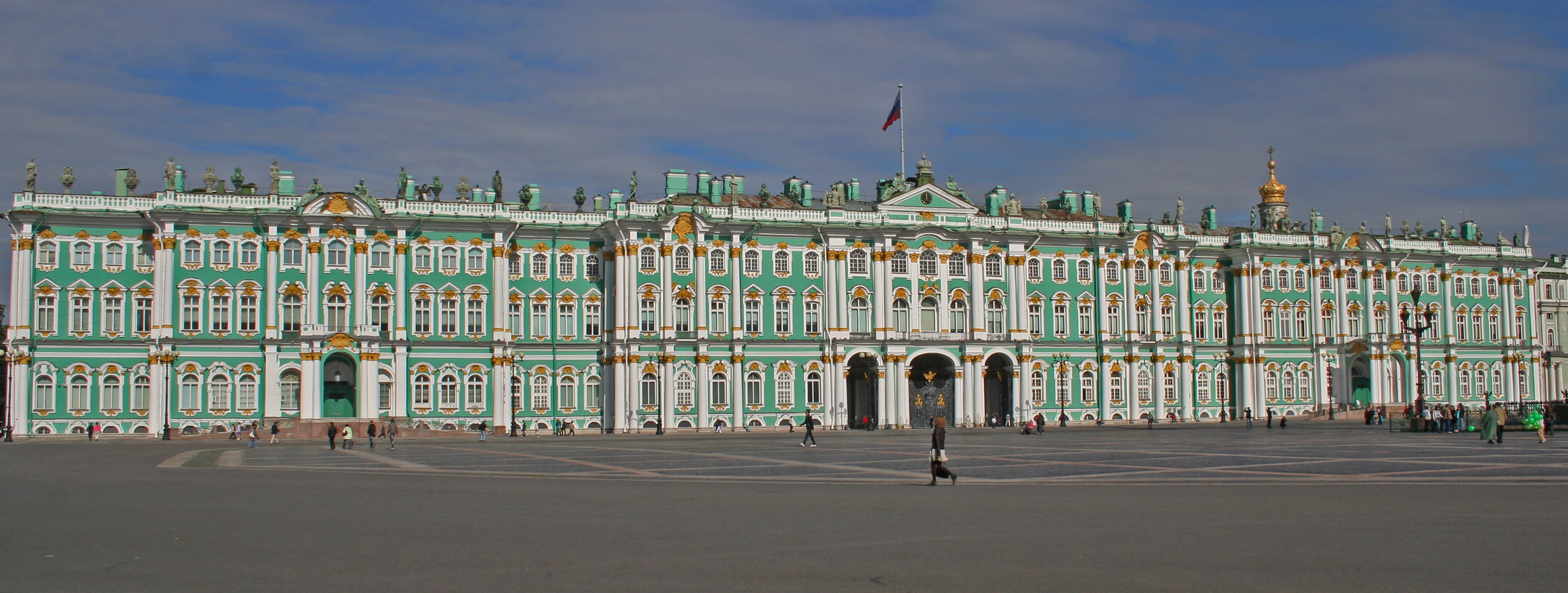
Palais d'Hiver.

Le grand maître de cette époque est sans conteste Bartolomeo Rastrelli, mais à côté de lui d'autres ont été très créatifs tels Fiodor Argounov, Savva Tchevakinski, Andreï Kvassov, Pietro Trezzini, Alexandre Vist, etc. Les créations de Rastrelli restent toutefois le symbole du baroque élisabéthain à Saint-Pétersbourg.
La durée de cette période est relativement courte: d'environ 1740 à 1760. Cependant les bâtiments construits en style élisabéthain s'ils sont peu nombreux, ont laissé une empreinte sur l'architecture de la ville et de sa banlieue. On peut citer :
- le palais Anitchkov (1741—1753),
- le palais Stroganov (1753—1754),
- le palais Vorontsov (1749—1757),
- la cathédrale de Smolny (1748—1754),
- le palais Catherine (1752—1758), le Palais d'Hiver (1754—1762),
- le grand palais de Peterhof (1745—1755),
- la cathédrale Saint-Nicolas-des-Marins de Saint-Pétersbourg (1753—1762),
- la maison I. Choubalov à la rue italienne (1753—1755),
- la châsse Alexandre Nevski, etc.

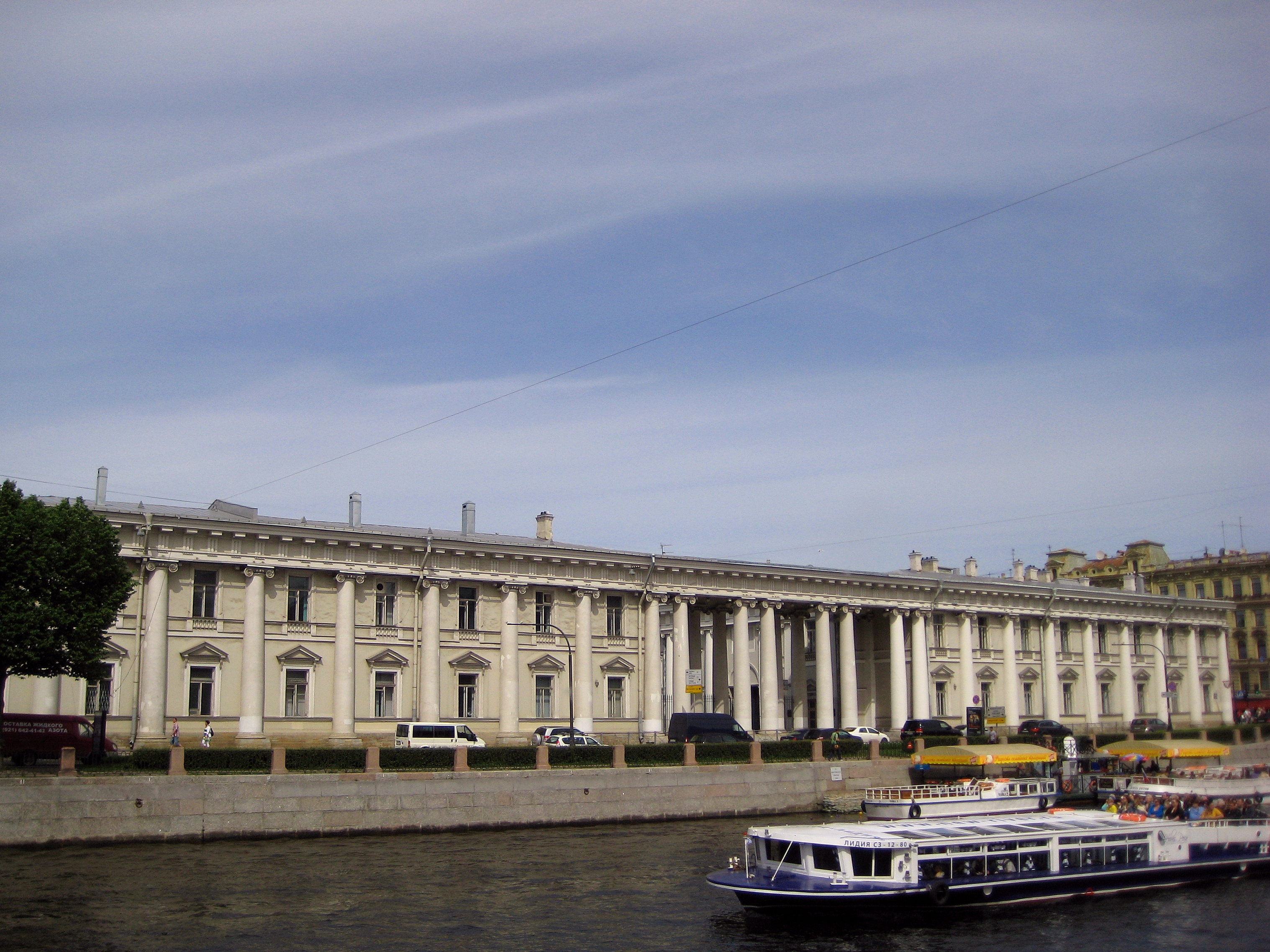
Palais Anitchkov.
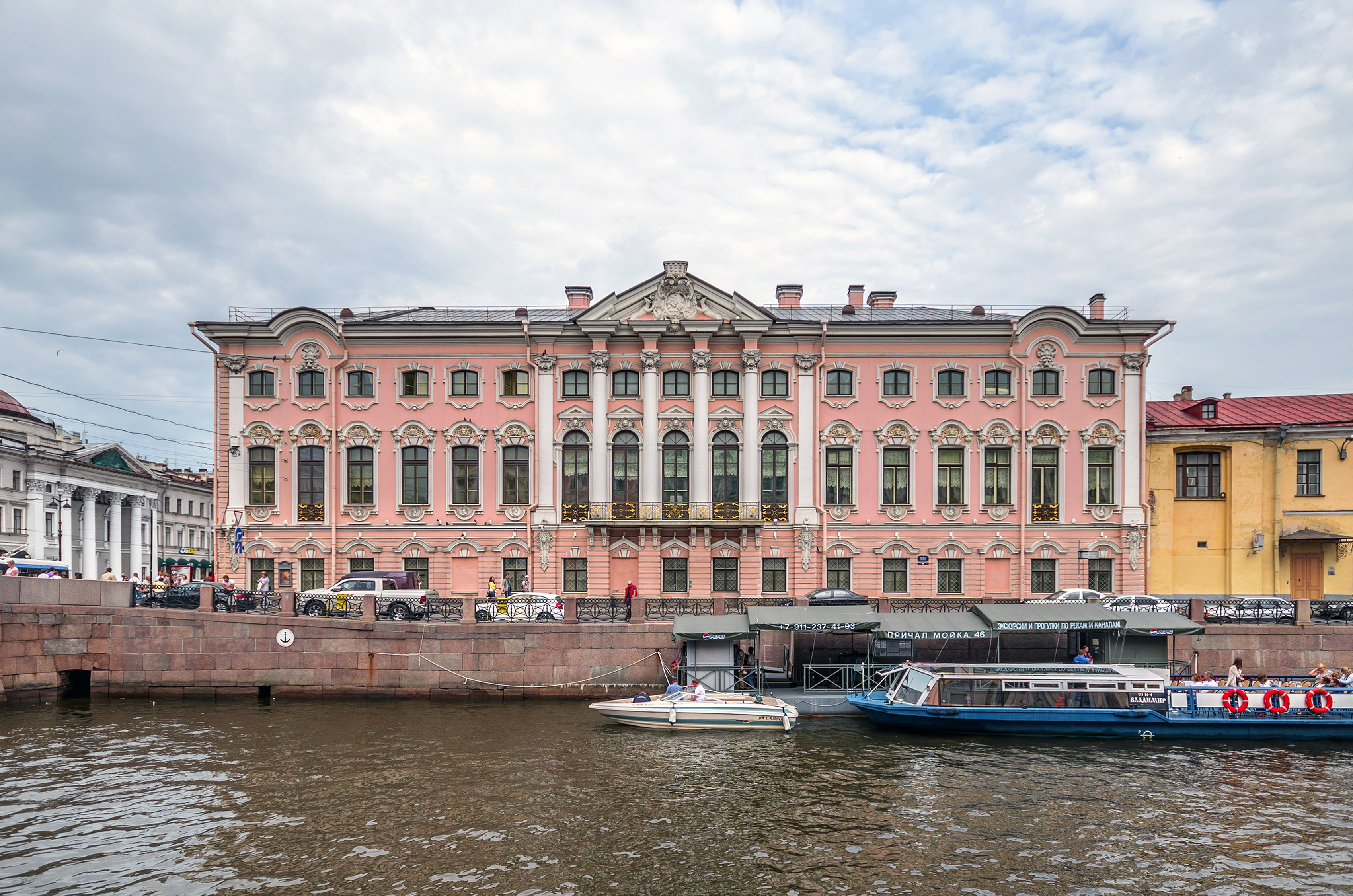
Palais Stroganov.
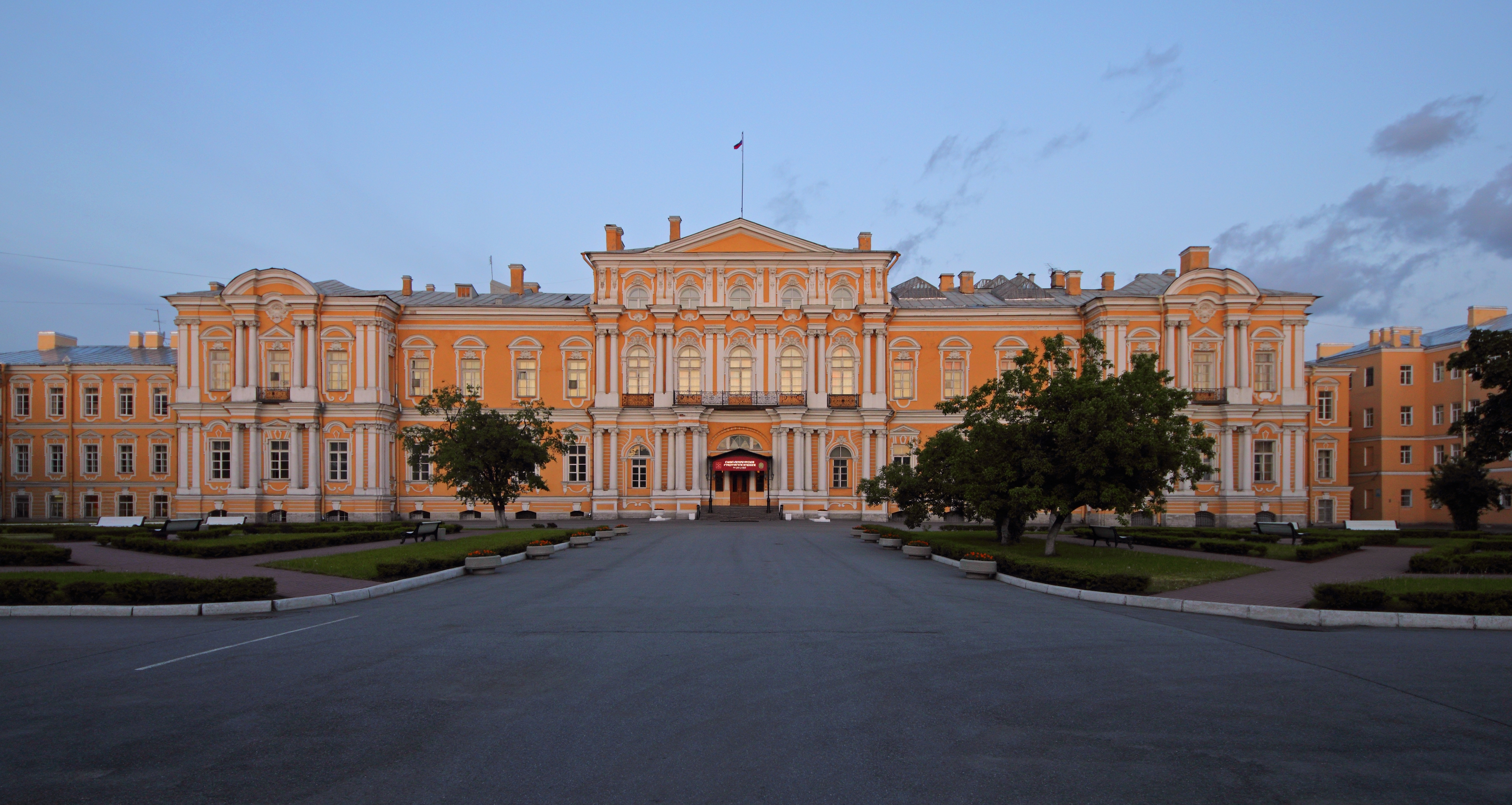
Palais Vorontsov.
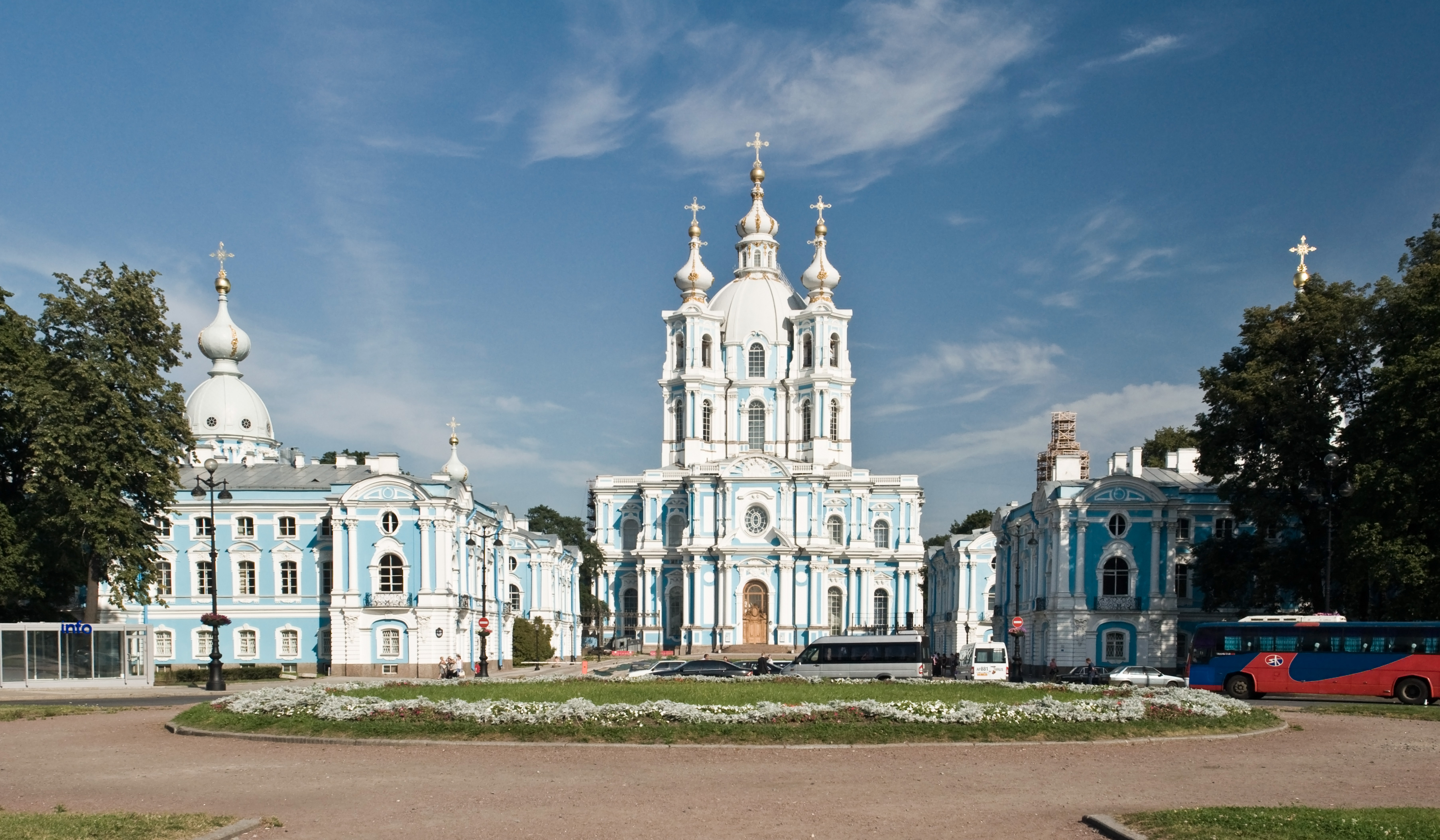
Cathédrale de la Résurrection (Smolny).
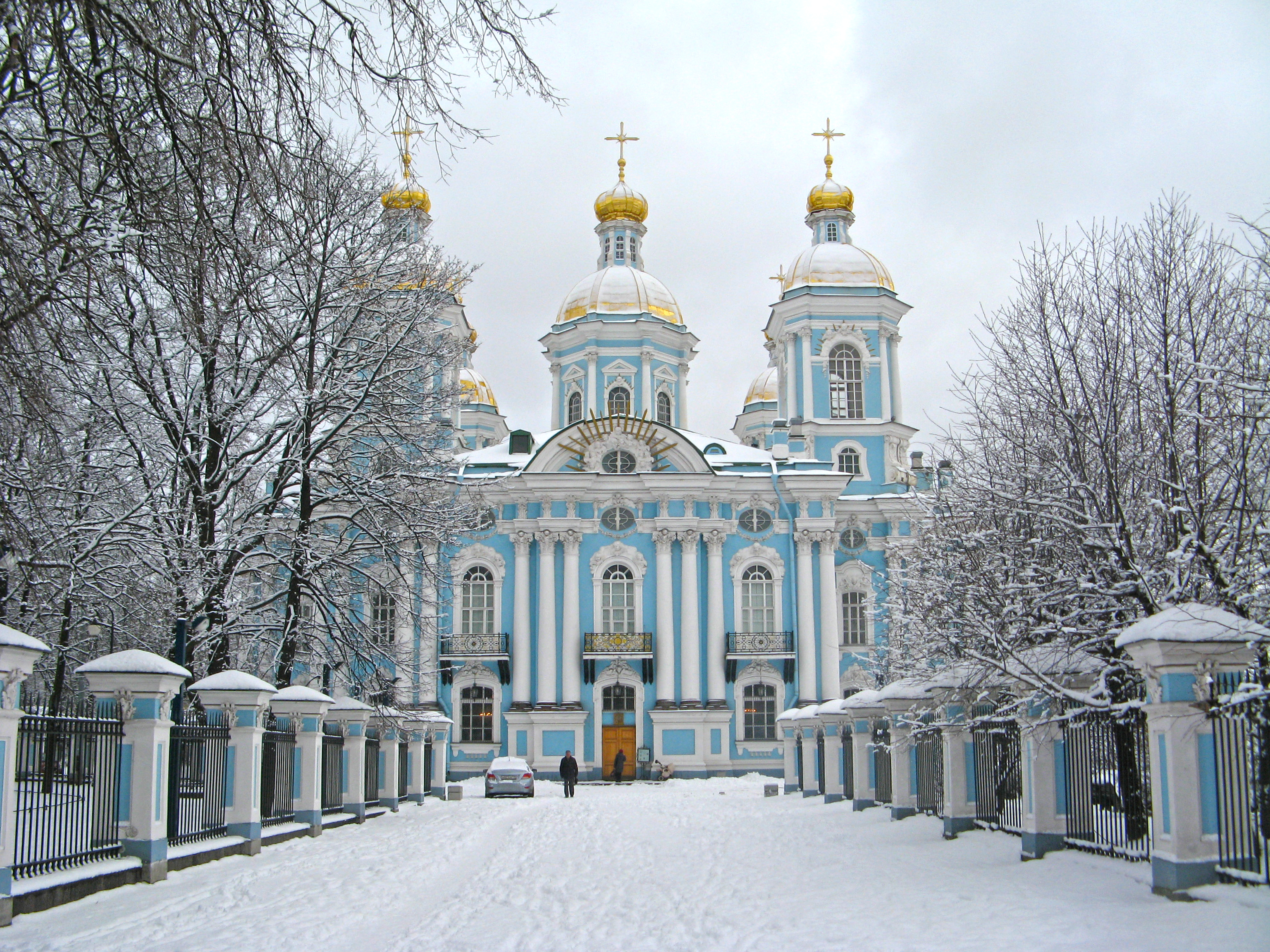
Cathédrale Saint-Nicolas-des-Marins de Saint-Pétersbourg.
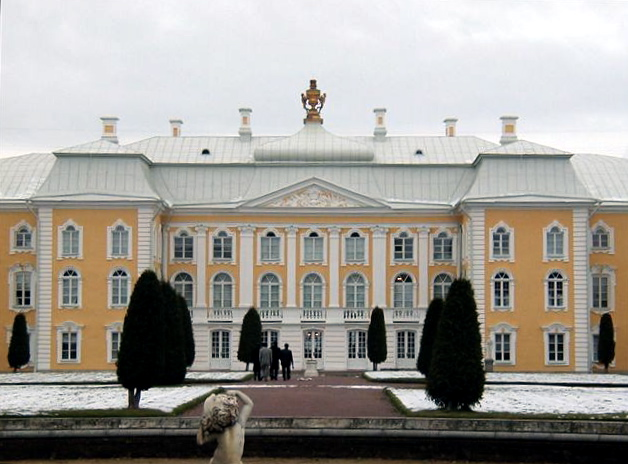
Grand palais de Peterhof.
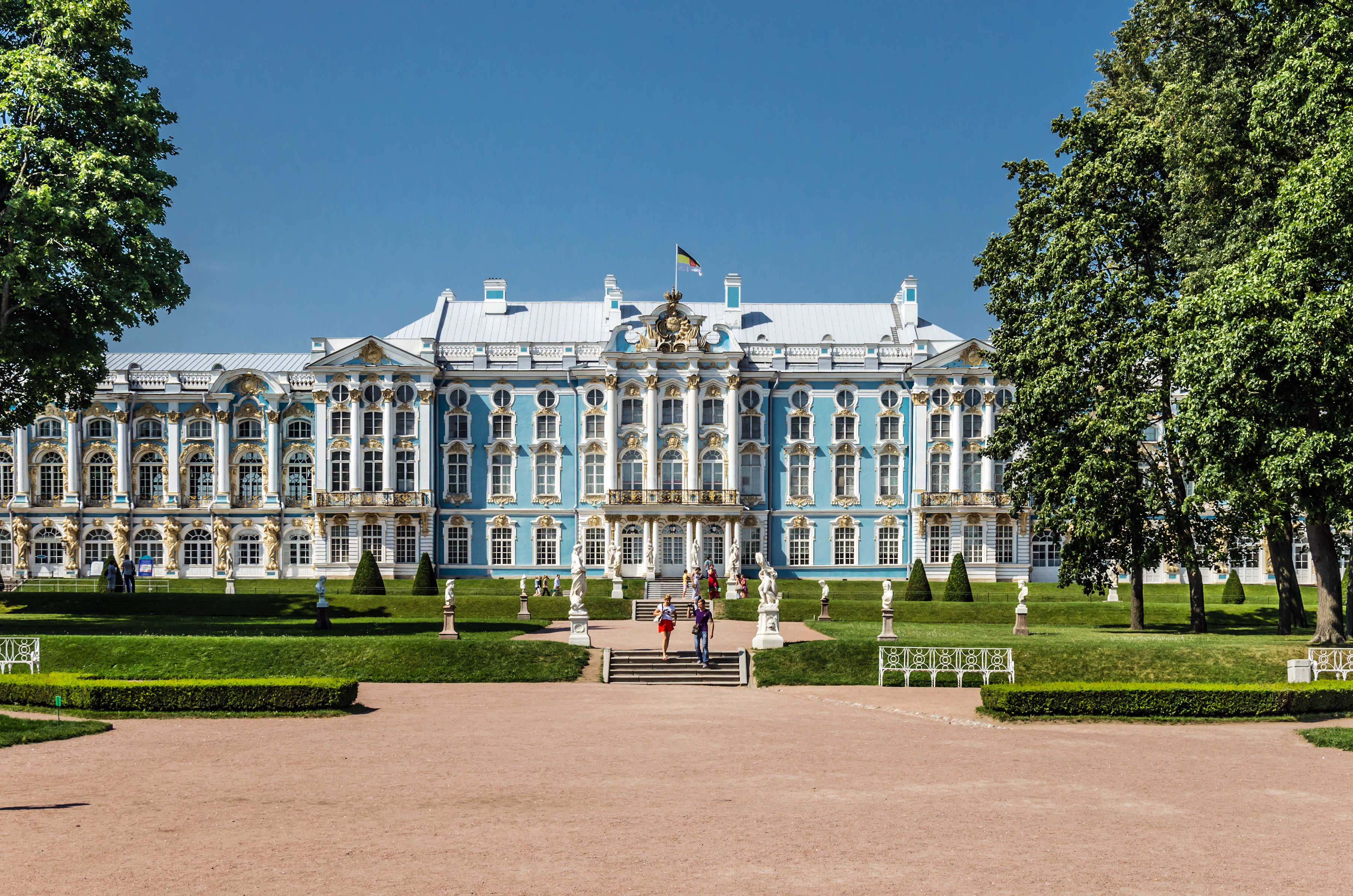
Palais  Catherine à Pouchkine.

N'ont pas été conservés jusqu'à ce jour le palais d'été d'Élisabeth Petrovna (1741—1744), le palais Ekateringofski (1747—1750), le palais Srednerogatski (1751—1754), la maison de maître Iakovlev (1762—1766).

### Classicisme

#### Classicisme de Catherine
Le classicisme précoce dans l'architecture de Saint-Pétersbourg date environ des années 1760 à 1780. Cette période de l'histoire de Russie est souvent appelée période du despotisme éclairé, pour souligner le caractère contradictoire de ce concept mis en pratique par Catherine II. Le Classicisme en Russie incarnait l'idée d'un développement progressif, d'un ordre harmonieux, de simplicité et de grandeur pour le plus grand des états européens. Les manifestations extérieures du classicisme dans l'architecture sont devenues l'utilisation des ordres architecturaux antiques, la retenue et la monumentalité de la composition.
Un des premiers édifices du style classicisme précoce est le palais du comte Kirill Razoumovski (aujourd'hui bâtiment de l'université Herzen, quai Moïka, 48), construit entre 1762 et 1766 par Alexandre Kokorinov et Jean-Baptiste Vallin de La Mothe. Dans l'architecture du palais sont utilisés des éléments du palais Ioussoupov de la Moïka et de l'ordre corinthien, des arcades, des bas-reliefs, bien que l'influence baroque soit encore visible dans la décoration de la façade. La solennité du palais est soulignée par une cour d'apparat, un haut mur de clôture et des portes monumentales face à la berge.

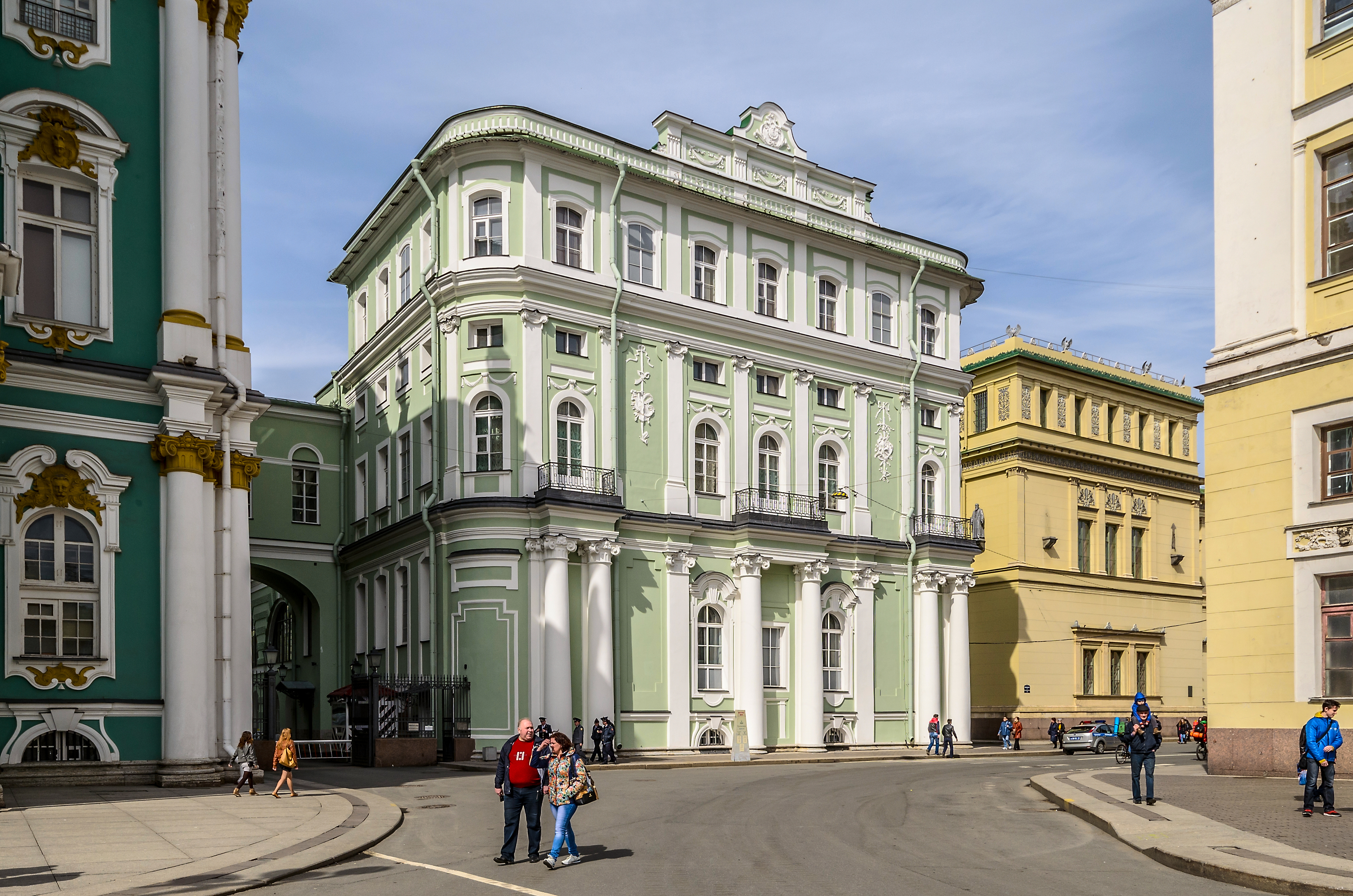
Petit Ermitage

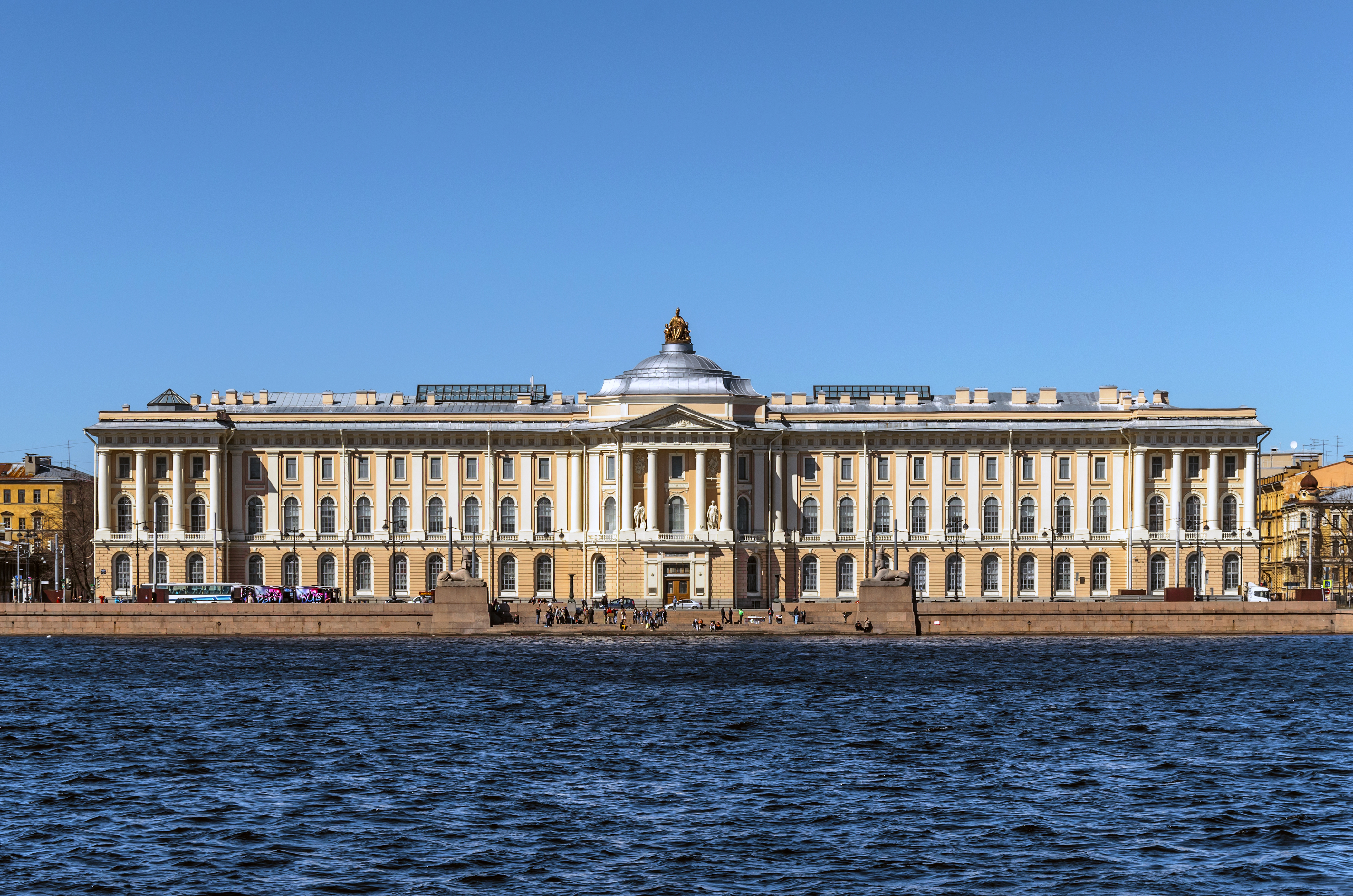
Académie russe des beaux-arts

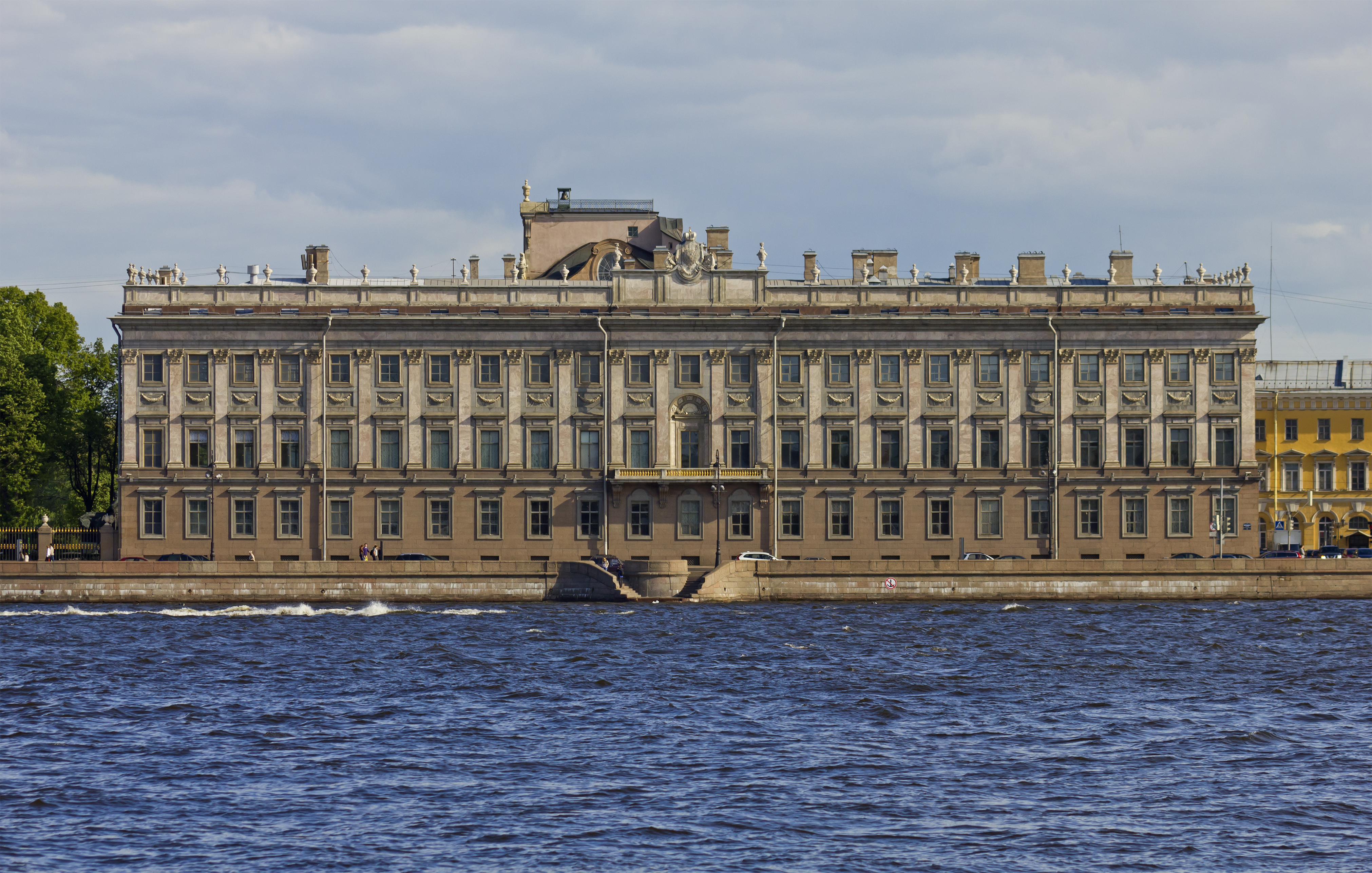
palais de Marbre

C'est par la créativité de deux maîtres remarquables du classicisme précoce que se distingue 
- le bâtiment de académie russe des beaux-arts sur l'île Vassilevski (1764-1788, aujourd'hui dénommé Institut de peinture, de sculpture et d'architecture Ilia Répine, Quai de l'université, 17);
- le corpus des jeux de balles du corpus des cadets (1771-1773, aujourd'hui département de culture physique et des sports de l'université d'État de Saint-Pétersbourg, Quai de l'université, 9)[2];
- le palais du comte A. P. Chouvalova (1770, aujourd'hui palais Ioussoupov de la Moïka, quai Moïka, 94).
- Jean-Baptiste Vallin de La Mothe érige le pavillon nord et le jardin suspendu du Petit Ermitage (1764-1775, quai des palais, 36), avec lequel débute le Petit Ermitage à la construction de laquelle Georg Friedrich Veldten participe comme assistant de Bartolomeo Rastrelli. Parmi les bâtiments réalisés par ce dernier, on peut compter
- la Société pour l'éducation de jeunes filles nobles à l'institut Smolny des jeunes filles nobles (1765-1775, rue Smolny, 3). L'architecture de cette école est sévère et seule la façade donnant sur la Neva est garnie de portiques de l'ordre ionique.
- Georg Veldten construit aussi suivant son propre projet le Grand Ermitage(1771-1787, quai des Palais, 34), et encore
- l'église arménienne Sainte-Catherine (1771-1776, perspective Nevski, 40-42;
- l'église luthérienne Sainte Catherine 1768-1771, Grande perspective de l'île Vassilevski, 1); et
- l'église Sainte-Anne de Saint-Pétersbourg (1775-1779, Kirotchnaïa, 8).

- Antonio Rinaldi réalise quelques édifices de cette période, mais ses travaux principaux se trouvent à Gatchina, Tsarskoe Selo, Oranienbaum. À Saint-Pétersbourg, on peut voir aussi son monumental palais de Marbre (1768-1785, rue Millionnaïa, 5; filiale du Musée Russe), qui pour la première fois voit sa façade garnie de marbres décoratifs, et le complexe d'entrepôt Bouian Touchkov (1763-1772, Grande perspective du côté de Petrograd, 1а).

#### Classicisme strict
Le classicisme strict s'épanouit de 1780 à la fin du XVIIIe siècle. Le terme catherinien est souvent utilisé pour désigner le début du classicisme en même temps que les périodes du règne de Catherine II, de 1762 à 1796. Cette période est marquée par l'adhésion stricte à un ordre architectural décrit par Vitruve et plus tard Andrea Palladio, c'est-à-dire un ordre basé sur la disposition symétrique rectangulaire des bâtiments, une utilisation généralisée des colonnades, des arcades, des portiques, des frontons. Les intérieurs sont décorés de copies ou de motifs de l'art de la Grèce antique des sculptures, des éléments connus de civilisations anciennes.

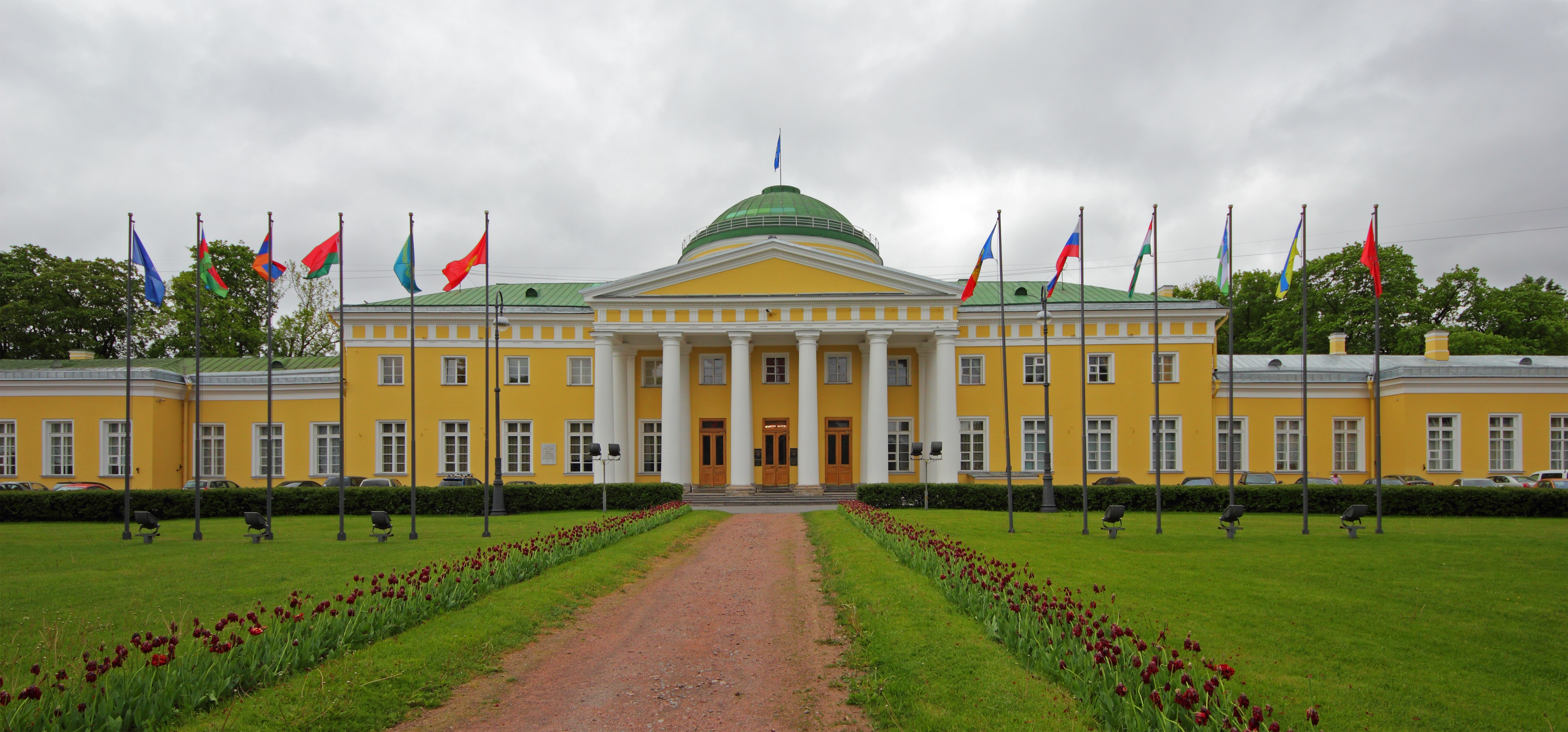
palais de Tauride (1783—1789)

Durant cette période, le baroque est tout à fait rejeté. Une certaine simplification, une démocratisation et la standardisation des formes et structures architecturales ont permis aux classes émergentes de bourgeois et d'intellectuels de se rapprocher dans un certain sens de la haute noblesses et même de la maison régnante. Les propriétés citadines et de la banlieue de style classique, différaient fondamentalement des palais, mais pouvaient se permettre de représenter une classe moyenne. L'un des premiers à faire la transition vers les canons du classicisme est Charles Cameron. Cette époque est marquée à Saint-Pétersbourg par des architectes tels que Vassili Bajenov, Ivan Starov, Giacomo Quarenghi, Nikolaï Lvov. Les bâtiments strictement classiques de ces architectes démontrent l'harmonie et la fonctionnalité de la composition, la proportionnalité et le laconisme des formes. Le palais de Tauride d'Ivan Starov (1783—1789) est un exemple clair de classicisme strict. Les suites de salles baroques sont remplacées par des salles d'apparat centrales. Parallèlement à la façade, s'étend à l'intérieur, une grande galerie, à laquelle les paires de colonnes d'ordre ionique ajoutent leur précision et leur netteté.

#### Classicisme Pavlovski

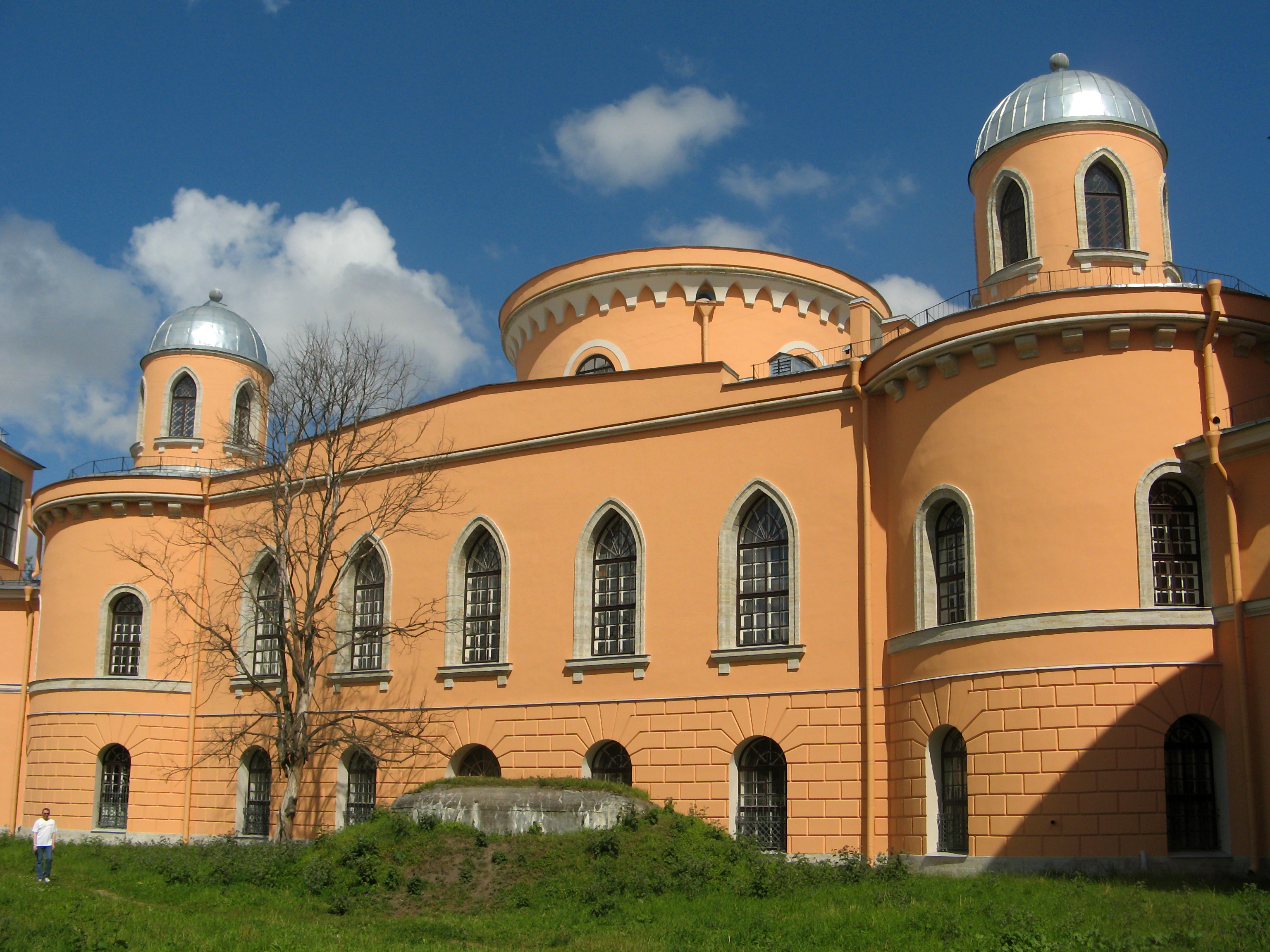
Palais de Tchesmé

La période du règne de l'empereur Paul Ier de 1796 à 1801 qui donne son nom à ce style (Pavel signifiant Paul en russe) se distingue par une certaine recherche du romantisme, comme variante du classicisme, sous l'influence du gothique médiéval. On peut citer comme exemple le palais de Tchesmé (1774—1777), de Georg Friedrich Veldten ; (adresse : rue Gastello, 15), près de l'église de Tchesmé. Le palais est de forme triangulaire, décoré de tourelles, de parapets crénelés, de fenêtres à lancettes.   

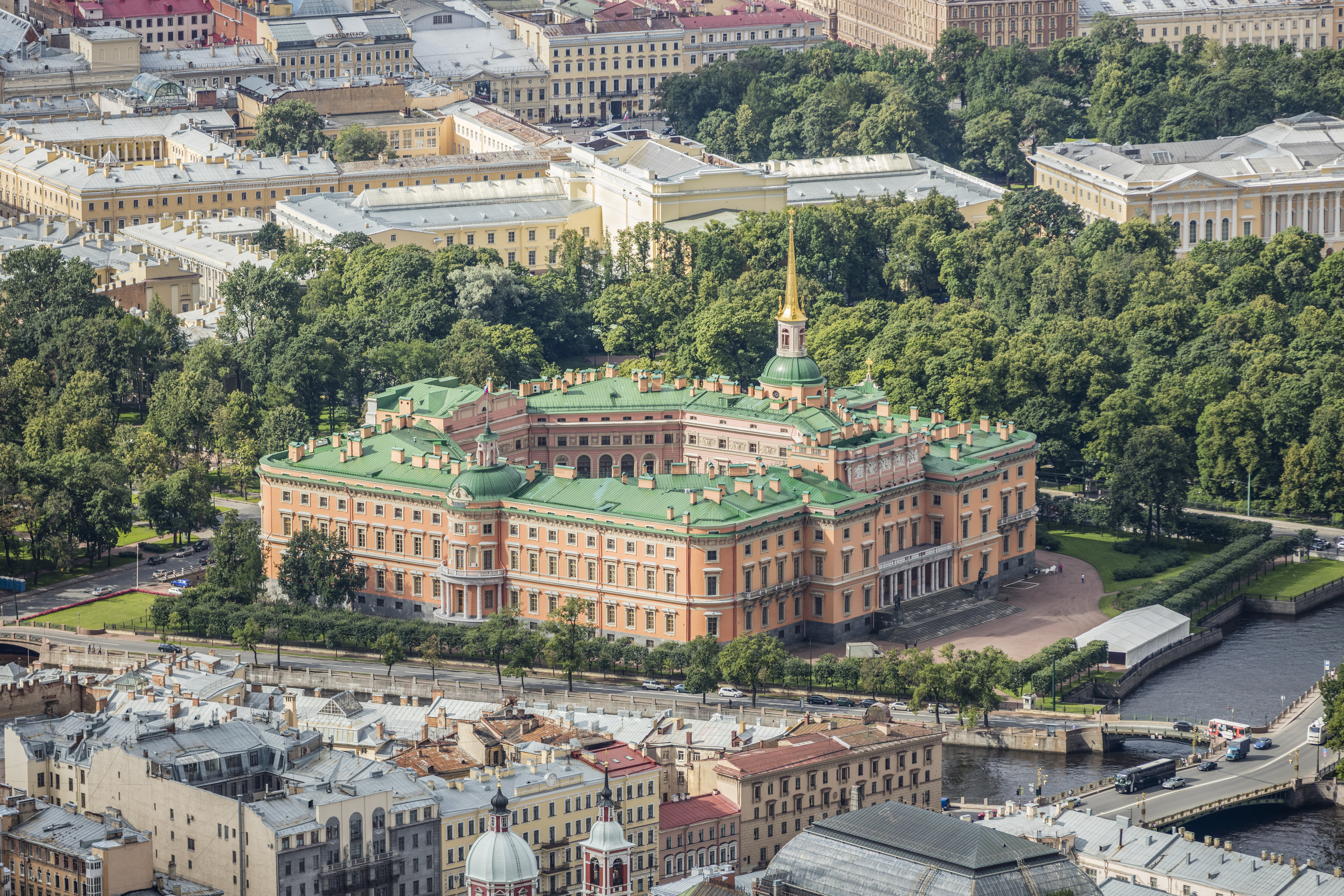
Château des Ingénieurs appelé aussi château Mikhailovski

En 1800 Vincenzo Brenna suivant le projet de Vassili Bajenov achève la construction du château des Ingénieurs, appelé aussi Château Saint-Mikhaïl, qui n'est pas tout à fait du style classique traditionnel : on peut qualifier de classique la façade principale, la façade sud et une partie de l'intérieur. Le reste du palais ressemble à un château du sud de l'Europe de l'Ouest. Le style est viril et même guerrier. Cela apparaît dans la salle du trône et sur la façade Nord : les lourdes corniches ressemblent à des casques guerriers.

### Le style Empire

#### Le classicisme Alexandrovski ( tardif)
Le classicisme tardif ou classicisme Alexandrovski est une architecture d'avant-guerre qui apparaît approximativement dans les années 1800 à 1812, et qui est précurseur du style Empire russe et s'identifie même souvent avec lui. Ces appellations d'Alexandrovski (période 1800—1830) et Nikolaevski (après 1830) du classicisme ont été introduites par Igor Grabar qui n'utilisait pas le terme empire.
Les architectes et sculpteurs d'Europe de l'Ouest, en particulier les Français invités par Alexandre Ier exercent une forte influence sur l'architecture de Saint-Pétersbourg. Cette période fait paradoxalement écho à des styles plus archaïques que ceux des versions précédentes du classicisme: ordre dorique et toscan strictes, lourdes colonnes de l'Égypte antique, figures de sphinx, éclectisme égyptien. Pour Alexandre Ier, la caractéristique du classicisme c'est la sévérité des lignes, la monumentalité et la majesté des images, la simplicité et la clarté de la silhouette.
L'une des premières créations du XIXe siècle de l'impératrice Catherine II, a été la construction de l'école des mines de Saint-Pétersbourg par l'architecte Andreï Voronikhine (1806-1808) située 21e ligne de l'Ile Vassilevski, 2). Dans sa façade donnant sur la Neva, l'influence des antiques temples de Paestum se fait sentir, les colonnes doriques avec cannelures attirent l'attention. Ce chef-d'œuvre de Voronikhine est garni de statues d'Hercule, d'Anthée et de Proserpine stylisées à l'antique (Vassili Demuth-Malinovski, Stepan Pimenov).

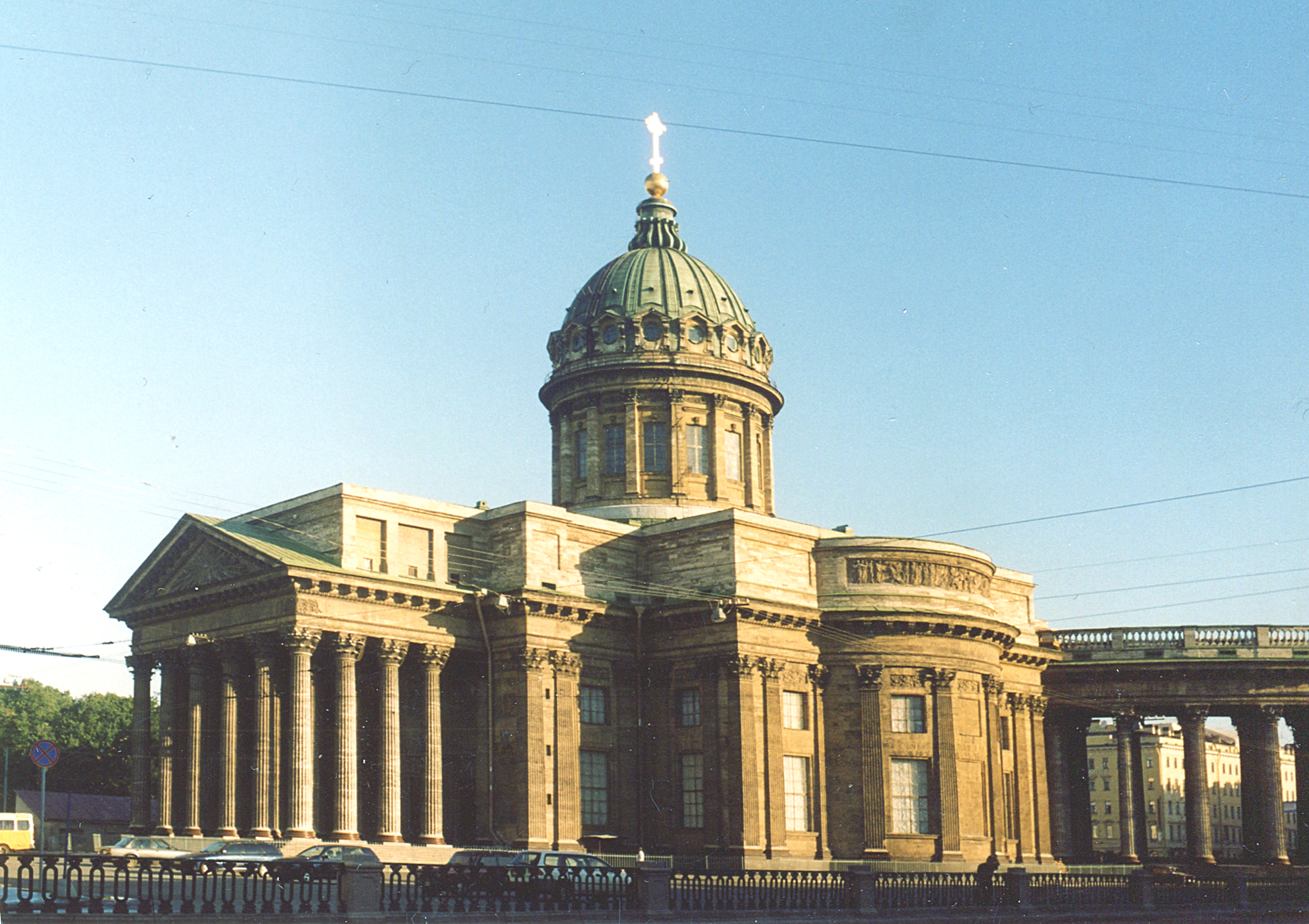
cathédrale Notre-Dame-de-Kazan de Saint-Pétersbourg, façades sud et est
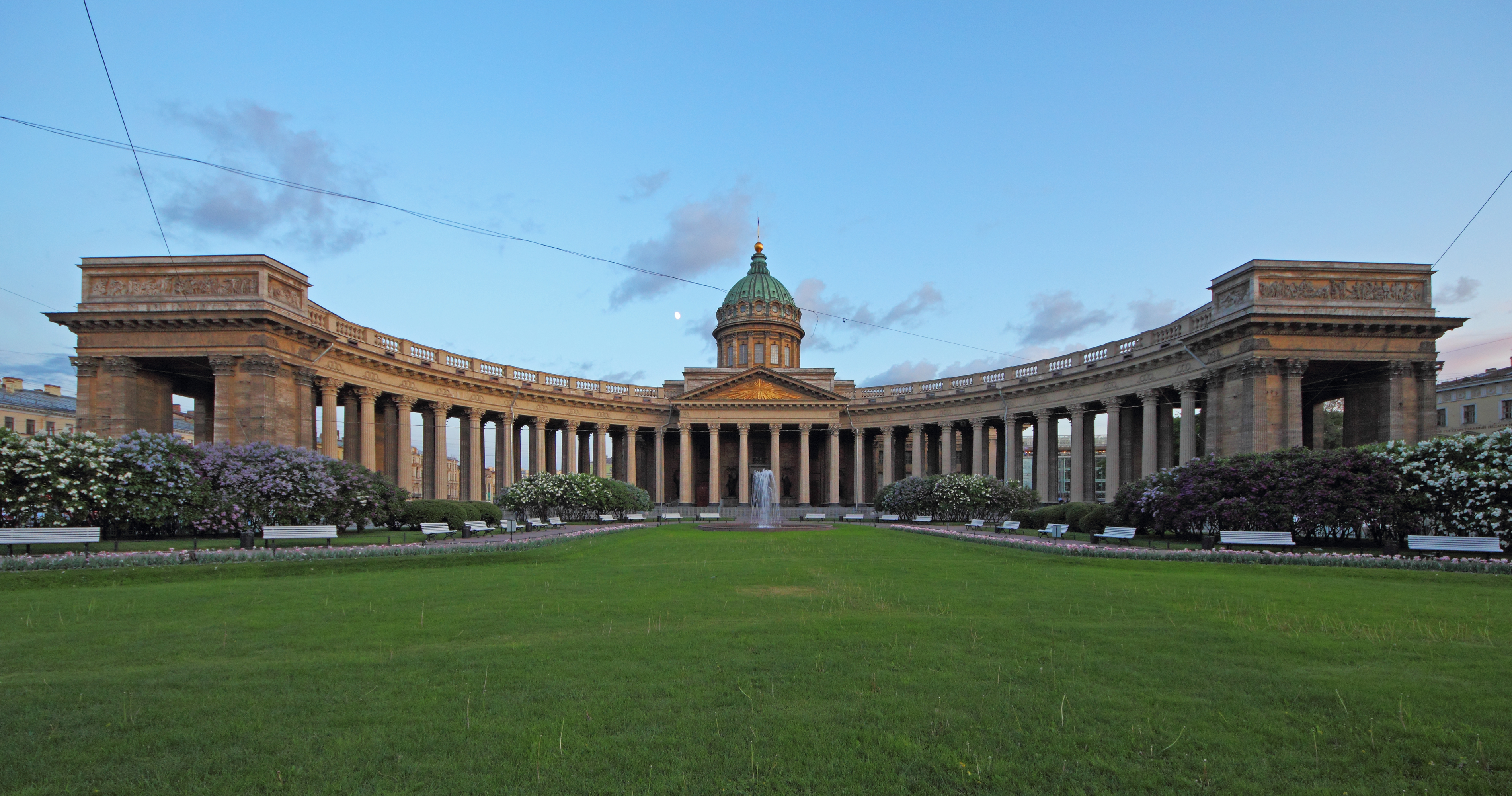
cathédrale Notre-Dame-de-Kazan de Saint-Pétersbourg, façade nord

Mais la création la plus réputée de Voronikhine reste la cathédrale Notre-Dame-de-Kazan de Saint-Pétersbourg construite de 1801 à 1811. C'est l'empereur Paul Ier (empereur de Russie) qui a conçu cet ensemble, pour lequel il prescrit de se baser sur la basilique Saint-Pierre au Vatican (à cette époque les états pontificaux, étaient occupés du fait des guerres de la Révolution française). Cependant, il ne reste du prototype choisi que la disposition générale avec son puissant dôme central, ses proportions allongées et l'absence de clocher.
La colonnade du style de celle du Vatican a été ajoutée plus tard et représente symboliquement la place Saint-Pierre de Rome. Les colonnades nord (et sud, qui elles n'ont pas été réalisées) constituaient un ajout au volume principal de l'église. La façade ouest devait s'ouvrir pour le spectateur sur un jardin Voronikhine. Mais dans sa forme inachevée, la cathédrale reste un décor impressionnant depuis la perspective Nevski.

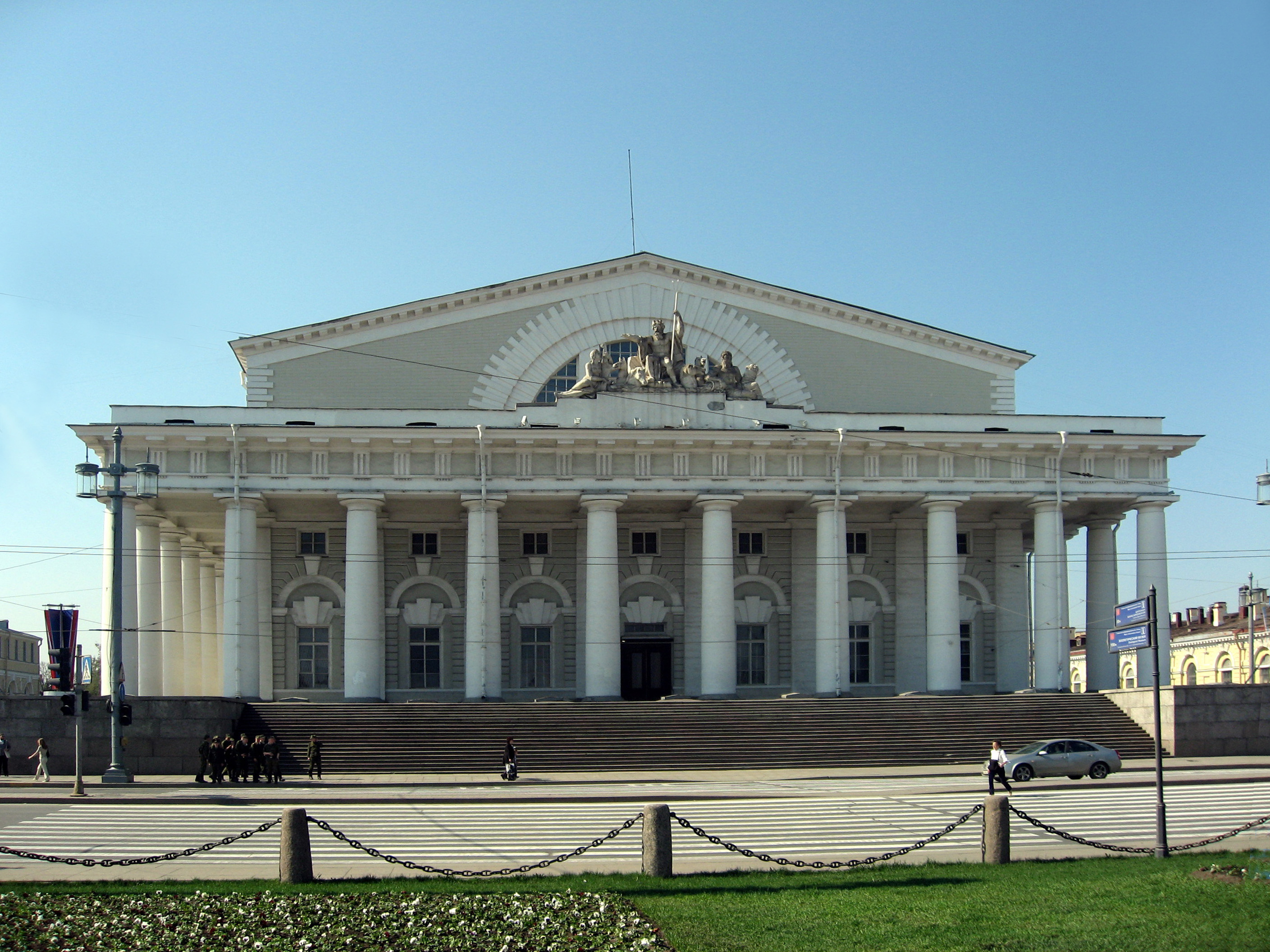
Nouvelle bourse; actuellement musée central de la Marine de guerre

Les œuvres de Jean-François Thomas de Thomon peuvent être attribuée à la fin du classicisme: la reconstruction du bâtiment du théâtre Bolchoï Kamenny (place du Théâtre, 3, 1804-1805, conservé partiellement jusqu'à nos jours), la reconstruction de la maison de la comtesse A. Laval (1806-1809, quai des Anglais, 4), la construction du Palais de la Bourse et tout le complexe de la Strelka de l'Île Vassilievski avec la colonne rostrale (place de la Bourse, 4, 1805-1810). La colonnade de la Bourse est disposée à l'extérieur du bâtiment, les colonnes sont largement espacées, ce qui renforce l'harmonie spatiale de la composition avec l'étendue environnante des eaux de la Neva. Le bâtiment et les colonnes rostrales sont garnies de sculptures allégoriques (F. Tibauld, I Camberlain, S. K Soukhanov)).

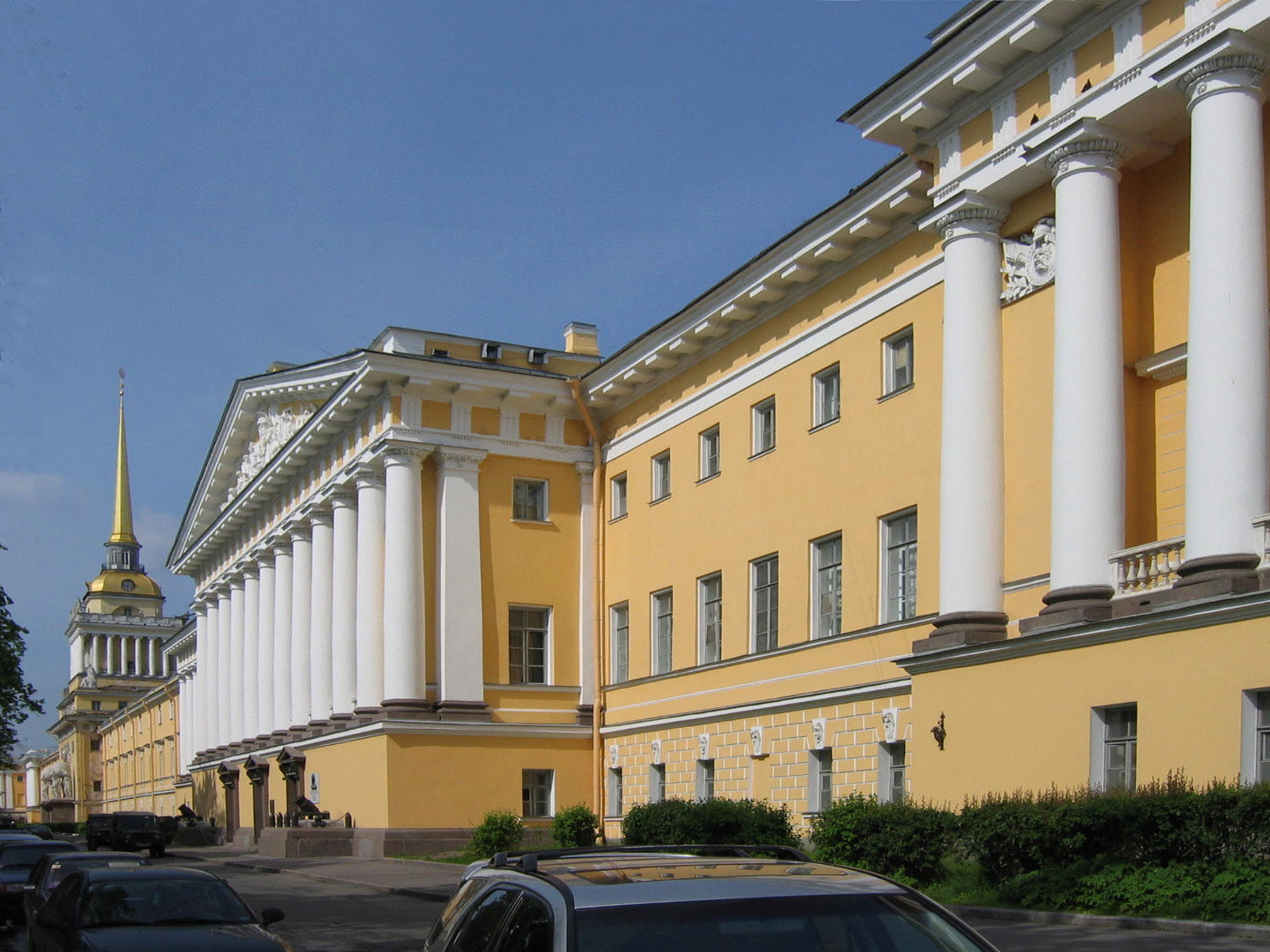
Amirauté de Saint-Pétersbourg

Dans les années de 1806 à 1823, Andreian Zakharov a créé le magnifique édifice de l'Amirauté de Saint-Pétersbourg, qui est devenu un des symboles de la ville sur la Neva. Du bâtiment qui précédait (architecte Ivan Korobov, 1732-1738), il subsiste la partie centrale avec sa haute pointe, qui non seulement ne crée pas de discordance mais adoucit le développement de l'énorme corpus central. La variété des façades est obtenue par la disposition rythmée des portiques aux colonnes laconiques d'ordre toscan (celles du centre appartiennent toutefois à l'ordre ionique).
Le bâtiment est également décoré de nombreuses sculptures allégoriques dont une partie a disparu. C'est un trait distinctif du classicisme Alexandrovski. La construction de l'Amirauté a permis d'unifier l'ensemble des trois principales de la ville : la place du Palais, la place Saint-Isaac, la place du Sénat, et encore le jardin d'Alexandre.
À la même époque, Giacomo Quarenghi érige le bâtiment de l'institut Smolny (1806-1808, au passage de Smolny, 1). La composition particulière, solennelle et lumineuse de cet établissement d'enseignement en fait une des dernières œuvres du maître du classicisme à maturité. Les façades sont enrichies d'un portique à huit colonnes avec fronton, les ailes sont garnies de colonnes ioniques.

#### Style empire russe

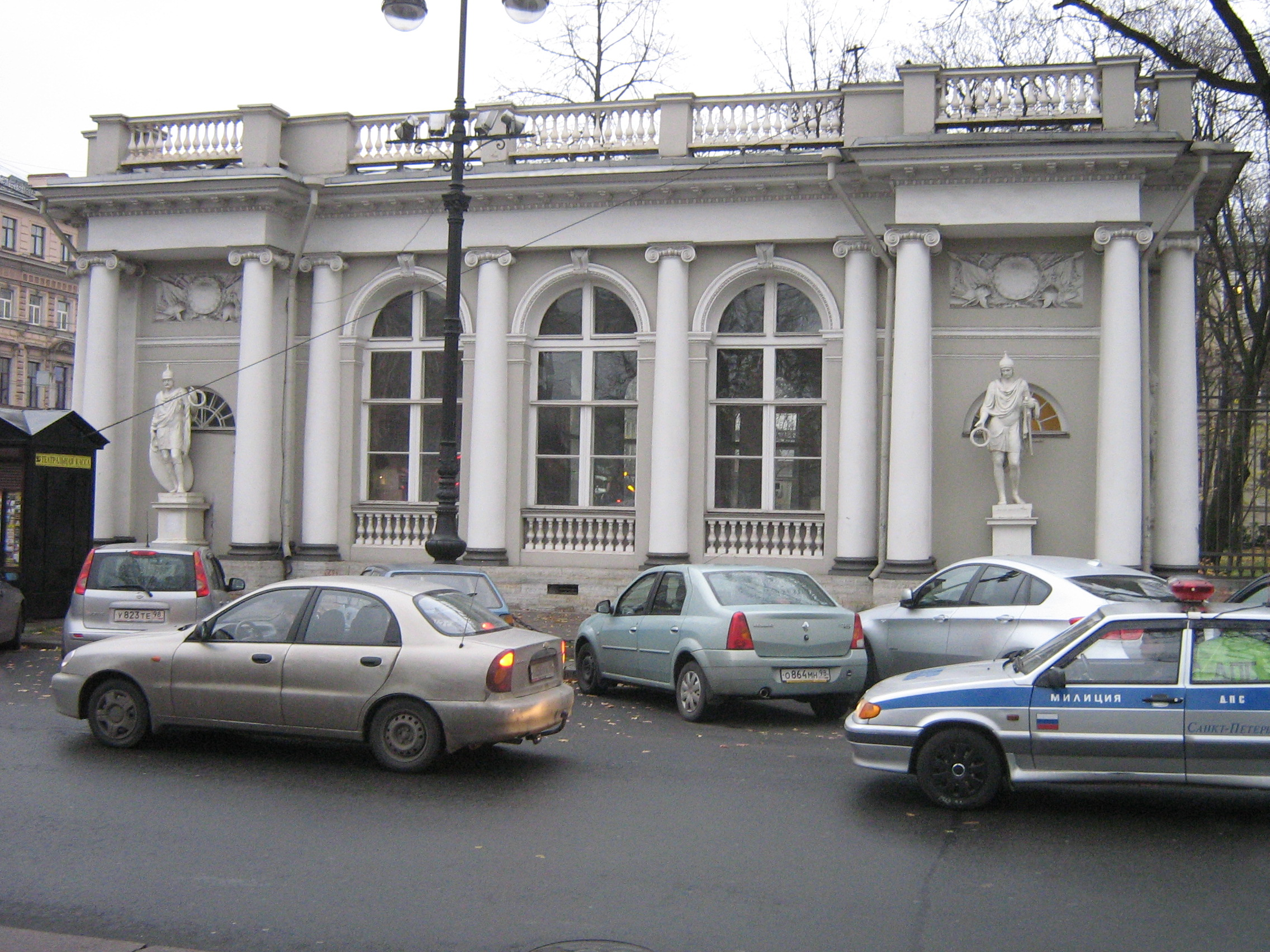
Pavillon du jardin Anitchkov

Le style russe Empire (approximativement 1812 à 1830) était l'aboutissement logique du long développement du classicisme en architecture, plus précisément le cycle suivant de la spirale liée au Saint-Pétersbourg des XVIIIe siècle et XIXe siècle. Le style Empire, au début du XIXe siècle était demandé tout d'abord en France et reflétait une période tourmentée de son histoire: la Révolution française, les ambitions impériales de Napoléon Ier, les guerres napoléoniennes, couvrant toute l'Europe. En Russie, durant le premier tiers du XIXe siècle, le style empire est nécessaire pour glorifier le pouvoir de l'État victorieux.
Pour les extérieurs, l'architecture russe empire utilise les ordres classiques, mais pas uniquement toscans ou doriques. Dans le classicisme d'Alexandre se développe la propension à la monumentalité, à l'apparat, à la masculinité. La composition des bâtiments est strictement symétrique, solennelle. Avec des formes laconiques apparaissent également une symbolique militariste telle que dans l'antiquité : des images d'armures, des couronnes de lauriers, des aigles. La synthèse de l'architecture et de la sculpture monumentale acquiert une signification importante, et dans les édifices religieux et dans la peinture monumentale. Apparaissent des structures architecturales décoratives telles que: des arc de triomphe, des colonnes commémoratives.

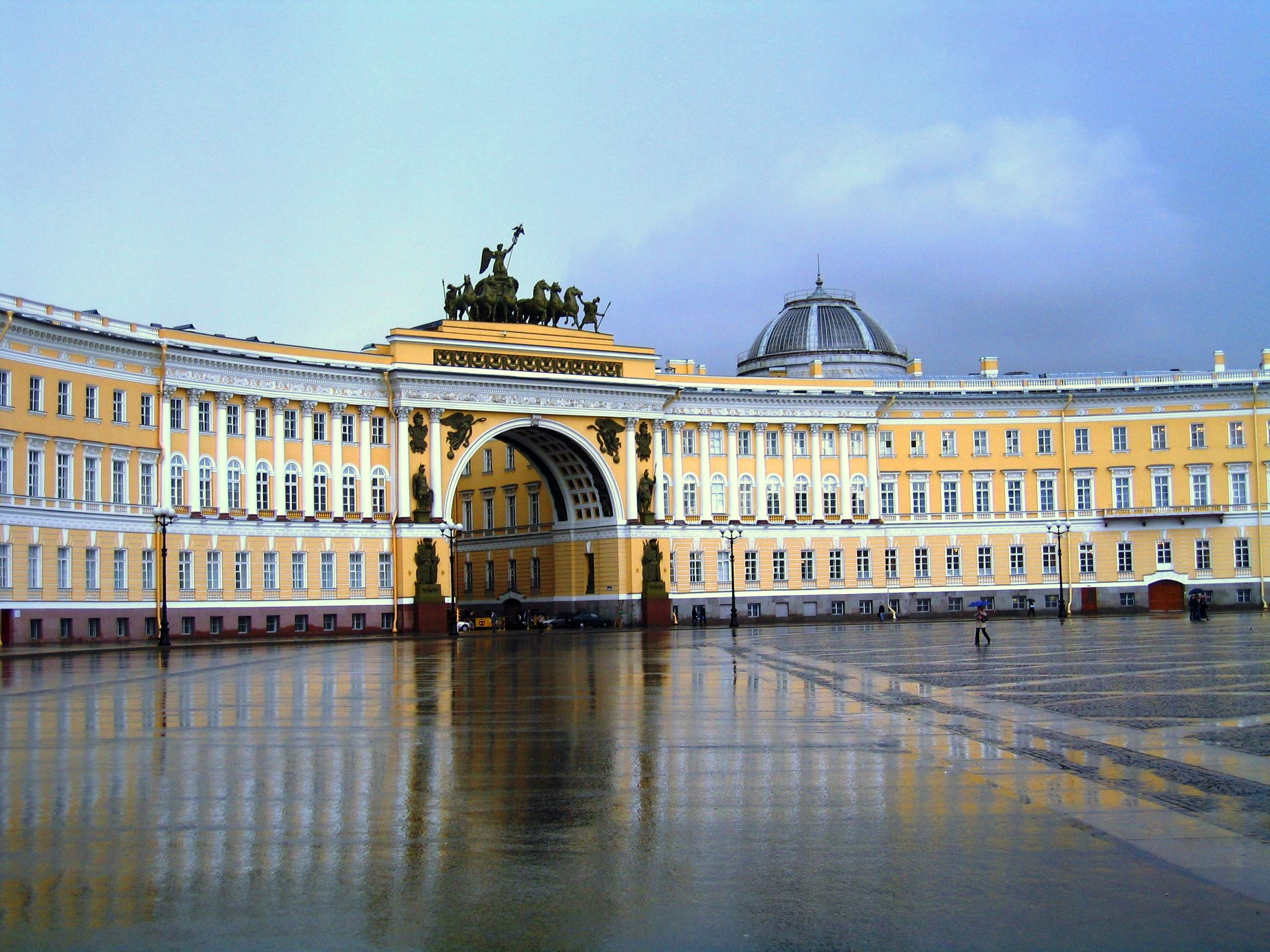
Bâtiment de l'État-major

Les grands maîtres de cette époque sont Carlo Rossi et Vassili Stassov. Rossi part des sources françaises empires de Claude-Nicolas Ledoux, Charles Percier, Pierre Fontaine, Pierre Vignon et poursuit la tradition de Saint-Pétersbourg de Cameron, Giacomo Quarenghi, Brenna. L'œuvre de Carlo Rossi se distingue par la combinaison de l'architecture et de l'urbanisme qui se reflète dans les grands ensembles de Saint-Pétersbourg de la Place des Palais tels que le palais de l'état-major (1819—1829), à la place du Sénat, le bâtiment du Sénat et du Synode (1829—1833), à la place des arts, le palais Mikhaïlovski (traduit aussi Palais Michel) (1819—1825), à la place de l'île le Bâtiment du théâtre Alexandrinski (1827—1832).
La première réalisation de Rossi à Saint-Pétersbourg était constituée de deux pavillons érigés dans le palais Anitchkov (1816—1818, perspective Nevski, 39). Les pavillons se distinguent par leurs grandes fenêtres cintrées, des colonnes ioniques proportionnées, des figures d'anciens soldats russes. Un corniche une peu lourde souligne ce bâtiment à un seul étage.
Le bâtiment de l'état-major, avec son complexe de trois arcs de triomphe, est érigé sur la Place du Palais en 1819-1823 (les sculpteurs sont Vassili Demuth-Malinovski et S. S. Pimenov). L'arc grandiose de la façade de l'état-major vient clôturer la composition de la place principale de la ville encadrée par le Palais d'Hiver de style baroque et l'Amirauté de style classique. L'ensemble de la place est complété en 1834 par l'architecte Auguste Ricard de Montferrand, qui fait ériger au centre de la place la colonne d'Alexandre en l'honneur de la victoire sur Napoléon. La place représente un ensemble solennel dédié à la victoire militaire. Carlo Rossi est également l'auteur du projet de construction de la place Mikhaïlovskaïa (aujourd'hui appelée place des Arts).

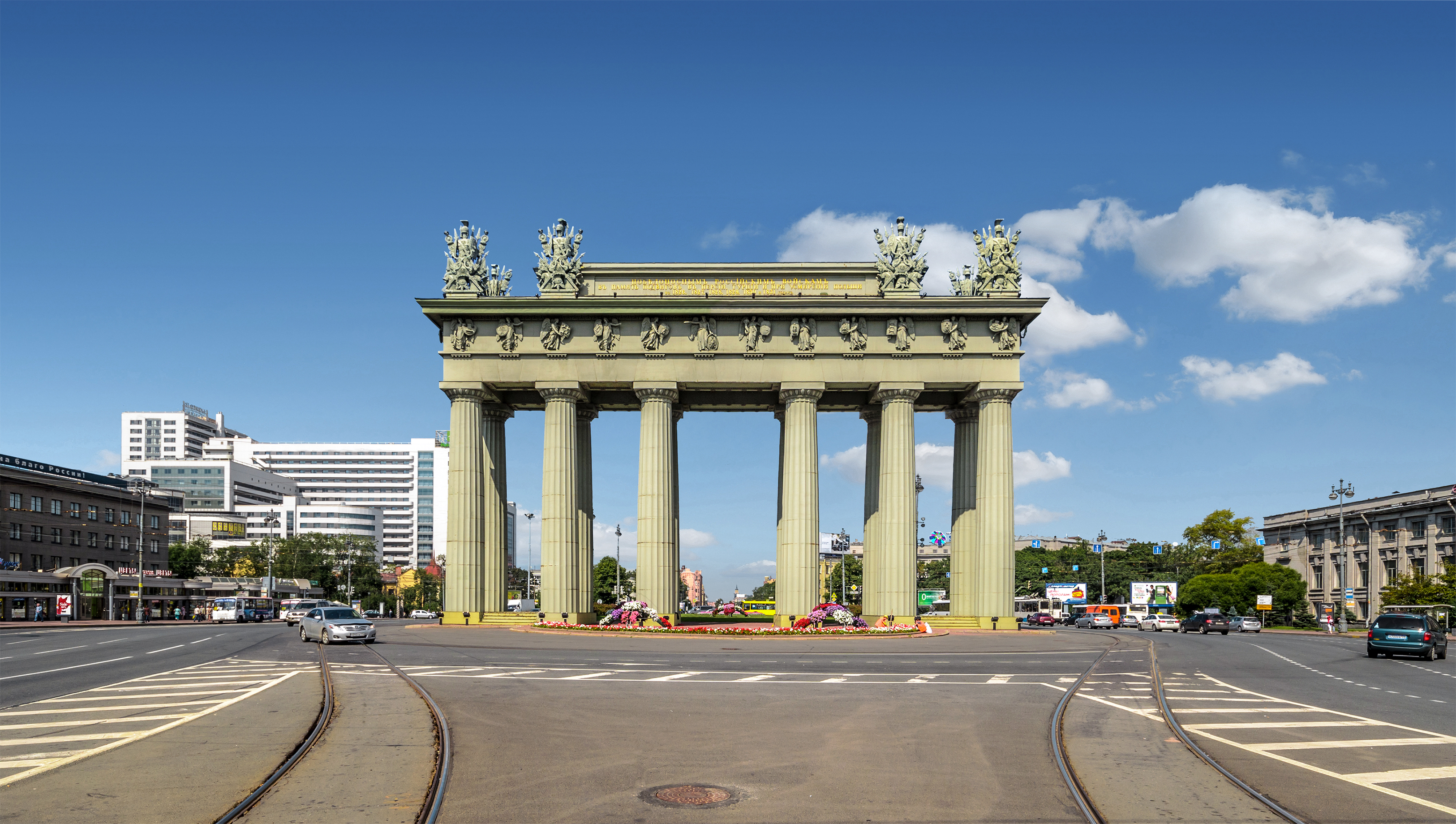
Arc de triomphe de Moscou

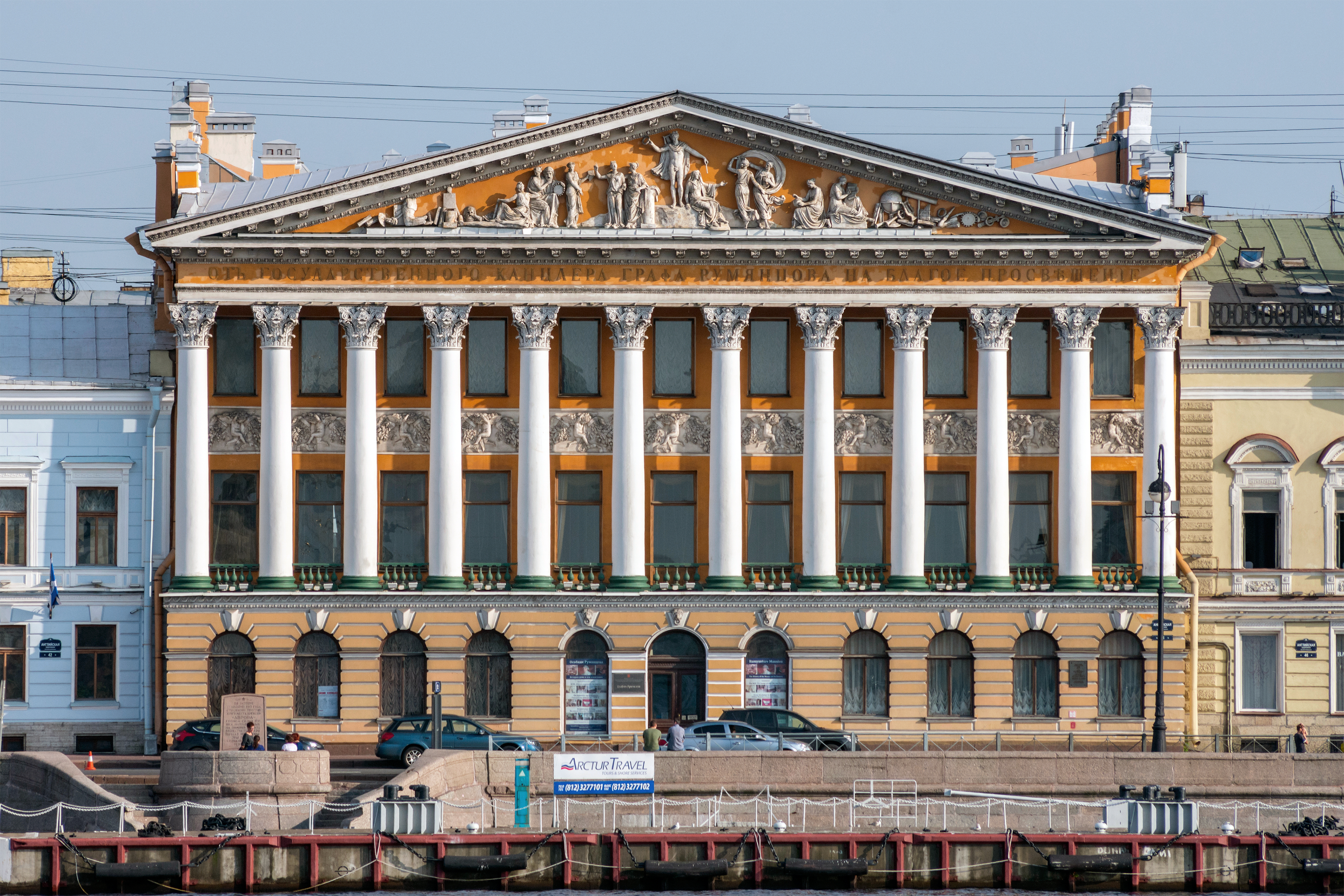
palais Roumiantsev, quai des Anglais

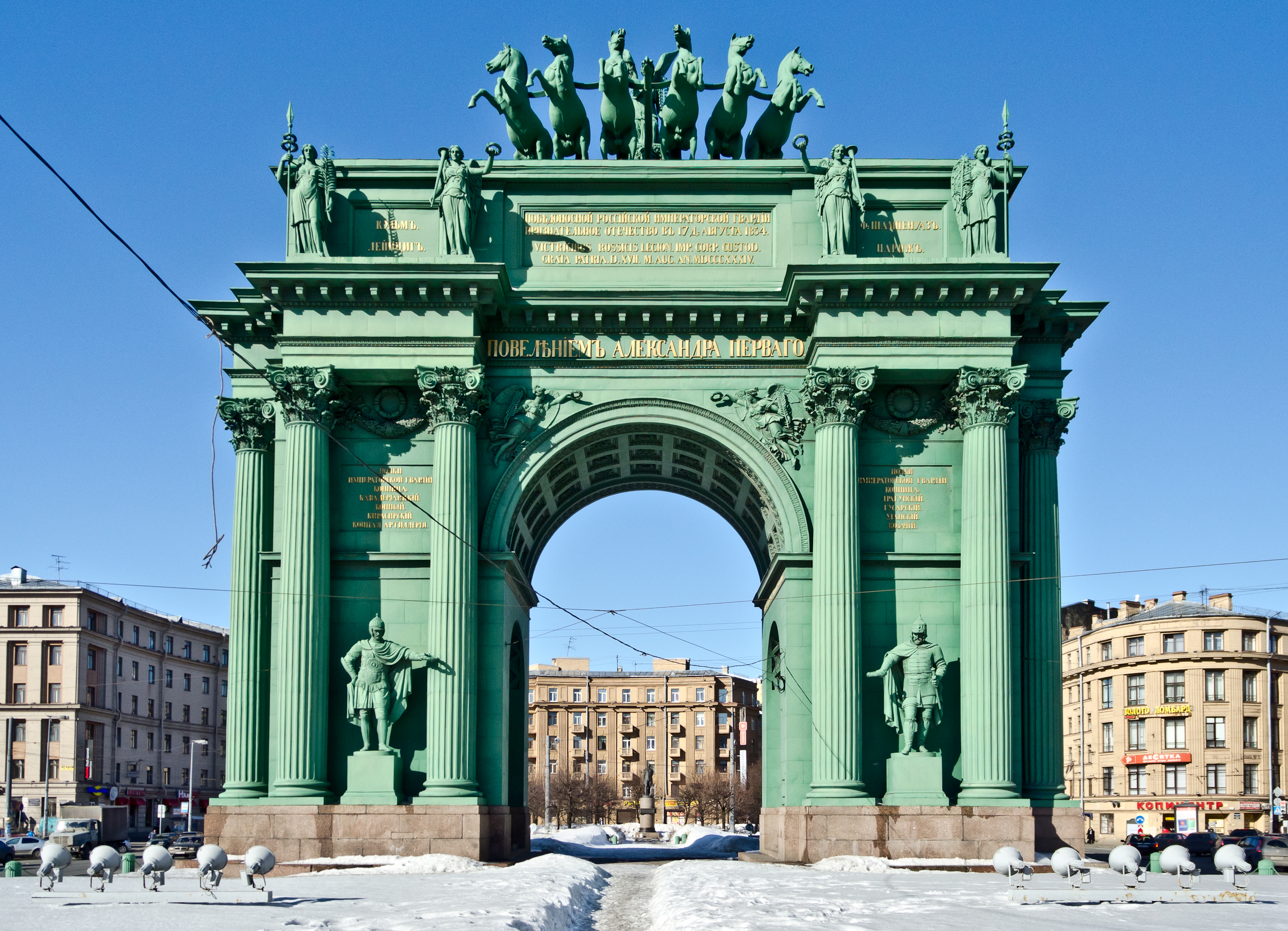
Arc de triomphe de Narva

D'illustres maîtres de Saint-Pétersbourg ont travaille dans le style classique tardif et le style russe empire au XIXe siècle : 
- Domenico Adamini (Maison Adamini), 1823—1827, quai de la Moïka, 1),
- Vincent Beretti (poste de garde au marché aux Foin, 1818—1820, Rue Sadovaïa, 37),
- Alexandre Brioullov (Théâtre Michel), 1831—1833, Place des Arts, 1, place des Palais ; Bâtiment de l'état-major du corps de garde (maison 2—4), 1837—1843,
- David Visconti (château Saint-Stanislas, 1823—1825, rue de l'Union des imprimeurs, 22),
- Vassili Glinka (reconstruction du palais Roumiantsev du comte Nikolaï Roumiantsev, années 1820, quai des Anglais, 44),
- Paul Jacot (bâtiment de l'assemblée de la noblesse de Saint-Pétersbourg, 1834—1839, rue Mikhailovskaïa, 2),
- Giovanni Luchini (Maison Pouchkine, 1829—1832, quai Makarov, 4),
- Avraam Melnikov (musée d'état de l'Arctique et de l'Antarctique dans le bâtiment de l'église Nikolsakaïa), 1820—1838, rue Marata, 24),
- Andreï Mikhaïlov (dessinateur du corpus de l'Académie russe des beaux-arts, 1819—1821, quai de l'Université, 17, maison А. I. Korsakov, 1826—1828, perspective Vladimirski, 12),
- Piotr Plavov (section des femmes de l'hôpital Oboukhovskaïa, 1836—1839, perspective Zagoradni, 47),
- Antonio Porto (bâtiment de l'académie de médecine militaire Kirov), 1799—1803, rue de l'académicien Lebedeva, 6),
- Luigi Ruska (maison de l'ordre des jésuites , Canal Griboïedov, 8/1),
- Joseph-Maria Charlemagne-Baudet (cour de skotoprigony, 1823—1826, perspective Moskovski, 65),
- Gaspard Fossatti (reconstruction de la maison Zénaïde Youssoupoff, 1835, perspective Nevski, 86),
- Smaragd Choustov (théâtre de l'île Kameni, 1827—1835, quai Krestovki, 10,А).

L'architecte russe de renom Vassili Stassov dirige divers chantiers, construit même sans références aux ordres architecturaux, réalise même des immeubles de style chinois. C'est un représentant brillant du style empire tardif de Saint-Pétersbourg: il est l'auteur des projets de bâtiments d'apparat tels que l'académie des sciences de Saint-Pétersbourg sur l'Île Vassilievski, les casernes Pavlosk sur le Champ de Mars (Saint-Pétersbourg)(1817—1821), la cathédrale de la Transfiguration de Saint-Pétersbourg (1827—1829), la cathédrale de la Trinité de Saint-Pétersbourg (1828—1835), l'arc de triomphe de Moscou (1827—1834) et l'arc de triomphe de Narva (1834—1838), et encore de splendides palais à la périphérie de Saint-Pétersbourg. V. Stassov est le précurseur du style néo-russe du XIXe siècle.

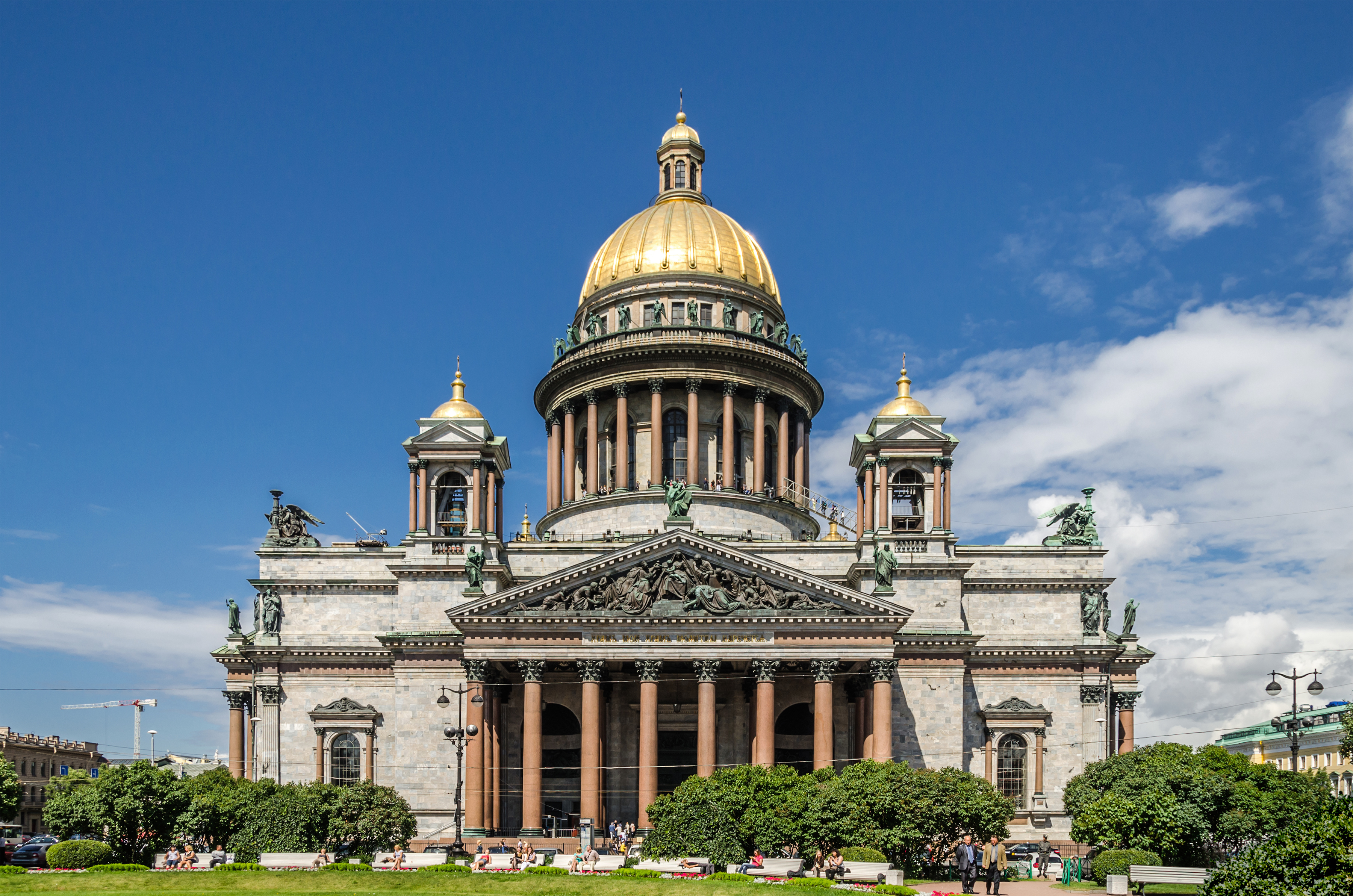
Cathédrale Saint-Isaac.

La cathédrale Saint-Isaac est l'accomplissement final du style empire russe. Elle est construite en 1819-1858, selon le projet de l'architecte français Auguste Ricard de Montferrand. En fait, Montferrand a repensé le projet d'Antonio Rinaldi qui n'avait pas achevé la construction. Selon le projet de Montferrand, les formes simples prévalent : cubes, carrés, triangles, cylindres, une coupole parabolique. Cela donne à la cathédrale une monumentalité supplémentaire, crée une impression de pouvoir impérial inébranlable et séculaire. En même temps, les 300 000 tonnes de bâtiment reposent sur un sol faible (un sol argileux saturé d'eau), et leur pression est proche du point critique. Sous la partie Est de la cathédrale se trouvent des pieux anciens d'une longueur de 8 mètres à 10,5 mètres, tandis que sous la partie Ouest, ce sont des pieux goudronnés d'une longueur de 6 mètres à 8 mètres qui ont été enfoncés. Ceci entraîne un écart pouvant aller jusqu'à un demi mètre pour arriver à la couche des sédiments sur laquelle reposent les fondations (le coin Sud-Ouest résiste mieux à la pression).
Il n'en reste pas moins, que lors de la construction, des solutions techniques neuves ont été utilisés : ferraillage de la maçonnerie, utilisation de fonte pour la coupole, colonnes monolithique polies en granit massif. La silhouette de la cathédrale complète du côté Ouest le complexe des places centrales de la ville. Il faut encore remarquer la richesse exceptionnelle de la décoration sculpturale extérieure et les intérieurs colorés.
C'est ainsi que le style empire est encadré du début à la fin de sa période par deux édifices grandioses ; la cathédrale de Kazan qui débute et celle de Saint-Isaac qui achève le développement unique de l'architecture de la ville. Mais si l'âge d'Or de la littérature, de la peinture et de la musique russe ne fait que commencer, l'architecture quant à elle est proche de son déclin. La rigueur et la monumentalité impériale se heurtait à la démocratisation encore naïve de la société, débutant avec la crise du système féodal du servage. L'architecture a répondu à cette contradiction en s'éloignant des canons classiques, en mélangeant les styles, et regardant autrement vers le passé; c'est le début d'une nouvelle ère qui reçoit un nom légèrement négatif mais pourtant ambitieux l'éclectisme.

### Le style éclectique
La période éclectique en architecture russe peut être divisée en deux séquences s'étendant de 1830 à 1900 : la première, la plus ancienne, de 1830 à 1870 et la seconde, plus récente, de 1870 à 1900. En soi, l'éclectisme est un mélange de différents styles. On retrouve un mélange d'ordres architecturaux de ce genre à l'Amirauté de Saint-Pétersbourg, à la maison Tchitcherine sur la perspective Nevski et encore dans d'autres bâtiments ; un certain nombre de créations par contre (par exemple le palais de Tchesmé de Georg Friedrich Veldten) sortent du style de leur époque. Mais c'est au deuxième tiers du XIXe siècle que l'on peut observer une large diffusion des formes variées, par emprunt et références à des motifs anciens . 

#### Style néo-baroque

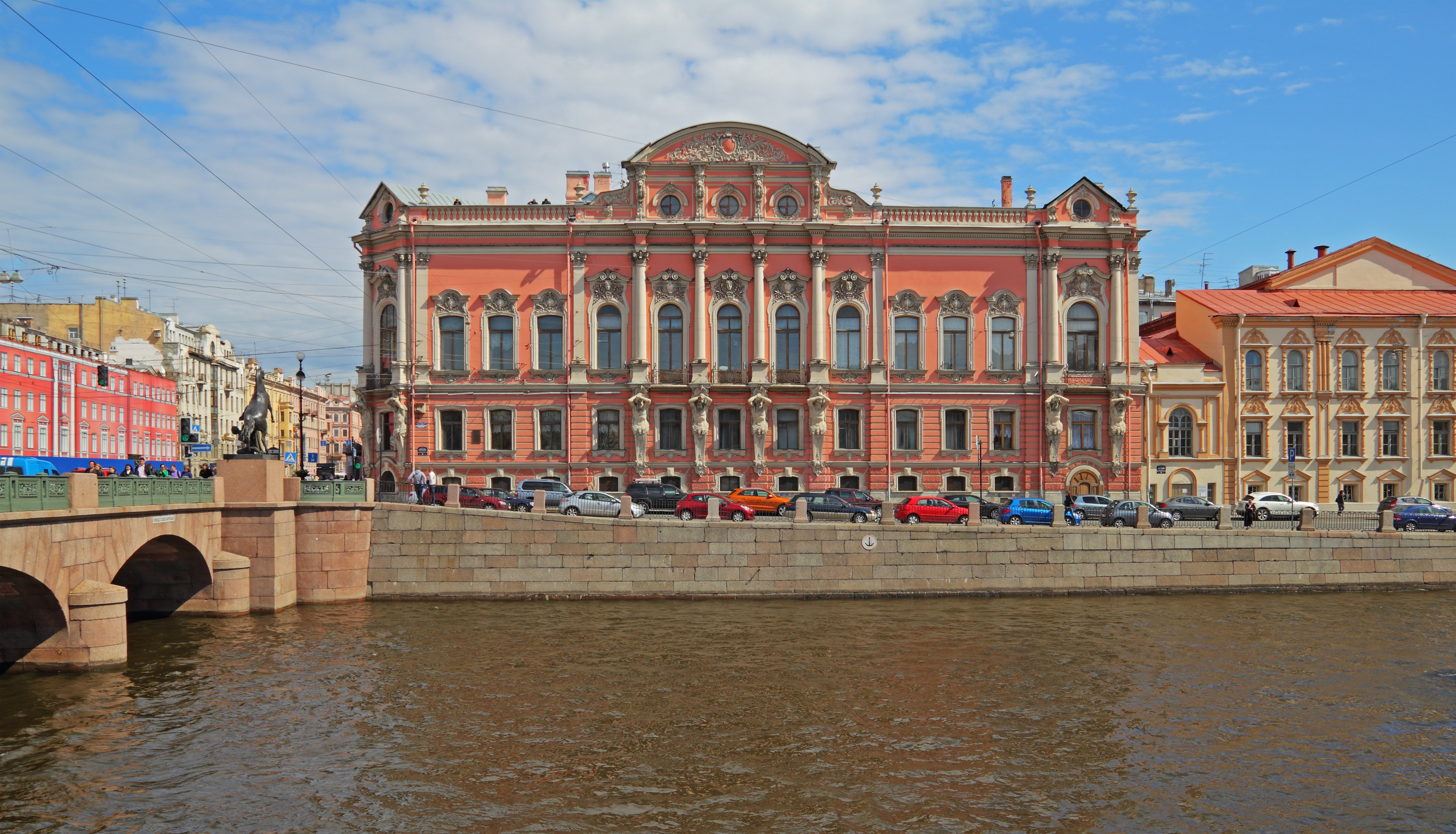
Palais Belosselski-Belozerski

Un des architectes les plus importants de la période de l'éclectisme naissant est Andreï Stackenschneider. Son œuvre remarquable encore dans l'esprit du classicisme tardif, est le palais Marie (1839—1844, place Saint-Isaac, 6, devenu aujourd'hui le bâtiment de l'Assemblée législative de Saint-Pétersbourg]). Cependant, on peut déjà y voir les éléments européens de la Renaissance: un décor complexe et une petite façade. Des colonnes et pilastres sont garnis de doubles cannelures. La composition des pièces est réalisée sous forme de suites, comme pour le baroque. La construction utilise des structures métalliques de poutres et chevrons.
L'une des premières œuvres néo-baroques est le palais Belosselski-Belozerski d'Andreï Stackenschneider (1846—1848, Perspective Nevski, 41). Ses façades sont de style baroque élisabéthain du XVIIIe siècle, garnies de cartouches, décorées de frontons, de colonnes aux chapiteaux corinthiens, de sculptures. Des atlantes et des cariatides, installés au rez-de-chaussée, soutiennent les colonnes du premier étage. La décoration intérieure frappe par la richesse dans le style baroque et rococo : des pilastres avec des cariatides, des grilles en fer forgés avec des monogrammes, des panneaux de bois couverts de sculptures dorées, des revêtements en marbre, de la tapisserie, des tissus muraux. Ces différents éléments dont les cariatides sont utilisés par le même architecte pour la construction du palais du grand-duc Michel (1857—1858, quai dvortsovaïa, 18).

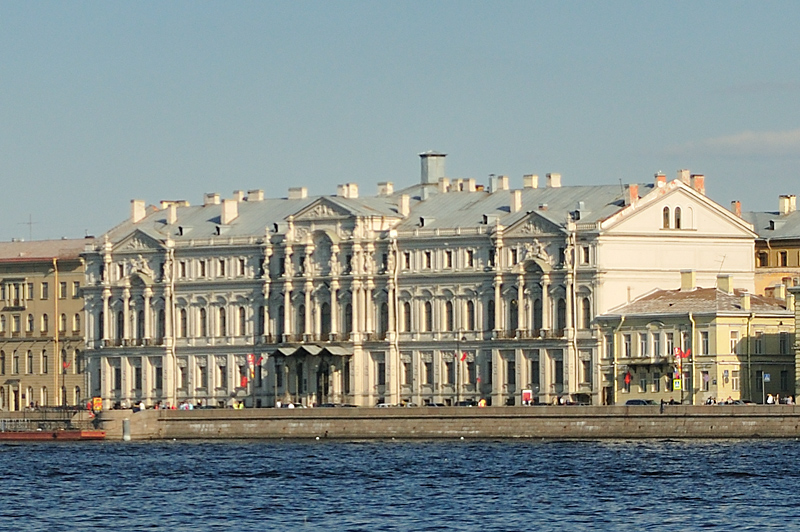
palais du grand-duc Michel

En peu de temps le style néo-baroque devient très populaire dans la capitale. Sur les nouvelles maisons apparaissent des fenêtres en baies, des consoles, des balcons grillagés, des doubles et triples fenêtres, de grandes vitrines en verre. Dans les années 1840—1860, la Russie développe la production de fonte, de fer, d'acier et plus tard, les produits laminés en dérivant. Cela a permis d'utiliser de grandes portées dans les bâtiments grâce à des linteaux de fer ou de réaliser des parties d'appuis d'escaliers sous forme de poutre unique.
Dans le style néo-baroque on trouve par exemple, la maison de maître T. Dyliova au portique semi-circulaire particulier (Ippolit Monighetti, 1849, quai du Canal Obvodny, 155), la maison de maître P. Demidov (Auguste Ricard de Montferrand, 1835—1840, rue Balchaïa Morskaïa, 43), la maison de rapport N. Jerebtsovoï, né Gagarine (Ludwig Fontana 1860—1863, quai Dvortsovaïa., 10), l'hôtel de maître Е. М. Boutourlinoï (Harald von Bosse, 1857—1860, rue Tchaikovski, 10).

#### Néo-gothique

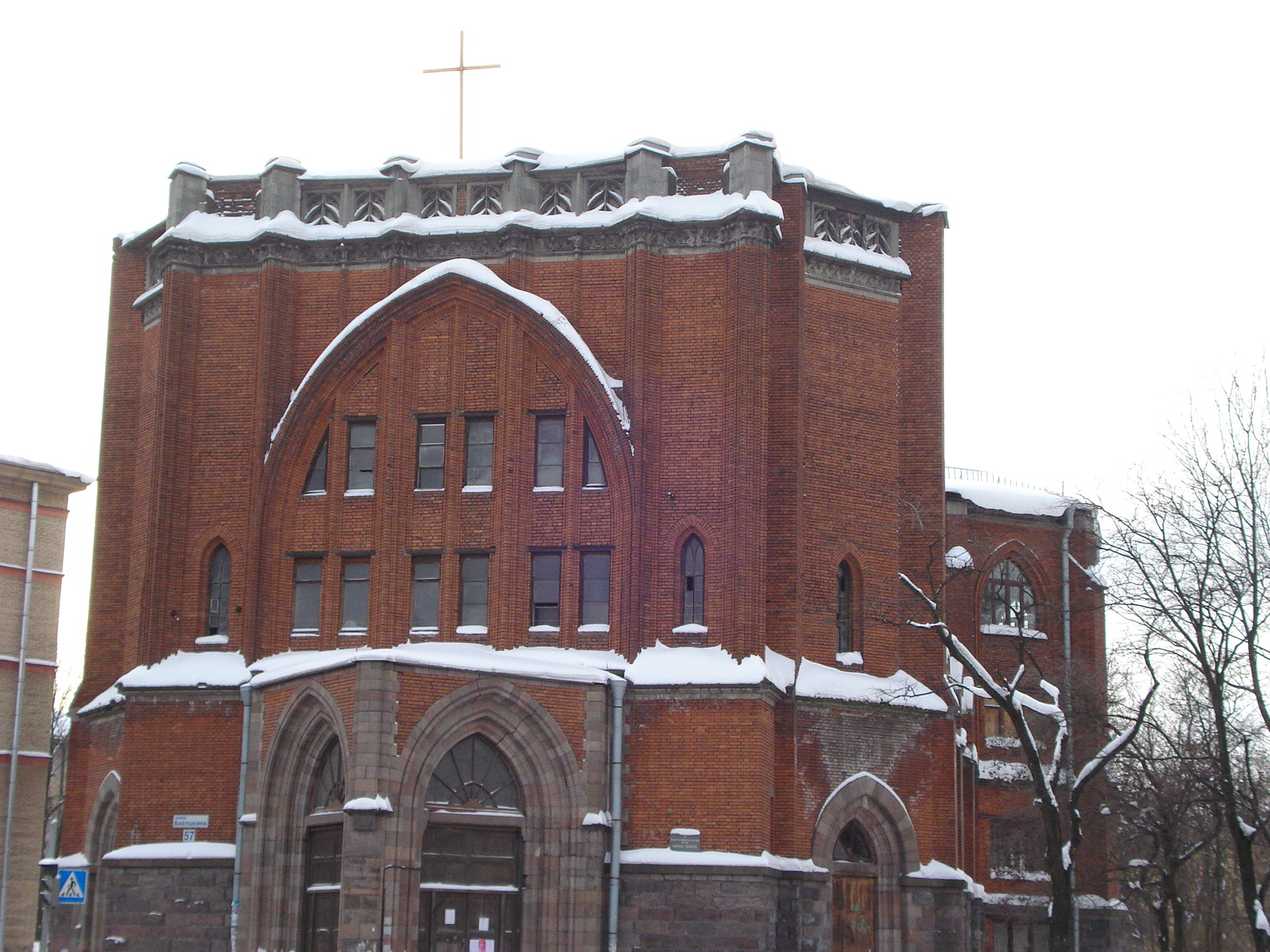
Église catholique du Sacré-Cœur de Jésus à Saint-Pétersbourg (rue Babouchkina, 57)

La première fois que le style gothique apparaît à Saint-Pétersbourg, c'est en 1777, quand Georg Friedrich Veldten construit l'église de Tchesmé et le palais de Tchesmé (aujourd'hui rue Gastello, 15), et aussi l'église de la nativité de Saint Jean-Baptiste sur l'île Kammen. Puis des éléments gothiques apparaissent dans la seconde moitié du XIXe siècle. L'influence du gothique influence peu les structures portantes des bâtiments, mais est plutôt liée aux caractéristiques des façades (arcs brisés des fenêtres, hautes flèches, abondance des tours, etc.). C'est la raison pour laquelle le nom russe qui la qualifié est celui de Style pseudo-gothique russe. Une des raisons de cette situation est le fait de l'absence de références architecturales gothiques dans le passé historique de la Russie.
À Saint-Pétersbourg, le néo-gothique se rencontre encore dans les églises catholiques ou luthériennes : église des saints apôtres Pierre et Paul au parc Chouvalovski (1831—1836, Alexandre Brioullov, Paprolovon rue Vologdina, 13); église luthérienne Saint-Mikhaïl (1874-1877. Mais en général les autres bâtiments de style gothique sont très petits à Saint-Pétersbourg.

#### Néo-Renaissance
Pour les bâtiments néo-Renaissance de Saint-Pétersbourg, ce sont les édifices italiens qui ont servi de prototypes en Russie. Ils se caractérisent par de larges fenêtres cintrées, des décorations élégantes, de puissantes corniches décorées sur les façades. Souvent des colonnes et des pilastres de divers ordres architecturaux répartissent différents segments sur celles-ci.
L'hôtel particulier du prince L. Kotchoubeï est l'un des premiers bâtiments de ce style construit Rue Tchaïkovski, 30; les architectes sont Harald von Bosse et Roman Kouzmine. On n'y voit pas d'utilisation d'éléments des ordres architecturaux sur la façade.
Durant les années 1883—1884, le nouveau propriétaire de la propriété, I. Ntchaev-Maltsov, a confié à l'architecte Léon Nikolaïevitch Benois la réalisation intérieure dans un style rococo.
Harald von Bosse a créé dans ce style l'hôtel particulier de I. Pachkov (1841—1844, Perspective Liteïny, 39), de E. Pachkov (1842—1843, quai Koutousov, 10), et encore son propre hôtel particulier (1847—1850, sur la 4e ligne de l'île Vassilievski, 15). Le style extérieur donne la conception intérieure de ces hôtels.
La façade de l'hôtel de I. Pachkov a été le premier bâtiment civil utilisant une couverture de briques nues.

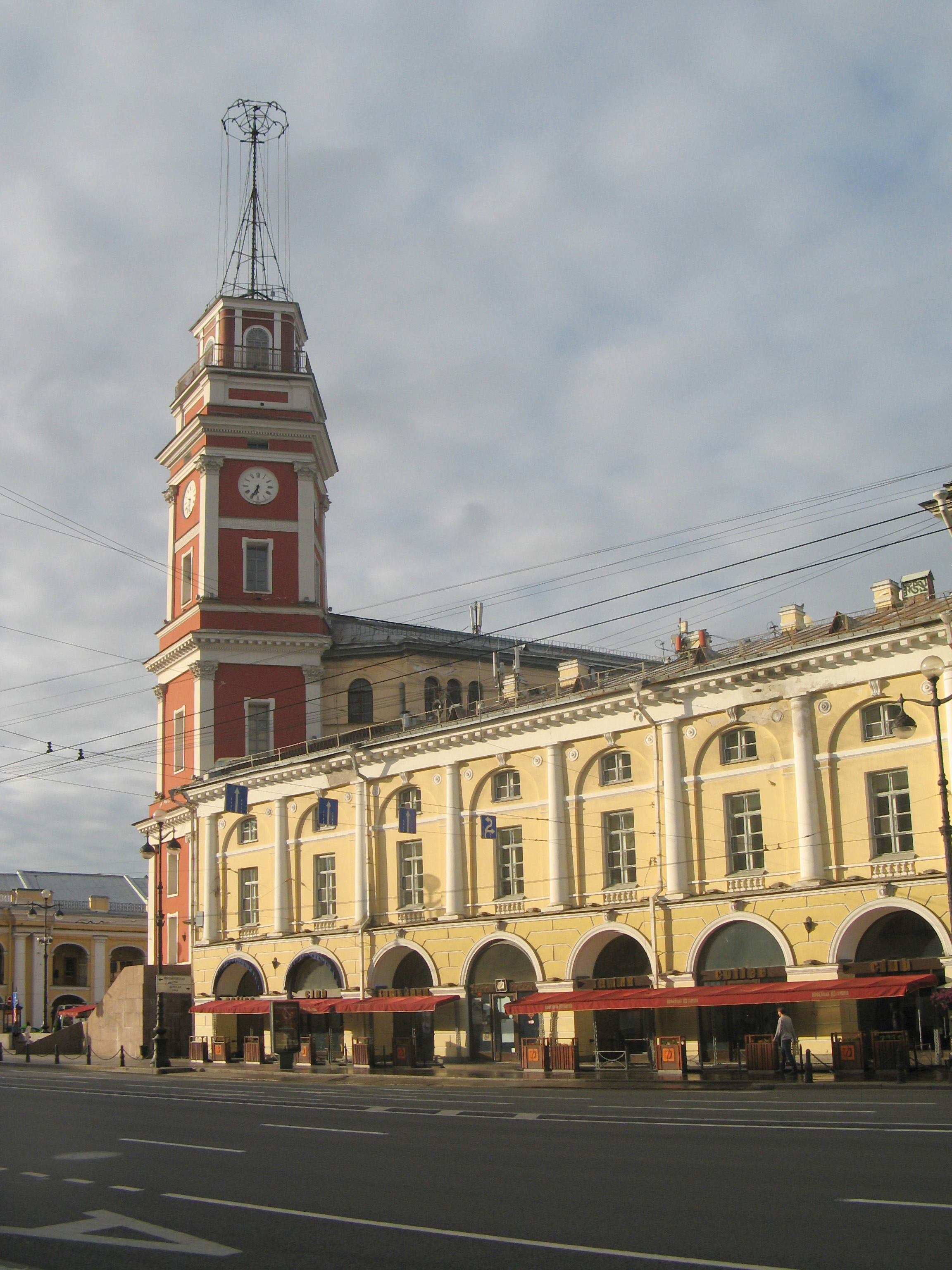
Douma de la Ville de Saint-Pétersbourg

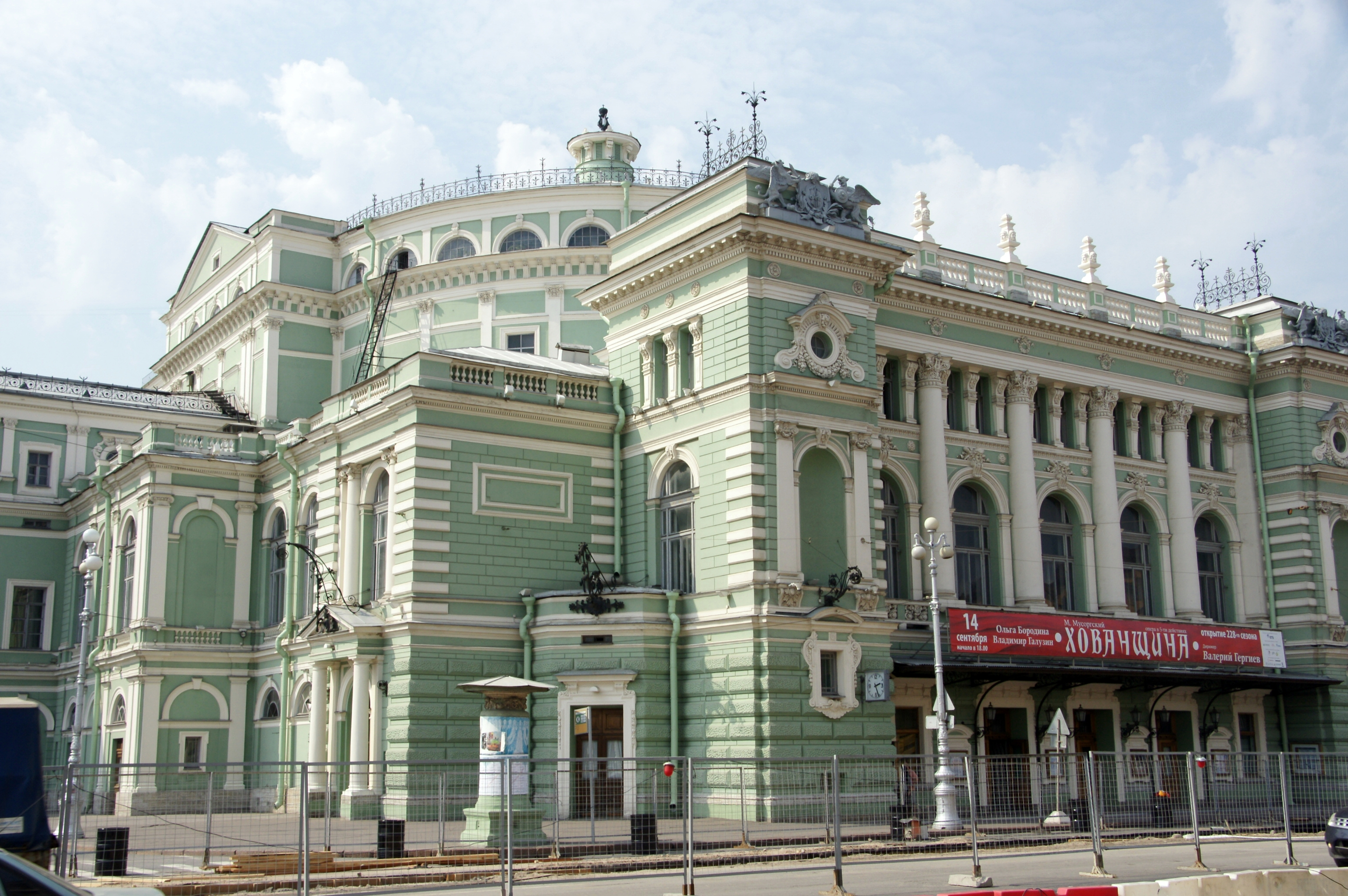
Théâtre Mariinsky

L'architecte Nikolaï Efimov (ru) dirige la construction en 1844—1853 du bâtiment du ministère des propriétés de l'État, (Place Saint-Isaac, 4 et 13; il n'est terminé qu'après la mort de l'architecte, aujourd'hui ce bâtiment est devenu l'Institut Vavilov d'agriculture. Les fenêtres cintrées surmontées de lancettes sont richement décorées dans le style de la renaissance italienne des XVe et XVIe siècles. Les pilastres garnissent la façade à partir du premier étage. L'architecture du bâtiment n'affiche pas de signification fonctionnelle particulière. Efimov utilise la même technique pour la construction de la Douma de la Ville de Saint-Pétersbourg (rue de la Douma, 1-3).

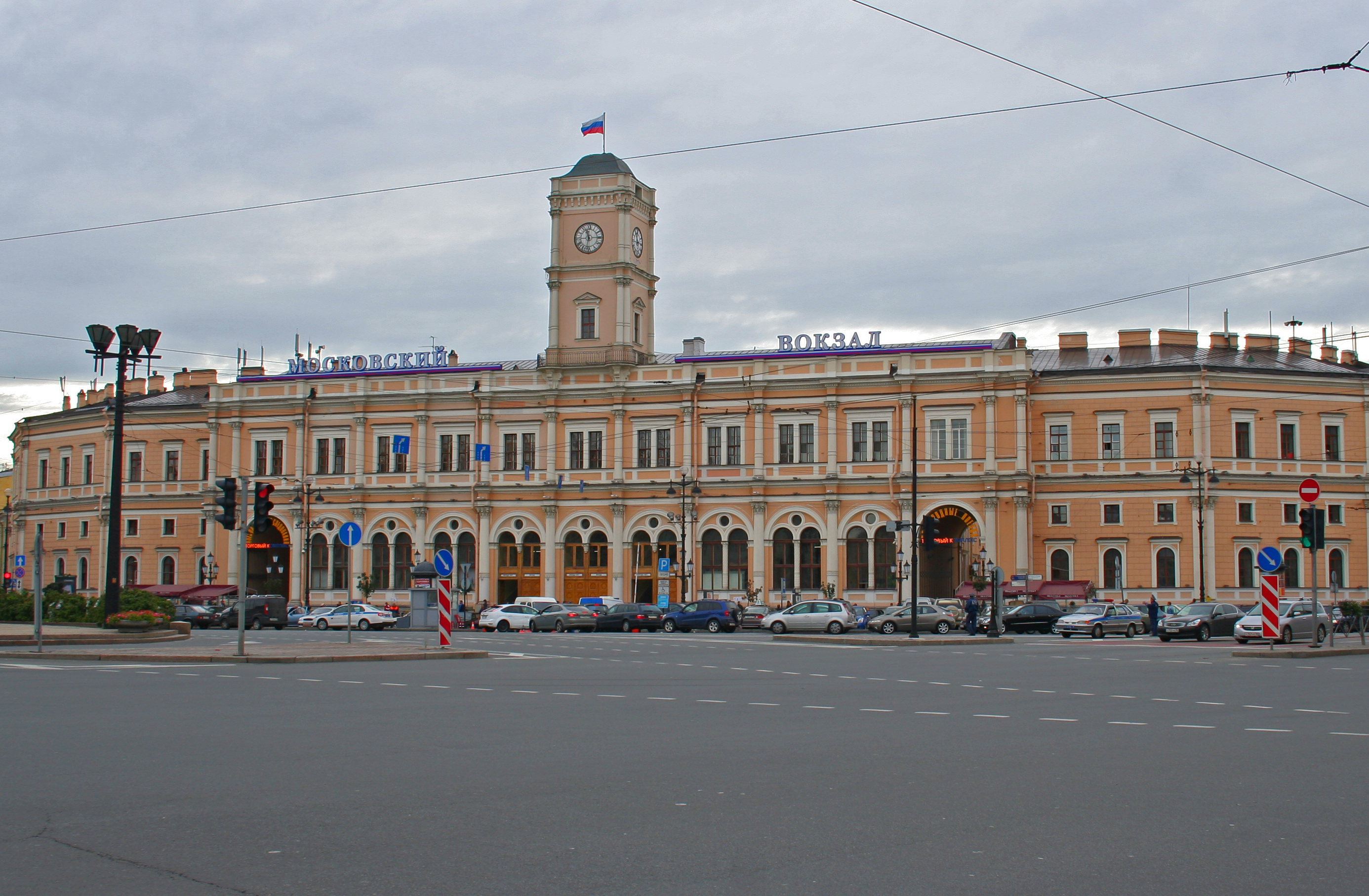
Gare de Moscou à Saint-Pétersbourg appelée Gare Nikolaievski jusqu'en 1930

L'un des plus importants édifices de style néo-renaissance est le Théâtre Mariinsky (1859—1860, de l'architecte Alberto Cavos, place du Théâtre, 1). Ici, les ordres architecturaux apparaissent dès le rez-de-chaussée et jusqu'au second étage. La finition de la décoration des façades est retenue et même sèche (la décoration luxuriante de l'entrée n'a été rajoutée que beaucoup plus tard). Alberto Cavos a également réalisé une série de bâtiments au milieu du XIXe siècle, comme sa propre maison rue Kirotchnaïa, 18. Mais on trouvera avec la maison des services de la Poste un exemple plus proche de l'esprit renaissance (1853; rue Potchtamskaïa, 3).
Le style néo-renaissance peut être attribué à une série de maisons d'habitation et d'hôtels de maître du XIXe siècle à la rue Tchaïkovski, rue Fourchtadskaïa, rue Kirotchnaïa, comme la maison de maître du banquier Alexandre de Stieglitz (1858-1862), due à l'architecte Alexander Krakau, (quai des Anglais, 68). Les motifs néo-renaissance apparaissent aussi dans des bâtiments publics comme : la Gare de Moscou (1843—1851, de l’architecte Constantin Thon, place Vosstania, 2), la gare Baltique (1853—1858, de l'architecte Alexandre Krakau, quai du canal de dérivation (Obvodnovo), 120), la gare de Varsovie (à Saint-Pétersbourg) (1857—1860, de l'architecte Piotr Salmonovitch, quai du canal de dérivation (Obvodnovo), 118). La façade de la gare Nicolaevski (Gare de Moscou à Saint-Pétersbourg) rappelle les édifices de la renaissance vénitienne du XVIe siècle: arcs doubles au rez-de-chaussée garnis de colonnes au milieu, demi-colonnes espacées au premier étage, tour carrée à fenêtres, des fenêtres de style Bramante (fenêtres cintrées surmontées par un linteau en pierre) sur les deux ailes latérales .

#### Style néo-byzantin
Le style néo-byzantin emprunte ses caractéristiques à l'architecture de l'empire byzantin des VIe siècle au VIIIe siècle de notre ère. Ce style particulier apparaît dans l'architecture des églises avec leurs coupoles sphériques et hémisphériques, ses tambours aux fenêtres cintrées, ses décorations de sculptures de pierre et de mosaïques, la richesse des intérieurs des édifices. L'exemple le plus connu est la cathédrale Sainte-Sophie, construite à Constantinople au VIe siècle. Ce style se développe ensuite en Grèce, en Bulgarie, en Serbie et sert de modèle à l'architecture de la période pré-mongole en Russie. Il subsiste peu d'édifices de ce style à Saint-Pétersbourg. Parmi ceux-ci on peut citer: l'église de Notre-Dame de la miséricorde (Grande perspective de l'île Vassilievski, 100), dont l'architecte est Vassili Kossiakov, et l'ingénieur D. Proussak, 1889—1898); celle de Dimitri Solounski n'a pas été conservée jusqu'à ce jour (architecte: Roman Kouzmine, 1861—1865); la cathédrale navale de Kronstadt est une des dernières production de ce style(1902-1913) qui est parfois appelé aussi russo-byzantin.

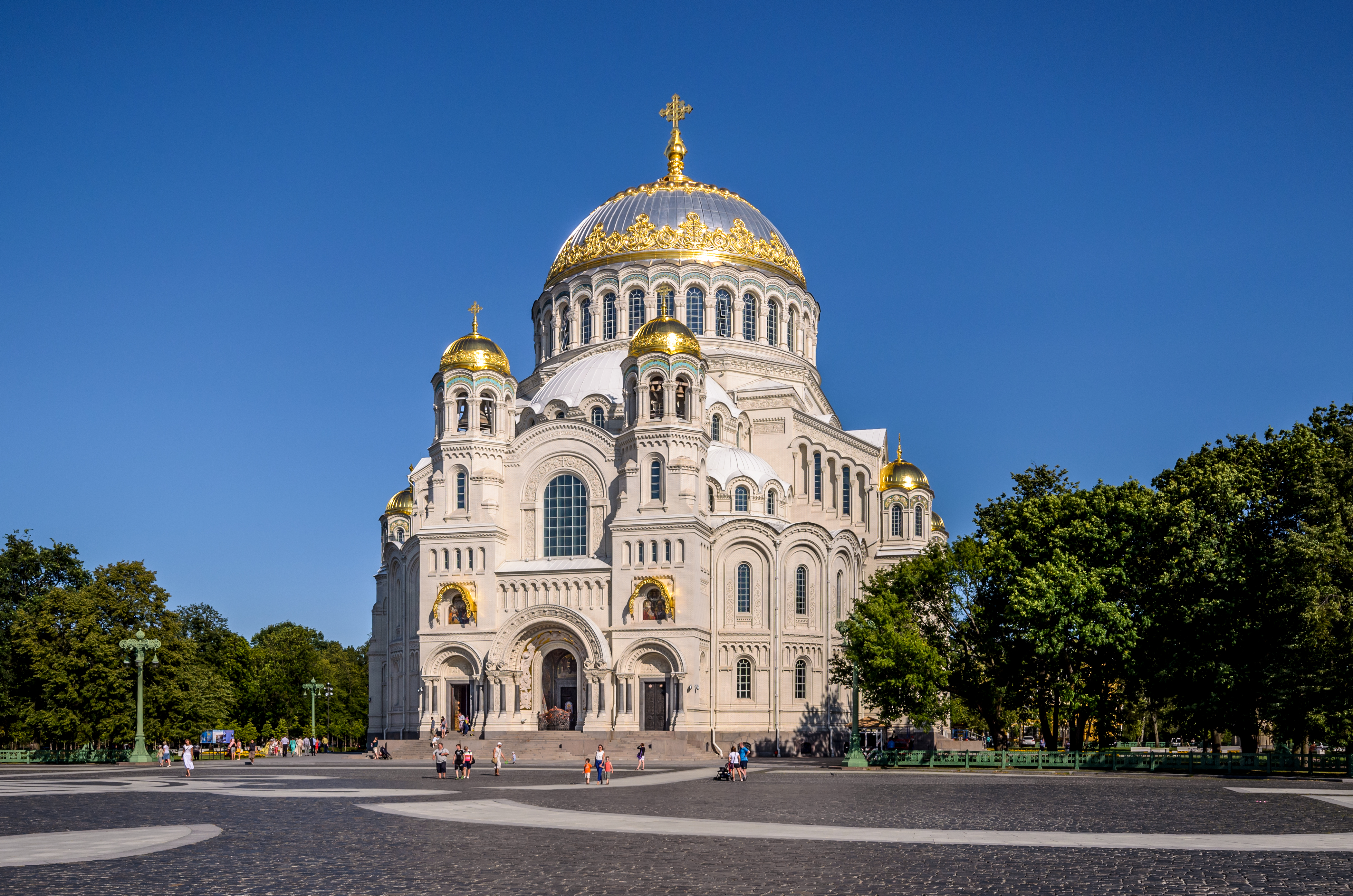
cathédrale navale de Kronstadt à Saint-Pétersbourg.
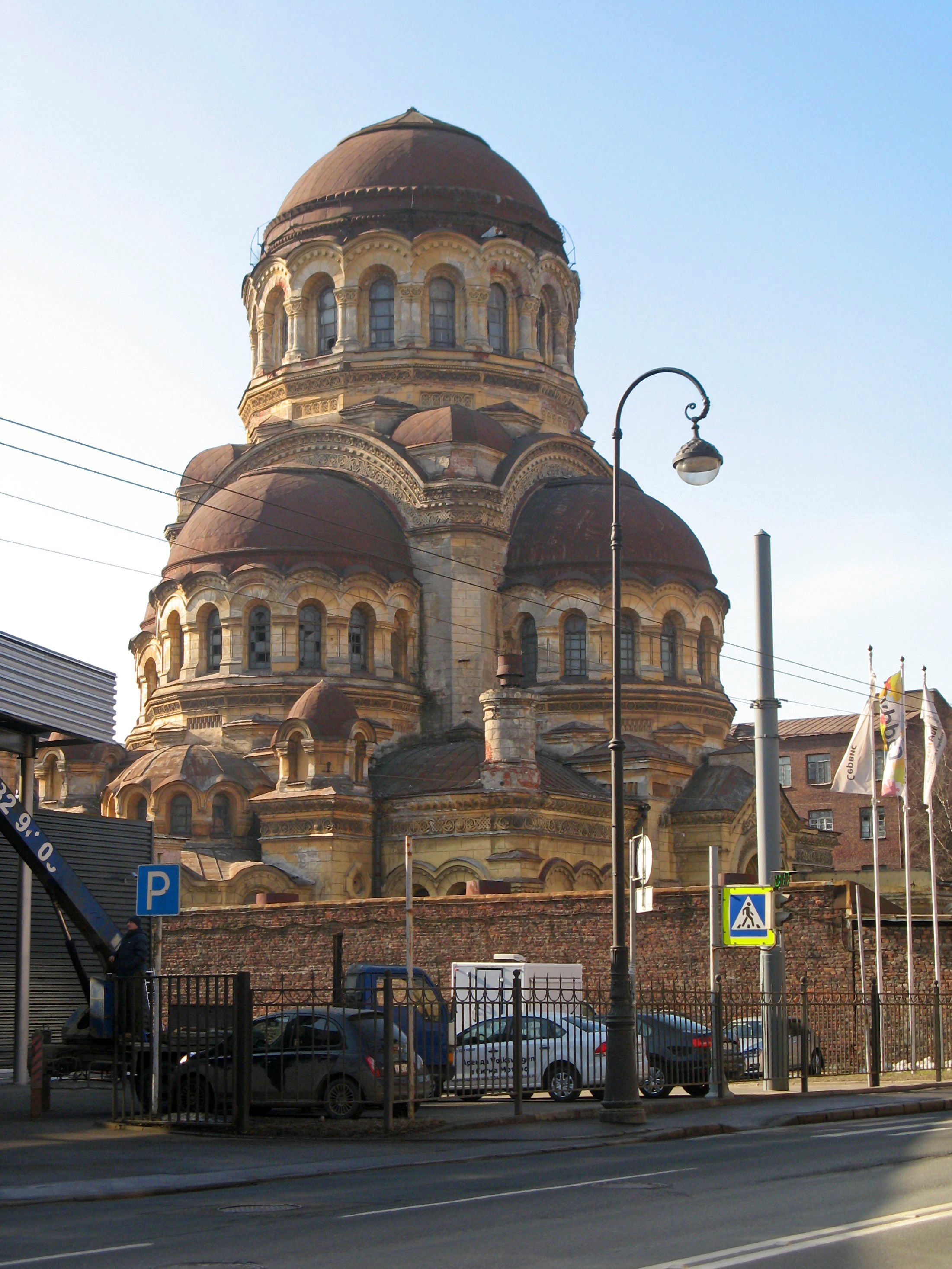
Église Notre-Dame de la miséricorde, à Saint-Pétersbourg
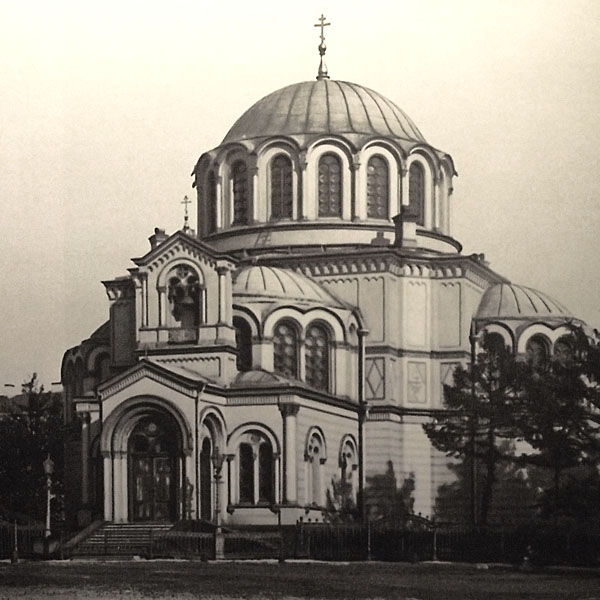
Église Dmitri Solounski, 1860 (disparue)

#### Style néo-russe
Le style néo-russe (parfois appelé style pseudo-russe) apparaît dans les années 1830—1840, sous l'influence de l'accroissement d'intérêt pour l'histoire de Russie et le concept de nationalité défendu par Nicolas Ier, empereur de Russie de 1825 à 1855. L'architecte Constantin Thon est considéré comme le fondateur de cette tendance architecturale. C'est lui qui a construit la cathédrale à cinq coupoles de la Présentation de Marie au Temple (1837—1842), perspective Zagorodni, 45, église disparue aujourd'hui) ainsi que l'église au nom du saint martyr Miron du régiment Egerski (1849—1855, quai de la dérivation, 99, non conservée aujourd'hui).
L'église de l'icône de la Sainte-Face du cimetière orthodoxe Volkovski (1837—1842), de l'architecte Franz Rouska, n'a pas non plus été conservée), de même que celle du Sauveur sur les Eaux, 1910—1911, de l'architecte Marian Peretiatkovitch.
Des exemples du style néo-russe sont parvenus jusqu'à nous tel que celui de la cathédrale de la Résurrection du monastère de Novodevitchi, (1849—1861) dont l'architecte est N. Efimov,
située perspective de Moscou, 100). Également l'église monumentale de la Résurrection du Christ de la gare de Varsovie (1904—1908) dont l'architecte est Herman Grimm, quai de la dérivation (obvodnovo), 116.
La cathédrale de la résurrection du Christ-sur-le-Sang-Versé est l'exemple le plus remarquable du style néo-russe. Elle est élevée en souvenir de l'assassinat le 13 mars 1881 de l'empereur Alexandre II par un révolutionnaire, à l'endroit même ou a été perpétré l'attentat. Elle a été réalisée de 1883 à 1907, par l'architecte Alfred Parland, au quai du canal Griboïedov, 2. Les murs extérieurs sont couverts d'un revêtement de granite, de marbre d'Estliand, de briques émaillées. À l'intérieur, la décoration est de marbre italien, de jaspe russe, de porphyre et de cuivre doré. Sur base des esquisses des peintres Viktor Vasnetsov, Mikhaïl Nesterov, Andreï Riabouchkine, Nikolaï Karlamov des icônes en mosaïque ont été réalisées pour la décoration de la cathédrale.
Plusieurs maisons d'habitation ont été réalisées dans un style néo-russe. Ainsi les architectes Ivan Bogomolov et Nicolas Bekker ont réalisé presque en face l'une de l'autre la maison N. Zaitsevoï (1875, rue Fourchtatskaïa., 20) et la maison de Z. et A. Zaitsevoï (1881, rue Fourchtatskaïa, 11). Les façades sont décorées de bordures, de motifs floraux et animaux. Elles disposent de balcons, de baies vitrées et de zakomars.  
La manière d'apprécier le style néo-russe diffère d'un historien à l'autre. Certains considèrent que sa décoration est inutile, que c'est une parodie de stylisation de monuments anciens. Il est vrai que la cathédrale Saint-Sauveur-sur-le-Sang-Versé de Saint-Pétersbourg n'est qu'une répétition de la cathédrale Saint-Basile-le-Bienheureux de Moscou, et que l'église du Sauveur-sur-les-Eaux (ru) de Saint-Pétersbourg était une copie presque parfaitement exacte de la cathédrale Saint-Vladimir à Vladimir. (Le 8 mars 1932 le pouvoir soviétique fait fermer l'église et la fera exploser malgré les pétitions des fidèles et des citoyens.) 
La rue de l'Architecte-Rossi, conçue, dessinée et réalisée par l'architecte italien Carlo Rossi dans les années 1830, est aussi appelée rue Parfaite en raison de ses dimensions : 22 mètres en hauteur des bâtiments riverains, 22 mètres en largeur, et 10 fois soit 220 mètres en longueur. 
D'autres historiens d'art, par contre, distinguent le style néo-russe du style pseudo-russe et considèrent que le développement progressif du style néo-russe est une transition nécessaire entre l'époque de l'architecture de style éclectique et l'époque de Style romantique national, ou de modern nordique mais qui s'abstient des excès clinquants des constructions de style pseudo-russes, surtout dans le domaine des bâtiments profanes. Des excès qui font parfois appeler le style pseudo-russe du terme méprisant de faux-russe. 
Il n'en reste pas moins que le courant néo-russe exprime un retour conscient au principe national qui était parfois oublié du fait de l'influence occidentale et antique. Cela a permis à l'ensemble urbain de Saint-Pétersbourg de conserver une harmonie, un équilibre, de préserver et de renforcer son identité russe avec plus de vigueur.

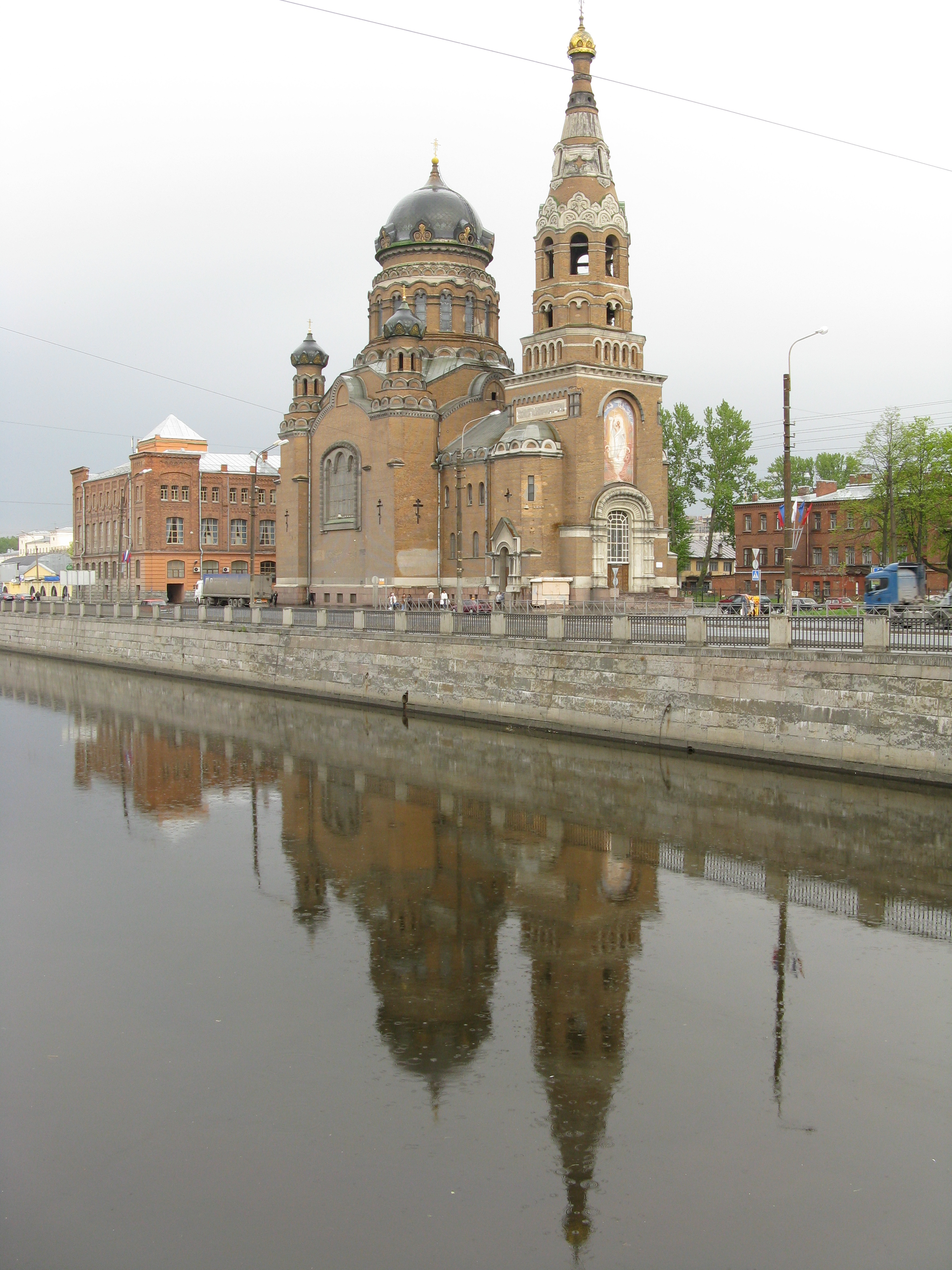
Église de la Résurrection du Christ (près de la gare de Varsovie) Saint-Pétersbourg
Cathédrale Saint-Sauveur-sur-le-Sang-Versé de Saint-Pétersbourg
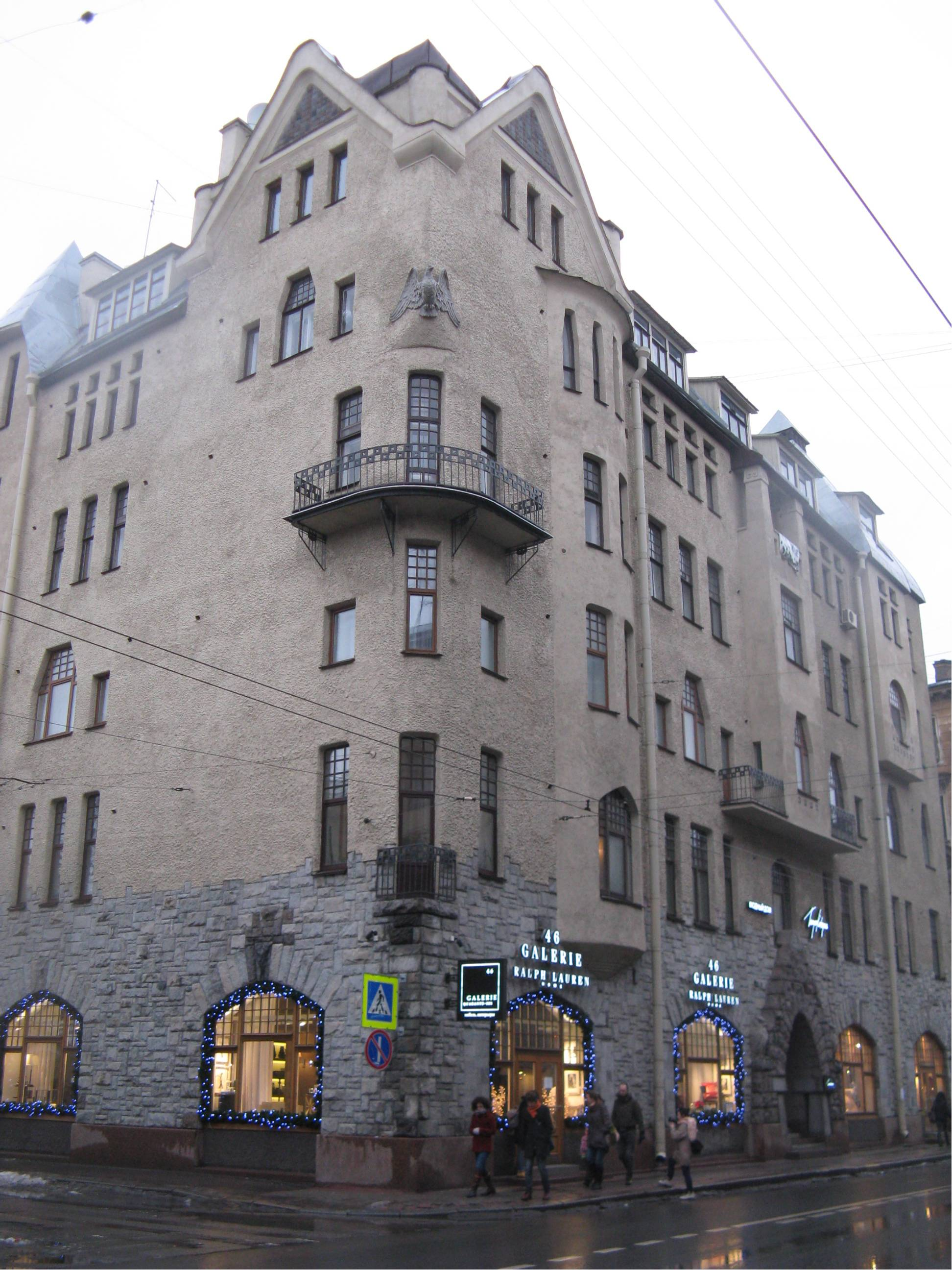
Maison Putilova Style romantique national St-P.

### Style Modern à Saint-Pétersbourg
Le style Modern ou Art nouveau est apparu et s'est développé rapidement dans les années 1890 et 1900. Il se manifeste principalement dans la construction des hôtels particuliers. Au départ les formes sont simplifiées, rectilignes, dictées par l'imperfection des structures de la construction. Les traits distinctifs de ces bâtiments sont l'asymétrie des façades et une grande liberté dans l'établissement des plans. Pour imiter la nature, qui n'a pas de lignes droites, la mode s'impose des silhouettes curvilignes, des clôtures et détails pittoresques, parfois l'imitation de la nature est directe grâce à de l'ornementation végétale ou animale. Peu à peu ce sont des constructions plus complexes avec des portes et fenêtres décorées de sculptures ou d'arabesques. Les matériaux utilisés sont relativement nouveaux: l'acier, le verre en grandes dimensions, le béton et le béton armé, ce qui permet, dans une certaine mesure, de créer des structures ajourées, plus ouvertes. Sur les façades apparaissent des mosaïques, de la majolique, des vitraux, du métal. Les intérieurs présentent aussi des éléments de l'art nouveau, sous forme de sculptures, de bossages, d'ornements, d'escaliers, de balustrades, de rampes.

#### LeModernde Saint-Pétersbourg
Les monuments les plus remarquables de l'époque Modern à Saint-Pétersbourg sont l'Épicerie Elisseïev, (Gavriil Baranovski, 1902—1903, perspective Nevski, 56), l'Immeuble de la compagnie Singer (Maison du livre, de l'architecte Pavel Suzor, 1902—1904, perspective Nevski, 28), la Gare de Vitebsk (Stanislav Brjozovski, 1904, perspective Zagoradni, 52), l'Hôtel Astoria (Fredrik Lidvall, 1911—1912, rue Bolchaïa Morskaïa, 39). D'autres architectes ont travaillé le Modern : Alexandre von Hohen, Alexandre Lichnevski, Wilhelm Schaub. Environ 1.5 million de bâtiments de ce style ont été construits, car à cette époque la ville de Saint-Pétersbourg connaissait un boum historique. La plupart de ces immeubles existent toujours.
Comme ce stylé était très répandu, de nombreux courants relativement indépendants se sont développés. On les appelle parfois comme pour les courants éclectiques : style néo-baroque, néo-gothique, néo-classicisme, néo-russe, ce qui conduit souvent à des erreurs de classifications.
Beaucoup sont apparus à cette époque utilisant certains éléments de l'un ou l'autre courant, parfois de deux en même temps. Bien que le style Art nouveau soit le dernier grand style qui soit apparu de manière aussi étendue, il n'est pas désigné partout sous la même dénomination qu'en France ou en Belgique. Il s'appelle Tiffany (d'après Louis Comfort Tiffany aux États-Unis), Jugendstil, littéralement « Style de la jeunesse » en Allemagne, Sezessionstil en Autriche, Nieuwe Kunst aux Pays-Bas, Stile Liberty en Italie, Modern en Russie. Le terme modern est parfois confondu avec celui de modernisme du fait des racines commune des deux termes. 

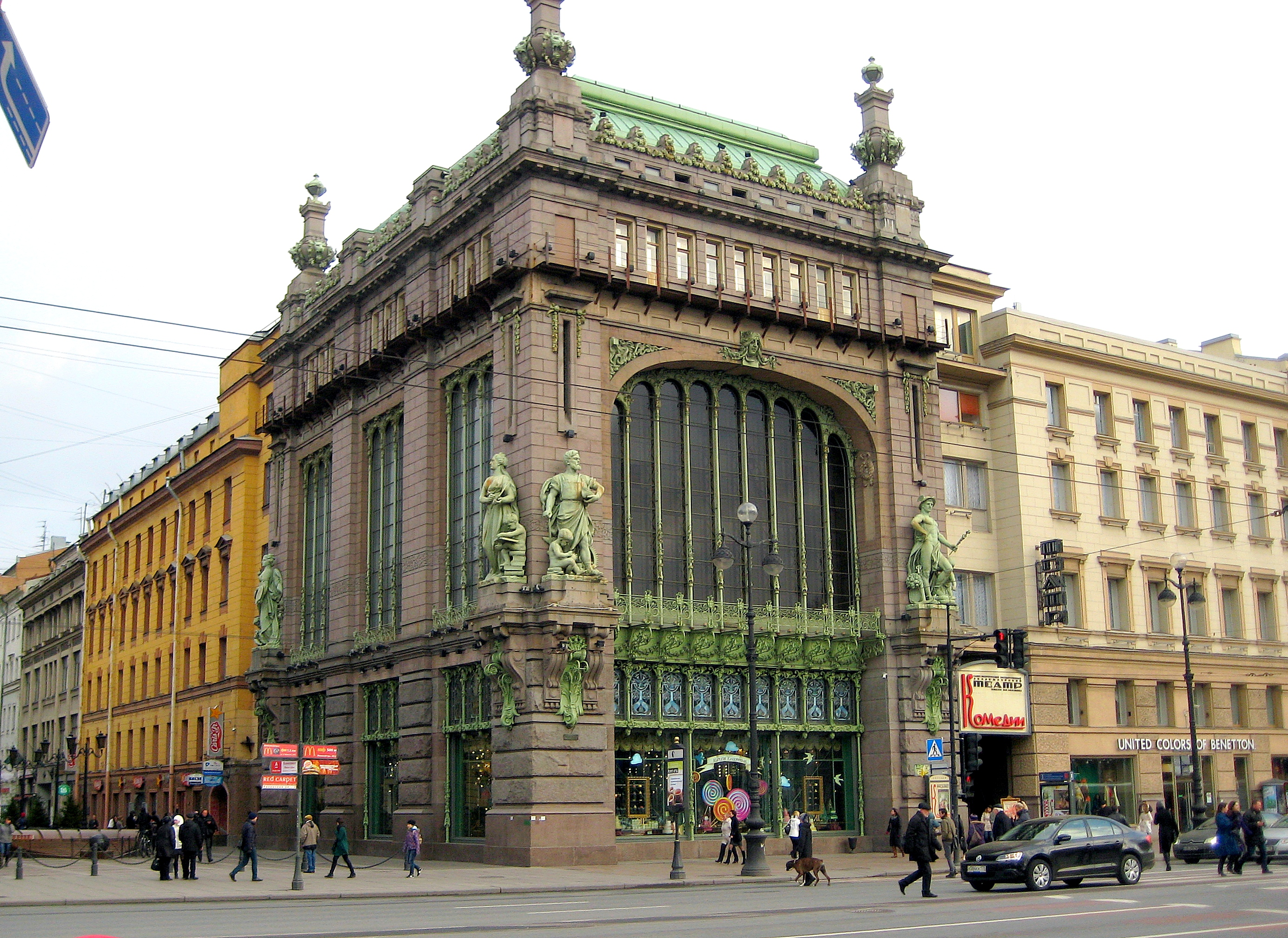
Épicerie Elisseïev (Saint-Pétersbourg)
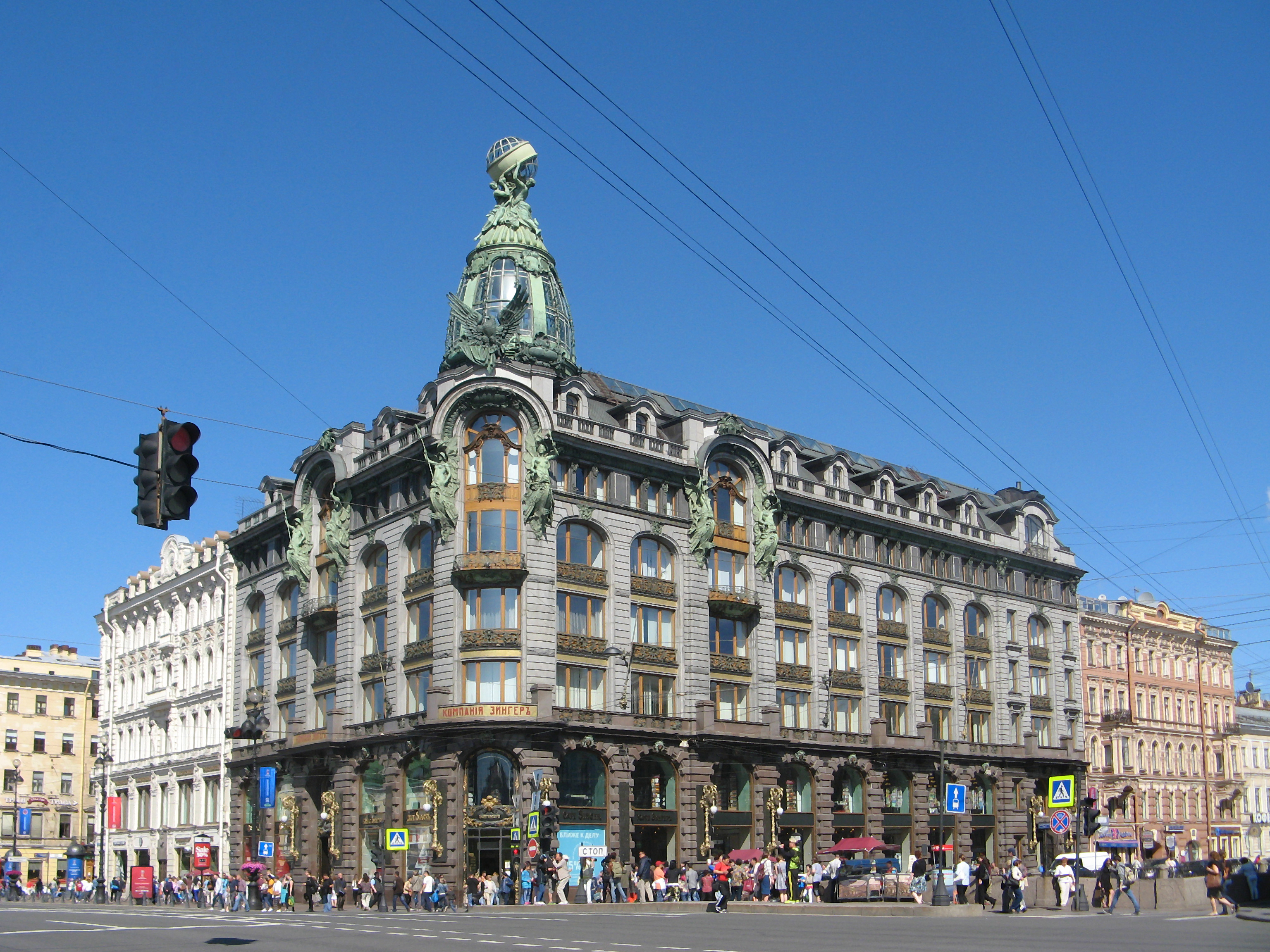
Immeuble de la compagnie Singer
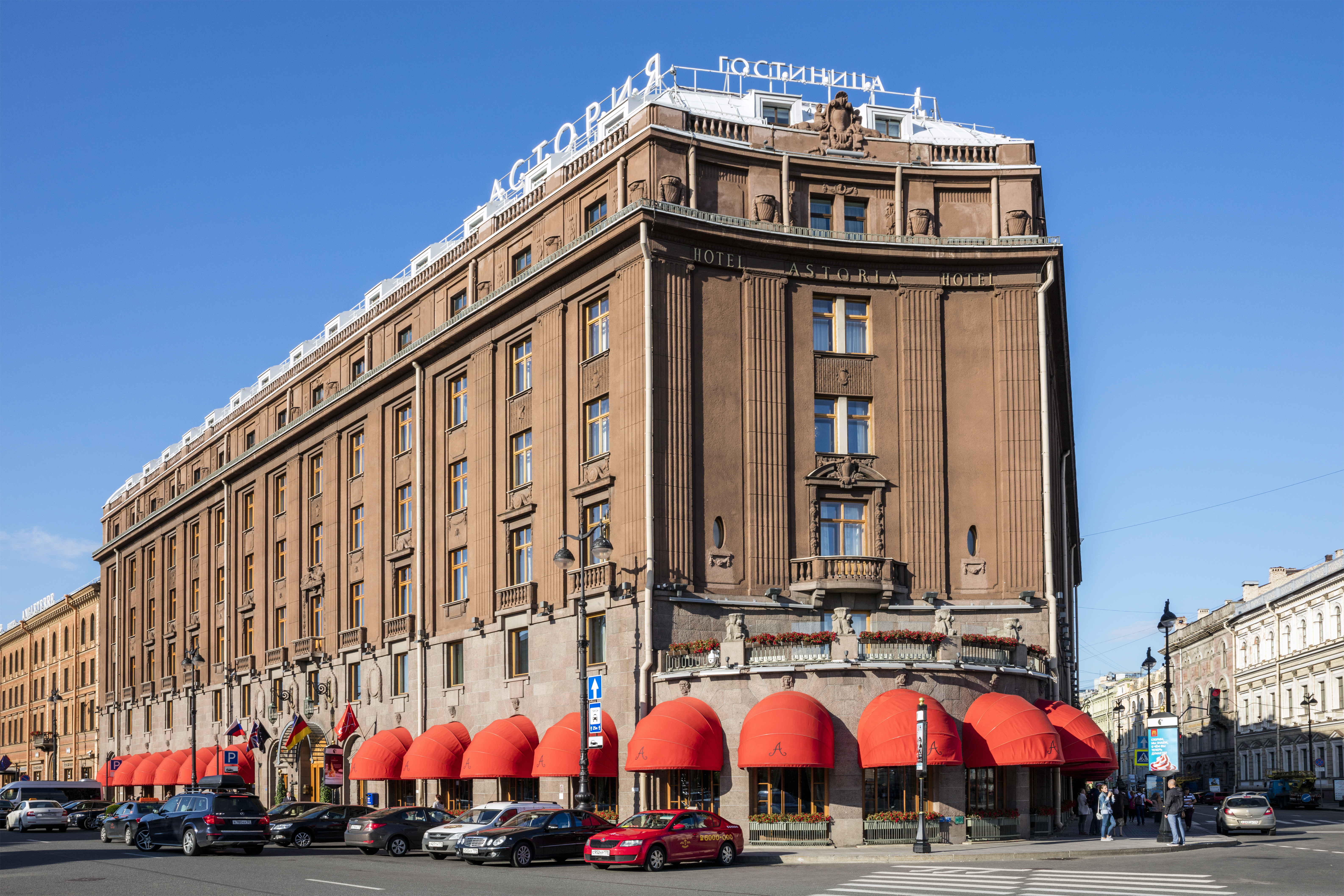
Hôtel Astoria (Saint-Pétersbourg)
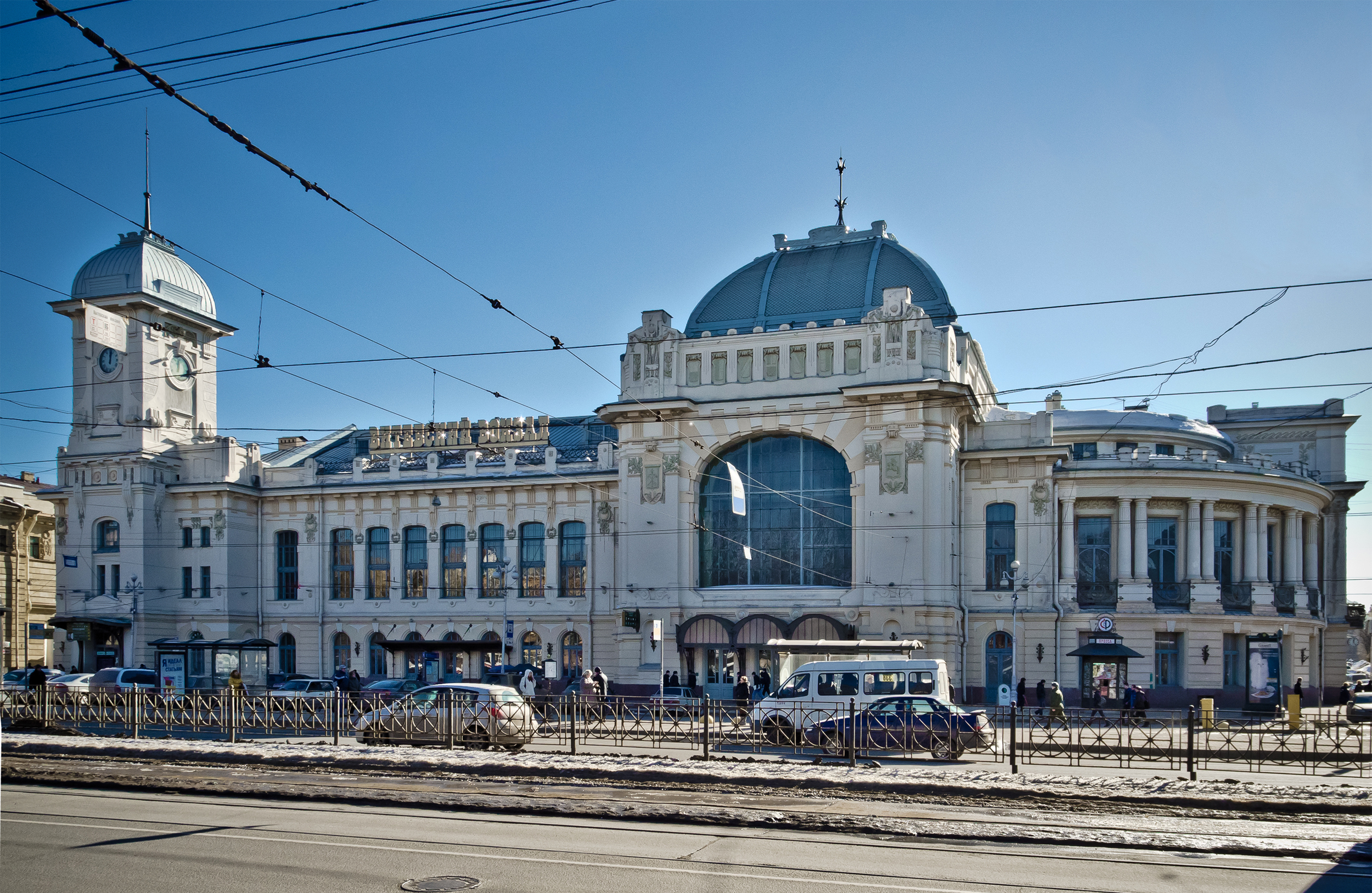
Gare de Saint-Pétersbourg-Vitebsk

#### Modern style nordique
Une branche distincte du style Modern est apparue sous l'influence de l'architecture scandinave moderne : le modern style nordique, dit aussi style romantique national. Des bâtiments de ce style sont relativement rares à Saint-Pétersbourg, on n'en trouve pas trace ailleurs en Russie, sauf dans la ville de Vyborg à la frontière russo-finlandaise. Ce style conserve les principales caractéristiques du modern et ses façades rappellent le dureté du climat nordique. Les architectes utilisent largement les toits à angles aigus, les baies vitrées, les couvertures en granite avec des combinaisons en plâtre, des fenêtres hexagonales, des bas-reliefs stylisés sur des thèmes scandinaves. L'un des premiers bâtiments de ce style est la maison de rapport de I. Lidval (architecte F Lidval, construite en 1899-1904, perspective Kamennoostrovski, 1-3). Les architectes Alexeï Boubyr, Nikolaï Vassiliev, Robert-Fridrich Meltser, Ippolit Pretro ont également travaillé dans ce style.

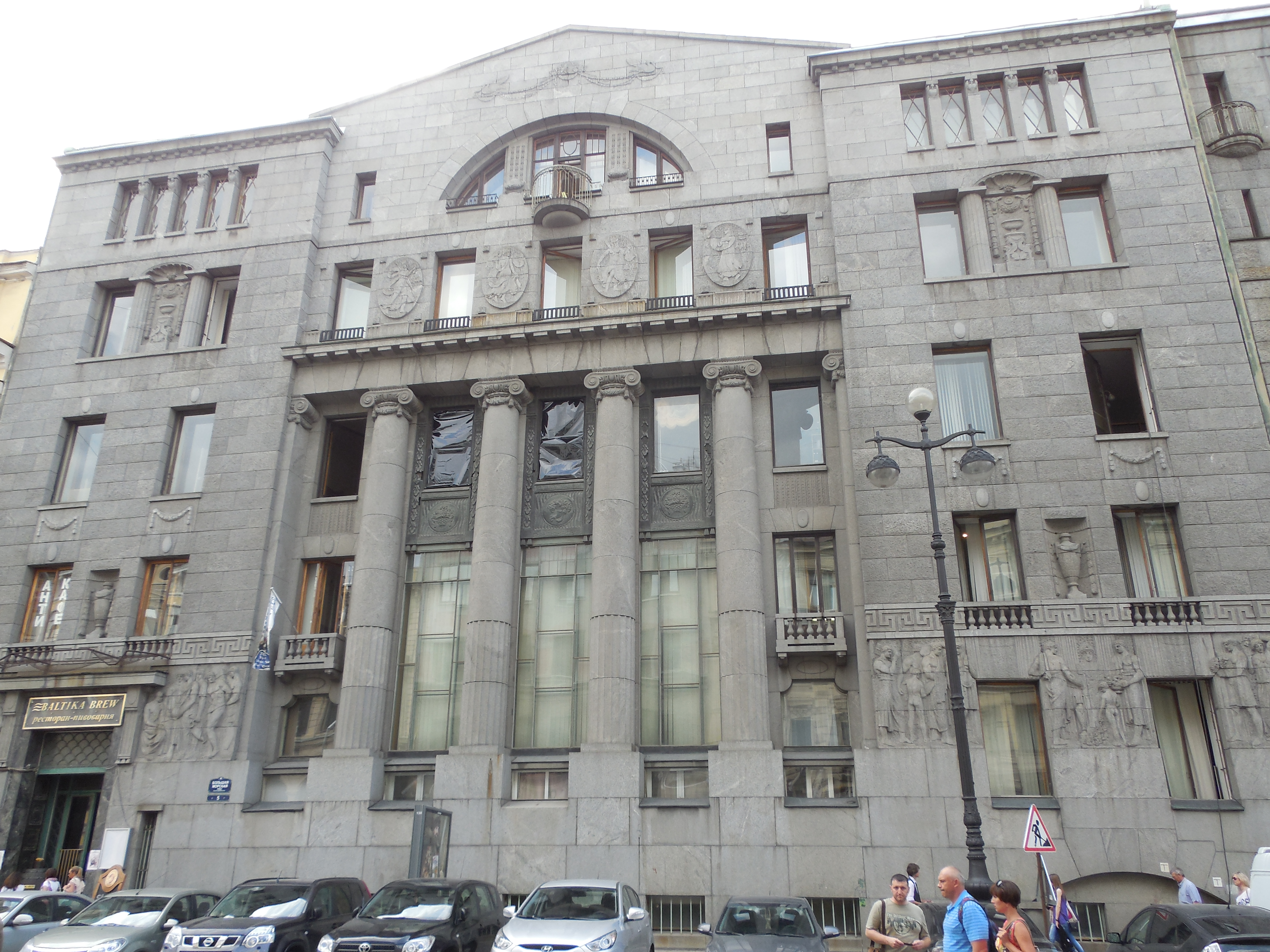
Ancienne banque d'Azov et du Don à Saint-Pétersbourg (architecte F. Lidval)
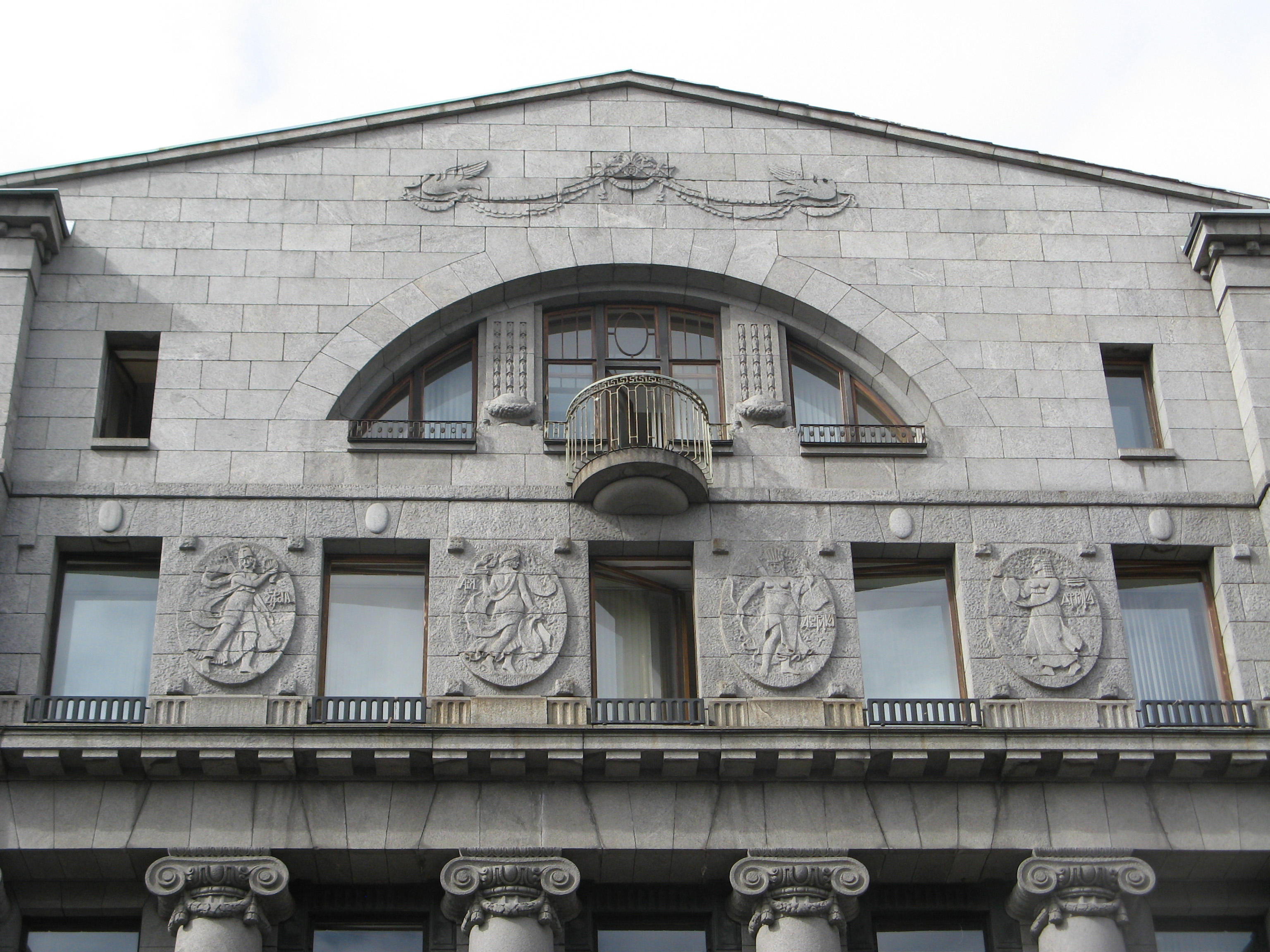
détail de la façade de la banque d'Azov et du Don
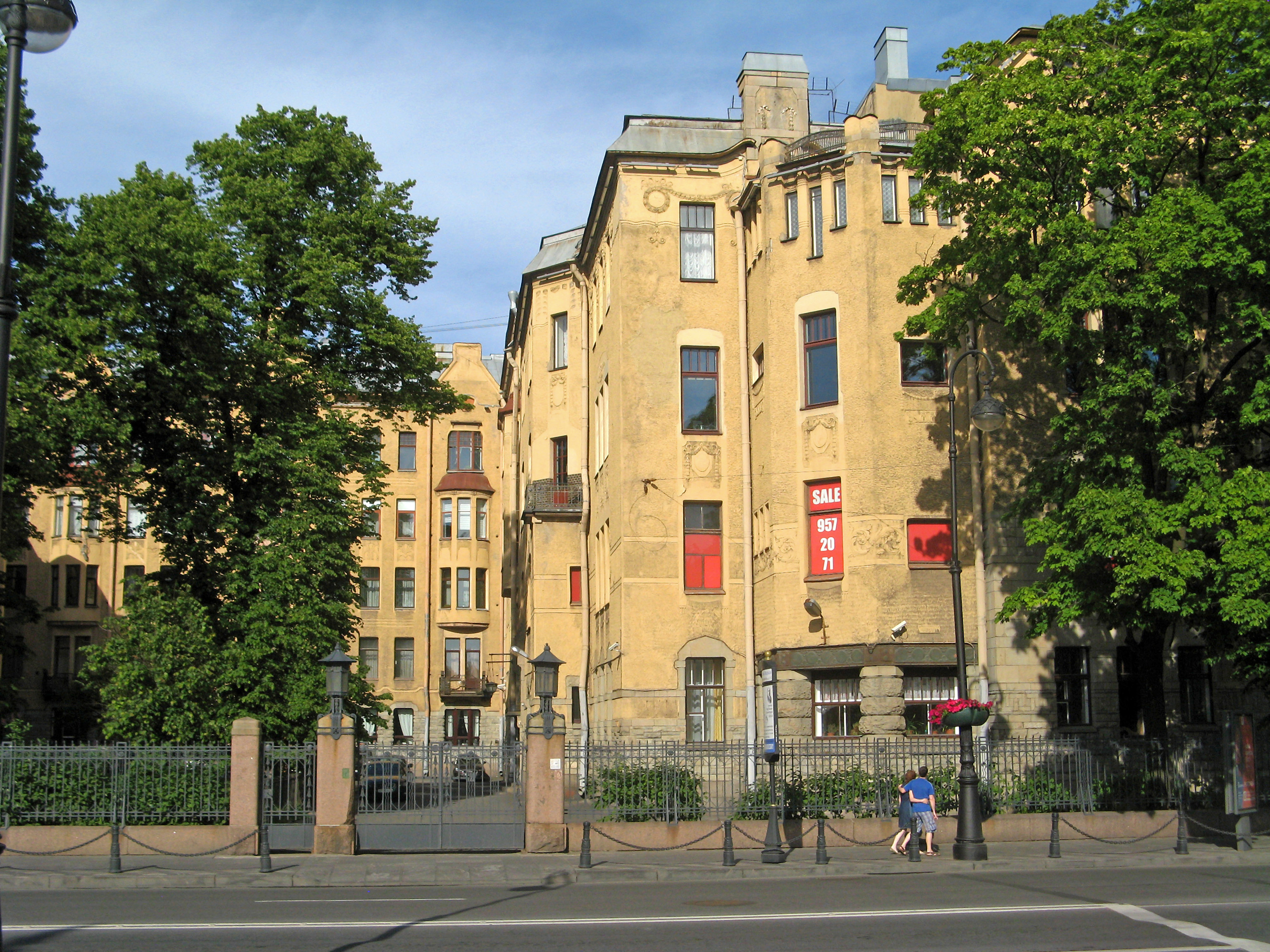
Maison de rapport Lidval à Saint-Pétersbourg

### Critique de Fiodor Dostoïevski

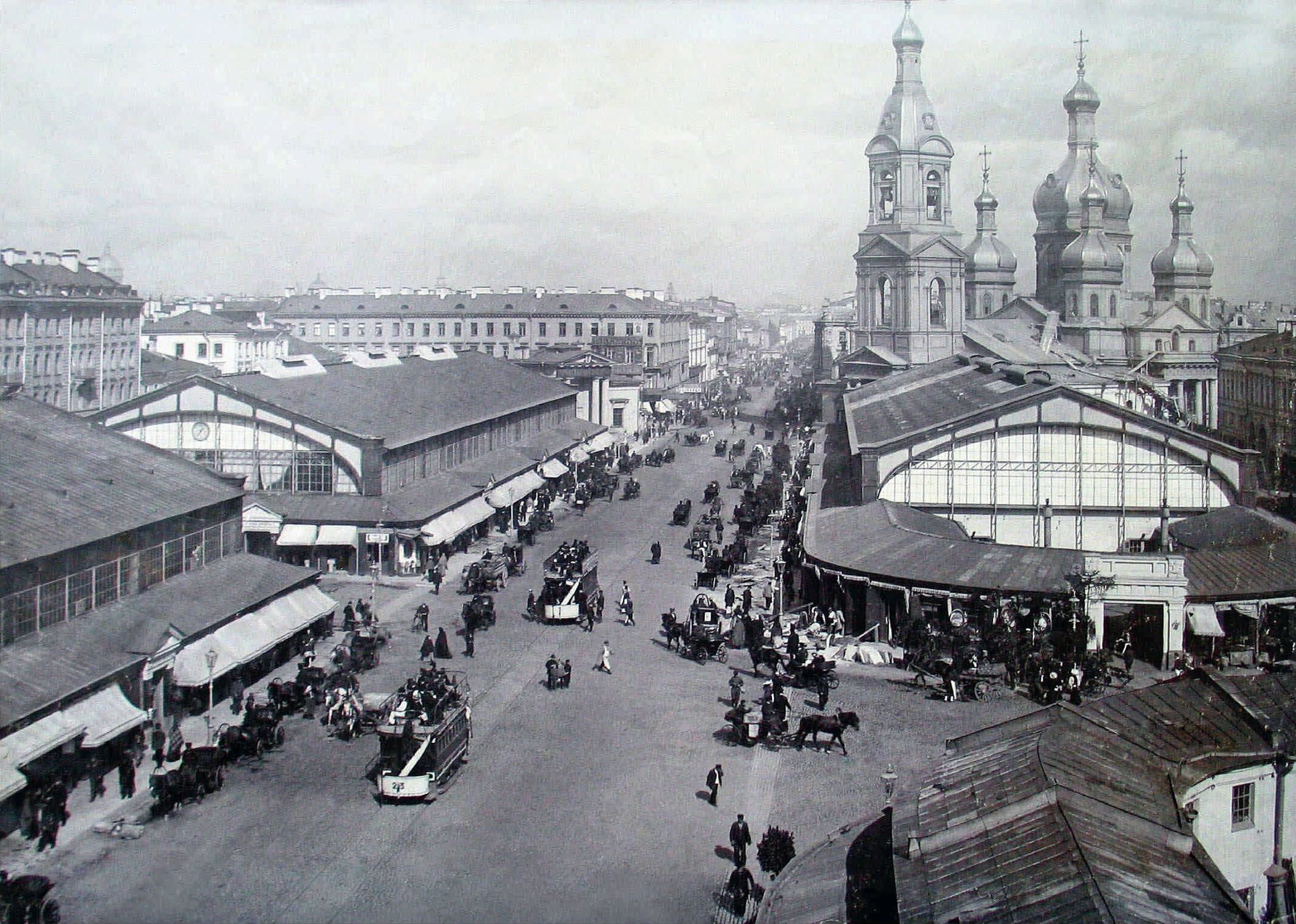
Saint-Pétersbourg, Place au foin en 1900, un des lieux du roman Crime et Châtiment, aujourd'hui disparu

Dans son Journal d'un écrivain, Fiodor Dostoïevski donne sa vision du Saint-Pétersbourg datée de 1873 dans un petit tableau fort étonnant. L'écrivain russe a passé une partie de sa vie dans cette ville et y est mort en 1881. Il situe dans la ville l'action de Crime et Châtiment, son roman le plus connu. Il est aussi l'auteur de la phrase « La beauté sauvera le monde... » . À la lecture de son petit tableau de Saint-Pétersbourg se pose inévitablement la question: qu'est-ce que la beauté et comment apparaît-elle pour l'écrivain? Le critique Jérôme Thélot considère qu'il faut distinguer chez l'écrivain la beauté du monde et celle des êtres. Dostoïevski n'est pas indifférent à la beauté du monde mais trop préoccupé d'élucider les mystère humain et les rapports entre les hommes pour décrire dans ses romans son sentiment de la beauté de celui-ci. On peut remarquer chez lui l'absence presque totale de vues non-urbaines « du fait de la saturation de ses dialogues par la seule intériorité de ses personnages ». Le slavophilisme est également présent dans son œuvre, alors que Saint-Pétersbourg est devenu une fenêtre de la Russie sur l'Europe occidentale. Son Journal d'un écrivain est une chronique publiée de 1873 à 1881   

Telle est sa vision de la ville dans ce Journal : 

« Au point de vue architectural, rien n’est plus absurde que Pétersbourg. C’est un mélange incohérent de toutes les écoles et de toutes les époques. Tout est emprunté et tout est déformé. Il en est, chez nous, des constructions comme des livres. Que ce soit en architecture ou en littérature, nous nous sommes assimilé tout ce qui nous venait d’Europe et nous sommes demeurés prisonniers des idées de nos inspirateurs. Voyez le style ou plutôt le manque de style de nos églises du siècle dernier : cela n’a aucune espèce de caractère. Voici la copie misérable du style romain à la mode au commencement de notre siècle ; voici du « Renaissance » tel que le conçut l’architecte T…, qui prétendit l’avoir rénové au cours du règne dernier. Plus loin apparait du Byzantin. Mais regardez d’un autre côté, vous retrouverez le style du temps de Napoléon Ier, lourd, faussement majestueux et surtout profondément ennuyeux, quelque chose de grotesque, dont le goût se développa en même temps que celui des abeilles d’or et d’autres ornements d’une beauté analogue. Maintenant, retournez-vous. Ce que vous apercevez là, ce sont des palais appartenant à nos familles nobles. Ils ont été bâtis d’après des modèles italiens et français (d’avant la Révolution). En voici d’autres plus anciens qui rappellent les palais de Venise. Dieu ! comme il sera mélancolique de lire là-dessus plus tard : Restaurant avec jardin, ou : Hôtel Français ! Enfin, voici d’énormes bâtisses tout à fait contemporaines ; là triomphe le style yankee : ce sont des édifices énormes renfermant des centaines de pièces et abritant des entreprises industrielles. On voit tout de suite que nous aussi, aujourd’hui, avons nos chemins de fer, et sommes devenus des « business-men ». Essayons après cela de définir notre architecture : c’est un tohu-bohu qui correspond parfaitement au tohu-bohu du moment présent. Mais de tous les styles employés, aucun n’est aussi lamentable que celui qui prévaut aujourd’hui. Il y a de tout là-dedans ; ces immenses maisons de rapport, aux murailles de carton et aux façades bizarres, possèdent des balcons « rococo » et des fenêtres pareilles à celles du palais des Doges ; elles ne sauraient se passer d’un « œil de bœuf » et sont invariablement à cinq étages... »

.

### Poème d'Alexandre Pouchkine
Le Cavalier de bronze, est inspiré au poète Alexandre Pouchkine par la statue équestre de l'empereur Pierre le Grand en 1833. C'est une déclaration d'amour du poète pour la beauté de la ville de Saint-Pétersbourg.   

« Oui je t'aime, cité, création de Pierre ;

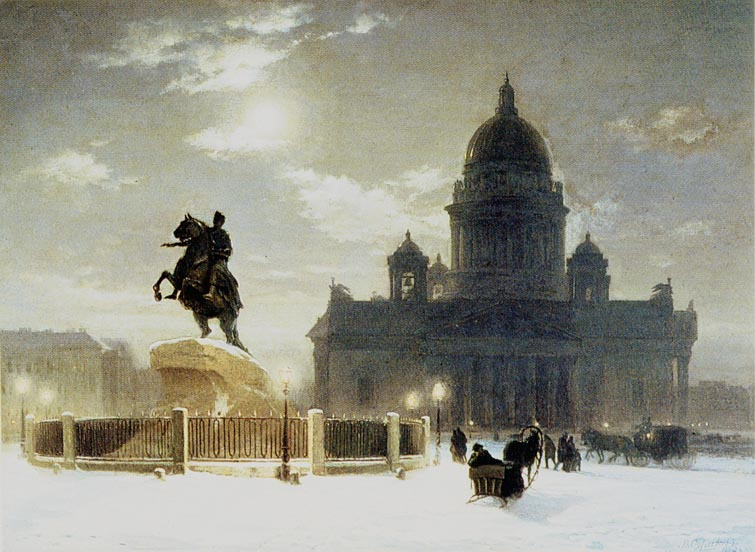
Le Cavalier de bronze par Vassili Sourikov

 J'aime le morne aspect de ta large rivière,

 J'aime tes dômes d'or où l'oiseau fait son nid,

 Et tes grilles d'airain et tes quais de granit.

 ...,

 Et toi, pendant ce temps, crépuscule argenté,

 Tu parcours sur ton char la muette cité,

 Versant aux malheureux, dans ta course nocturne,

 Le sommeil, doux breuvage échappé de ton urne,

 Et regardant au loin, comme un rigide éclair,

 L'Amirauté dressant son aiguille dans l'air.

 Alors, de notre ciel par ton souffle effacée,

 Vers le noir occident l'ombre semble chassée,

 Et l'on voit succéder, de la main se touchant,

 La pourpre de l'aurore à celle du couchant. »